# Affaire des fiches (France)
Vous lisez un « article de qualité » labellisé en 2020.
Pour les articles homonymes, voir Affaire des fiches.

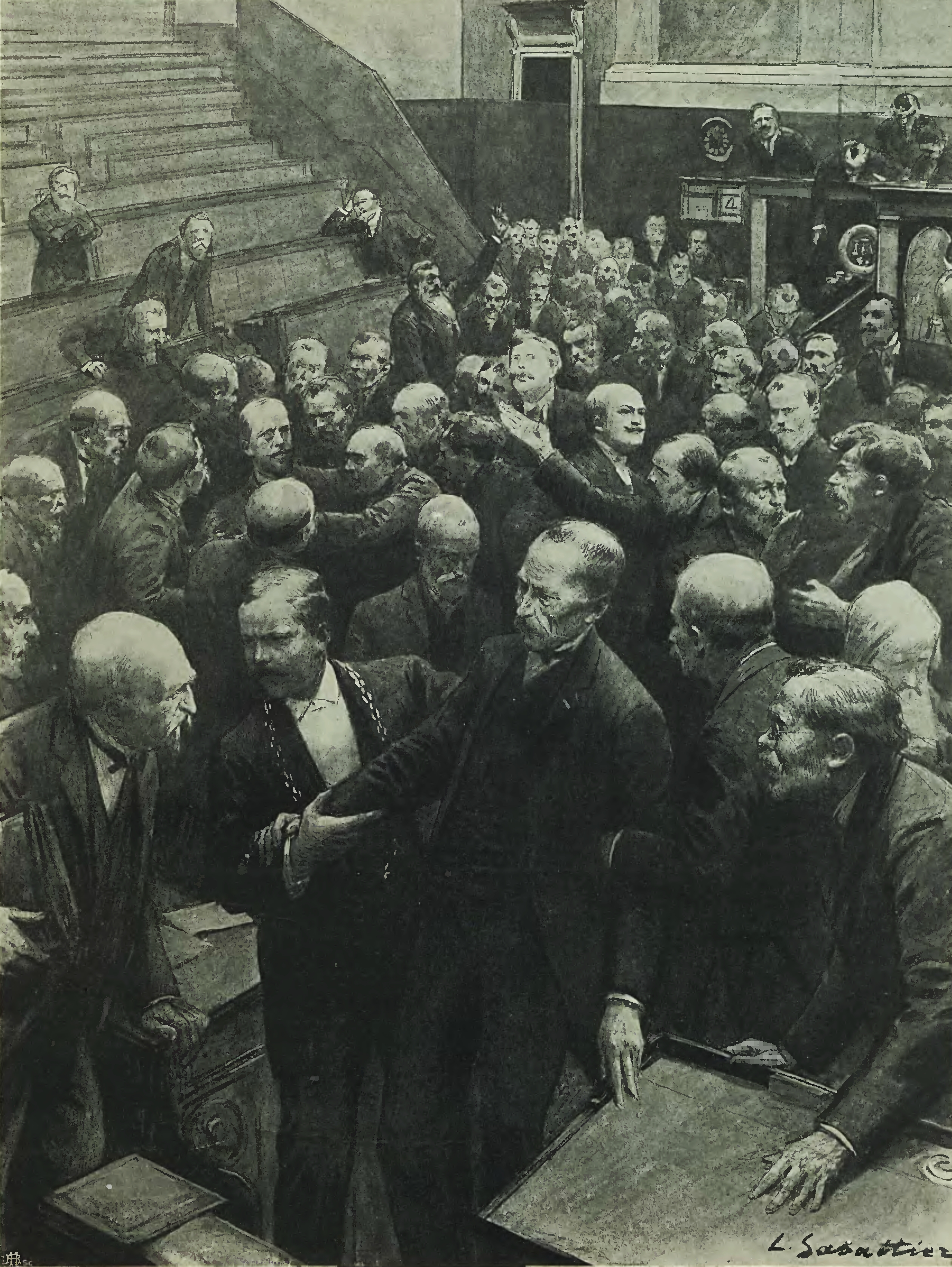
Le général André évacué de la Chambre des députés pendant la bagarre déclenchée par la gifle qu'il a reçue du député nationaliste Gabriel Syveton.

L'affaire des fiches, parfois appelée l'affaire des casseroles, est un scandale politique qui éclate en 1904 en France, sous la Troisième République. Il concerne une opération de fichage politique et religieux mise en place dans l'Armée française à l'initiative du général Louis André, ministre de la Guerre, dans un contexte de liquidation de l'affaire Dreyfus et d'accusations d'anti-républicanisme portées par la gauche à l'encontre du corps des officiers.
De 1900 à 1904, l'administration préfectorale, les loges maçonniques du Grand Orient de France et d'autres réseaux de renseignement établissent des fiches sur les officiers, qui sont transmises au cabinet du général André afin de décider de l'avancement hiérarchique et des décorations à attribuer. Ces documents secrets sont préférés par André aux notations officielles du commandement militaire. Ils lui permettent de mettre en place un système où l'avancement des officiers républicains, francs-maçons ou libre-penseurs est favorisé tandis que la carrière des militaires nationalistes et catholiques — conviction religieuse qui vaut, pour le Grand Orient et le cabinet d'André, hostilité à la République — est entravée, dans le but de s'assurer de la loyauté de l'armée au régime en place.
Le 28 octobre 1904, le député Jean Guyot de Villeneuve interpelle le gouvernement à la Chambre des députés et révèle le système de fichage instauré par le général André et le Grand Orient, produisant à l'appui de ses accusations des fiches qui lui ont été remises par Jean-Baptiste Bidegain, adjoint du secrétaire-général du Grand Orient. Le ministre nie avoir connaissance de ces agissements, mais durant la séance du 4 novembre, Guyot de Villeneuve produit un document qui incrimine André directement. La séance est houleuse et le député nationaliste Gabriel Syveton gifle le ministre de la Guerre, déclenchant une empoignade dans l'hémicycle.
Le scandale est important. Les rebondissements et les révélations se succèdent pendant plusieurs mois, tandis que la presse publie régulièrement les fiches en question. Malgré le soutien de Jean Jaurès et du Bloc des gauches, le gouvernement Émile Combes chute le 15 janvier 1905, emporté par l'affaire. Le cabinet Rouvier, qui lui succède, condamne formellement le fichage, prononce des sanctions symboliques et mène une politique d'apaisement. Néanmoins, le système des fiches se poursuit après 1905, appuyé non plus sur le Grand Orient mais sur les renseignements préfectoraux et adossé à la pratique de pressions politiques. En 1913, le ministre de la Guerre Alexandre Millerand y met fin définitivement.
Ce système de fichage politique, en plus de provoquer une certaine crise morale dans les milieux dreyfusards qui se divisent sur la priorité à donner entre la défense de la République et la protection de la liberté de conscience, semble avoir affaibli le haut-commandement militaire, du fait de plus d'une dizaine d'années de discriminations à l'avancement des officiers. Ceci a eu des conséquences difficiles à évaluer sur les premiers mois de la Première Guerre mondiale.

## Contexte

### Affaire Dreyfus

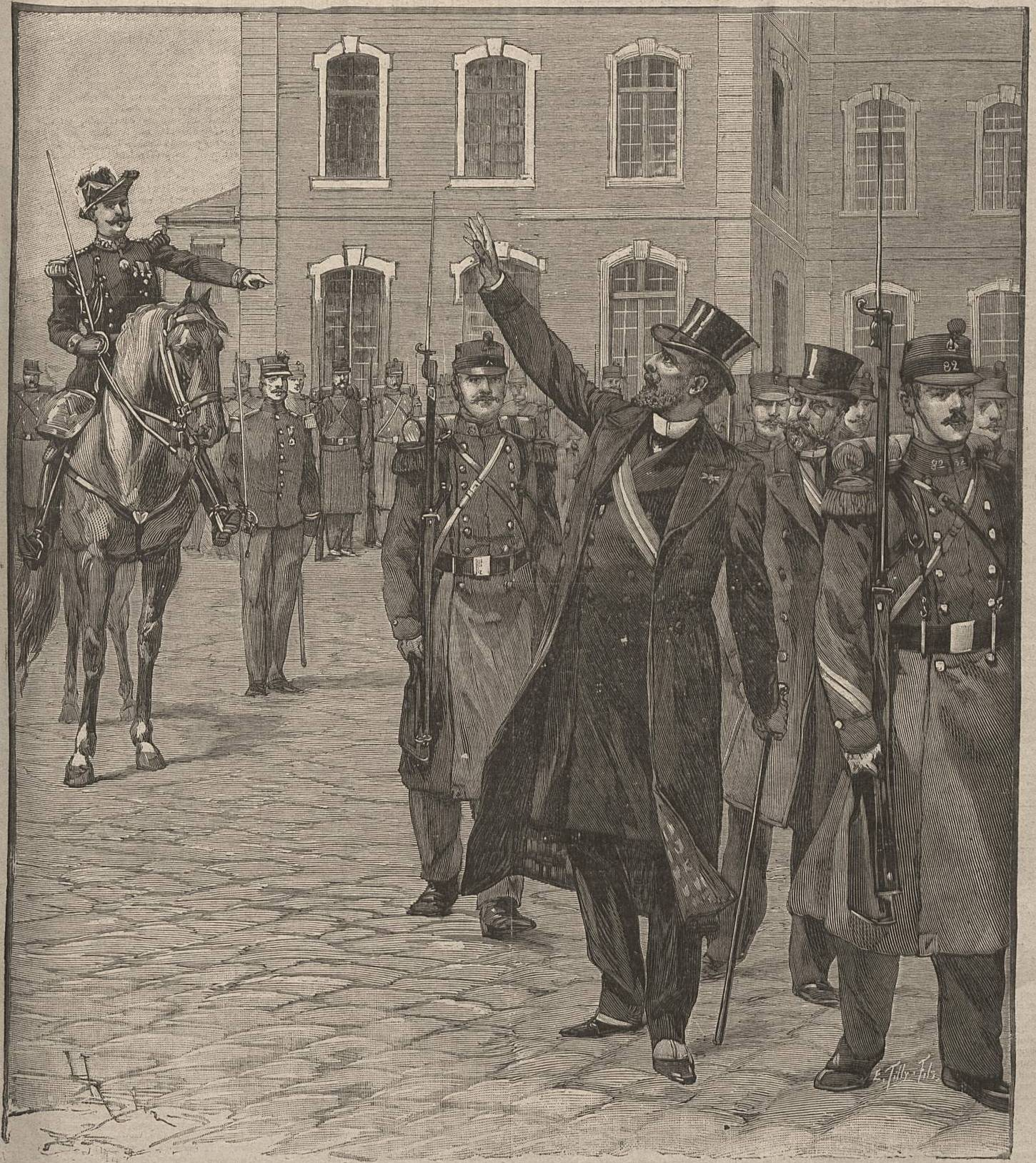
Tentative d'embauchage de l'armée par les césariens, dessin du Progrès Illustré représentant l'arrestation de Déroulède et Habert à la suite de l'affaire de Reuilly.

Depuis l'instauration de la Troisième République, l'armée française s'est tenue relativement à l'écart des luttes politiques qui ont opposé les monarchistes aux partisans de la République, un affrontement qui s'est soldé par la victoire définitive de ces derniers en 1879 avec le basculement du Sénat. Si elle ne s'est pas laissée tenter par l'aventurisme d'un coup d'État, l'armée n'en est pas moins vue comme antirépublicaine, une vision qui a été renforcée par le déclenchement de l'affaire Dreyfus. Le refus du haut-commandement militaire de laisser la vérité éclater ainsi que l'attitude hautaine des officiers amenés à témoigner au second procès de Dreyfus ont laissé deviner aux républicains un « État dans l'État » où les descendants des familles conservatrices font carrière,. Aussi, depuis le début de l'affaire Dreyfus — voire depuis la crise boulangiste —, la droite embrasse le nationalisme et la défense de l'armée, tandis que la gauche se place sous la bannière de l'anticléricalisme et — au moins en partie — de l'antimilitarisme.
L'agitation nationaliste de l'année 1899, contemporaine de l'affaire Dreyfus, convainc la gauche que la République est en danger : la tentative du poète Paul Déroulède qui, misant sur les sentiments antirépublicains de l'armée, tente sans succès d'entraîner les troupes du général Roget au palais de l'Élysée lors des funérailles de Félix Faure, le 23 février 1899, fait craindre le pire. Aussi, le gouvernement de Défense républicaine de Pierre Waldeck-Rousseau puis le cabinet Émile Combes cherchent à assurer le régime en procédant à une épuration contre les institutions considérées comme antidreyfusardes, au premier rang desquelles figure l'armée.

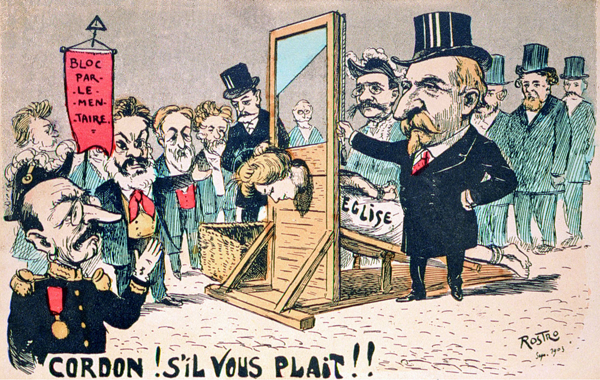
La séparation de l’Église et de l’État, carte postale satirique dépeignant la décapitation de l'Église catholique par Émile Combes.

En parallèle des retombées de l'affaire Dreyfus, le cabinet Combes, cimenté par la franc-maçonnerie et aiguillonné par le parti radical, procède à l'expulsion des congrégations du territoire français et prépare la loi de séparation de l'Église et de l'État, apogée des mesures anticléricales du début du XXe siècle. Ce projet de séparation est intimement lié à l'affaire des fiches : les convictions religieuses des officiers catholiques sont directement tenues comme une preuve d'hostilité à la République ; le président Émile Loubet s'oppose à Combes sur l'opportunité de cette loi ; enfin, c'est dans le but d'éviter la séparation que Guyot de Villeneuve va faire éclater le scandale des fiches.

### Précédent des papiers Gambetta
Dans les premières années de la Troisième République, des dossiers secrets sur les officiers de l'armée française avaient déjà été rassemblés avec l'aide de la franc-maçonnerie. Ces « papiers Gambetta », du nom du responsable politique radical Léon Gambetta — qui les avait fait constituer pour l'usage des républicains — contenaient des notices sur les compétences militaires et les convictions politiques des principaux officiers, au sein de deux dossiers. Le premier, terminé dans les premiers jours de 1876, passait en revue l'intégralité des corps d'armée, division par division,. Le second, compilé à l'automne 1878, passe en revue la carrière et les tendances politiques des officiers du ministère de la Guerre, de l'École de guerre, de l’État-major de l'armée et des grandes écoles militaires,.
Ces fichiers, établis par un réseau de renseignement républicain appuyé sur des loges maçonniques, pointaient donc déjà — bien avant l'affaire des fiches — les officiers monarchistes qui pouvaient présenter un danger pour la République,. Après l'accession au pouvoir des républicains, un certain nombre de généraux sont démis de leurs commandements sur la base de ces dossiers, afin de rendre l'institution militaire plus malléable entre les mains du nouveau régime. Ce sont d'ailleurs les limogeages au sein de l'armée qui provoquent la colère et la démission du maréchal de Mac Mahon, président de la République de 1873 à 1879.
Neuf ans plus tard, lors de la crise boulangiste, Edmond Lepelletier, vénérable de la loge Les Droits de l'Homme, avait proposé de mettre en place des comités, directement appuyés sur les loges et sur la Société des droits de l'homme et du citoyen, qui auraient été chargés de signaler « les serviteurs de l’État disposés à trahir et les manœuvres d'embauchage, de corruption, d'intimidation des monarchistes, des cléricaux et de leurs nouveaux alliés, les boulangistes ». Mais cette idée avait été combattue par le directeur de La Chaîne d'union, Esprit-Eugène Hubert (d).

## Mise en œuvre du système des fiches

### Nomination du général André au ministère de la Guerre

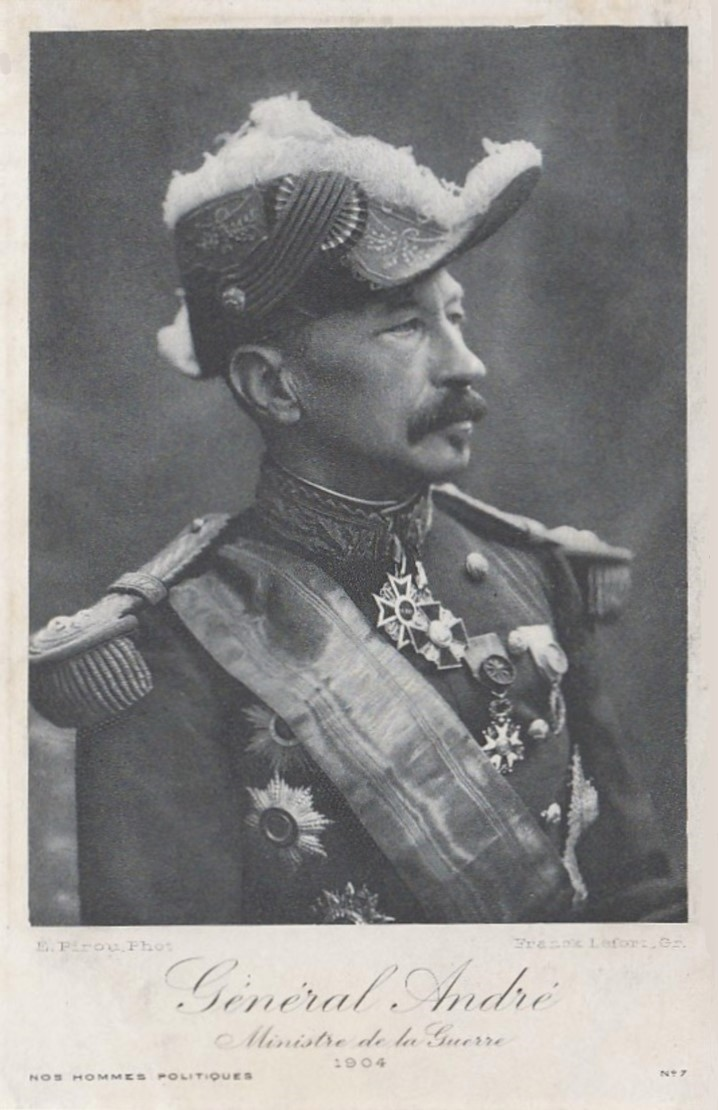
Le général Louis André, ministre de la Guerre de 1900 à 1904.

À la suite de la démission en mai 1900 du général de Galliffet, le président du Conseil Pierre Waldeck-Rousseau nomme — sur les conseils d'Henri Brisson — le général Louis André pour lui succéder au ministère de la Guerre. Ce militaire, issu de l'École polytechnique, est connu pour son républicanisme fervent et son caractère « doctrinaire »,. Il reçoit pour mission de continuer la tâche de son prédécesseur, à savoir liquider les derniers remous de l'affaire Dreyfus et poursuivre la « républicanisation » de l'armée à marche forcée.
Pour y parvenir, Gaston de Galliffet a réformé les modalités d'avancement en grade dans l'armée : le 9 janvier 1900, il a pris un décret pour supprimer les commissions régionales d'avancement qui décidaient en autonomie de la mise au tableau d'avancement. En effet, Galliffet soupçonne le haut-commandement militaire de partialité ; en instituant des commissions d'armes et une commission supérieure pour effectuer les propositions, il laisse au ministère de la Guerre toute latitude pour se prononcer en dernier ressort.
Ces commissions d'armes ayant dans leurs prérogatives l'exclusion sans recours des officiers jugés trop médiocres, le général André décide le 15 mars 1901 de supprimer les commissions d'armes pour permettre au ministère une liberté de choix totale. Le système mis en place par André indigne une partie de la hiérarchie, dont le général Hippolyte Langlois, qui détaille dans la Revue des Deux Mondes :

« [Il est établi] dans chaque corps d'armée, des listes portant tous les candidats remplissant les conditions légales pour l'avancement au choix. Les différents chefs hiérarchiques indiquent sur ces listes, dans des colonnes spéciales, le numéro de préférence qu'ils accordent à chaque sujet ; quand un officier est jugé incapable de passer au choix, le chef met devant son nom la mention « ajourné ». Il n'y avait plus dès lors et il n'y a plus encore maintenant aucun frein à l'arbitraire ; on voit, chaque année, le ministre évincer du tableau les officiers les plus appréciés et porter son choix non seulement sur ceux qui sont présentés les derniers, mais même sur les ajournés ! Quelle déconsidération pour le commandement ! »

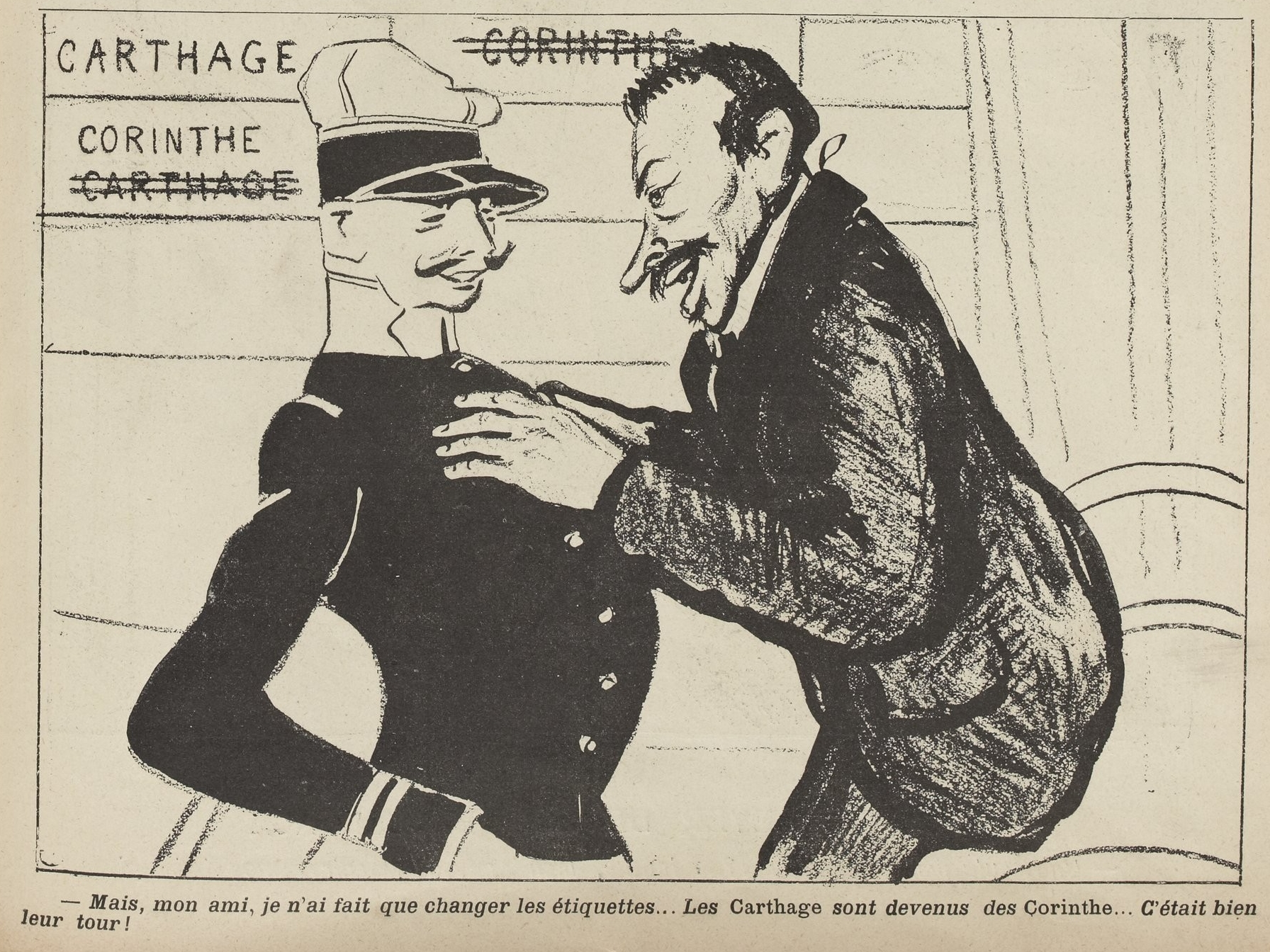
Caricature de L'Assiette au beurre faisant référence à la préférence donnée par le général André aux officiers républicains en matière d'avancement, afin de corriger les biais opposés qui ont supposément prévalu jusque-là. Corinthe est le dossier des officiers à favoriser, tandis que les officiers suspects sont rangés dans le dossier Carthage.

En effet, le général André et son cabinet sont résolus à favoriser l'avancement des officiers républicains au détriment des nationalistes et des monarchistes ; persuadés que le commandement militaire est noyauté par les réactionnaires, ils se défient par principe des notes hiérarchiques. Prêtant autant attention aux opinions politiques qu'aux qualités militaires, le général André cherche une source alternative de renseignements sur les officiers, et notamment sur tous les officiers subalternes qui, ne jouissant pas d'une stature publique, ne sont cernés en détails que dans les notes de leurs supérieurs. S'étant adressé aux préfets, André considère leurs informations insuffisantes et juge leurs appréciations trop influencées par les circonstances locales. Poussé par le général Alexandre Percin, son chef de cabinet, le général André se tourne alors vers le Grand Orient de France afin de le renseigner sur les opinions politiques des officiers.
Après le triomphe du Bloc des gauches aux élections législatives de 1902, le général André est reconduit dans le cabinet d'Émile Combes, avec qui il entretient initialement de bons rapports et qui le voit comme un exécutant de sa politique d'anticléricalisme tous azimuts. Le 20 juin 1902, dans une circulaire adressée aux préfets, Combes résume l'action qu'il entend mener dans la fonction publique : « Votre devoir vous commande de réserver les faveurs dont vous disposez seulement à ceux de vos administrés qui ont donné des preuves non équivoques de fidélité aux institutions républicaines. Je me suis mis d'accord avec mes collègues du cabinet pour qu'aucune nomination, qu'aucun avancement de fonctionnaire appartenant à votre département ne se produise sans que vous ayez été au préalable consulté ». Le système des fiches, application rigoureuse du combisme, se poursuit donc.

### Relations entre le cabinet d'André et le Grand Orient

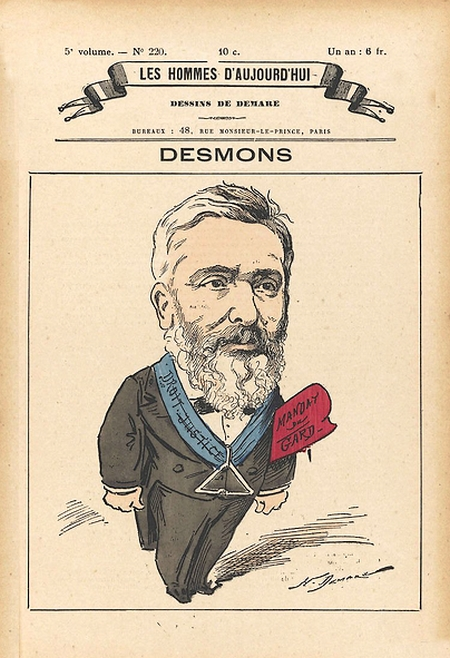
Frédéric Desmons, dirigeant du Grand Orient de 1900 à 1902.

Sur les conseils du général Percin — son chef de cabinet, en qui il a toute confiance —, André rencontre le sénateur Frédéric Desmons, président du Conseil de l'ordre du Grand Orient de France, l'obédience maçonnique la plus influente du pays. Cette rencontre, qui a lieu à une date difficile à préciser — probablement entre la fin de 1900 et le début de 1901 — suscite l'enthousiasme de Desmons : ce dernier, désireux de combattre la « réaction cléricale », se déclare favorable à la collecte par les loges de province d'informations sur les officiers et à leur transmission au cabinet du ministre de la Guerre. Les loges, présentes dans de nombreuses villes de garnison, peuvent en effet faire office de service de renseignement minutieux.
À la suite de ces contacts préliminaires, le cabinet militaire d'André et le Grand Orient entretiennent des relations suivies, gérées d'une part, par Narcisse-Amédée Vadecard, secrétaire-général du Grand Orient, et d'autre part, par le capitaine Henri Mollin, officier d'ordonnance du ministre et franc-maçon. Selon Guy Thuiller, Desmons ayant fait valider le principe du fichage par le Conseil de l'Ordre du Grand Orient et les vénérables des loges maçonniques sont invités à donner leur concours actif à Vadecard. Toutefois, les historiens de la franc-maçonnerie Pierre Chevalier et Patrice Morlat confirment que le Conseil de l'Ordre n'est pas consulté, seul le bureau l'est et donne son aval. Ce dernier sollicite alors les vénérables les plus sûrs pour remonter les informations vers le secrétariat.

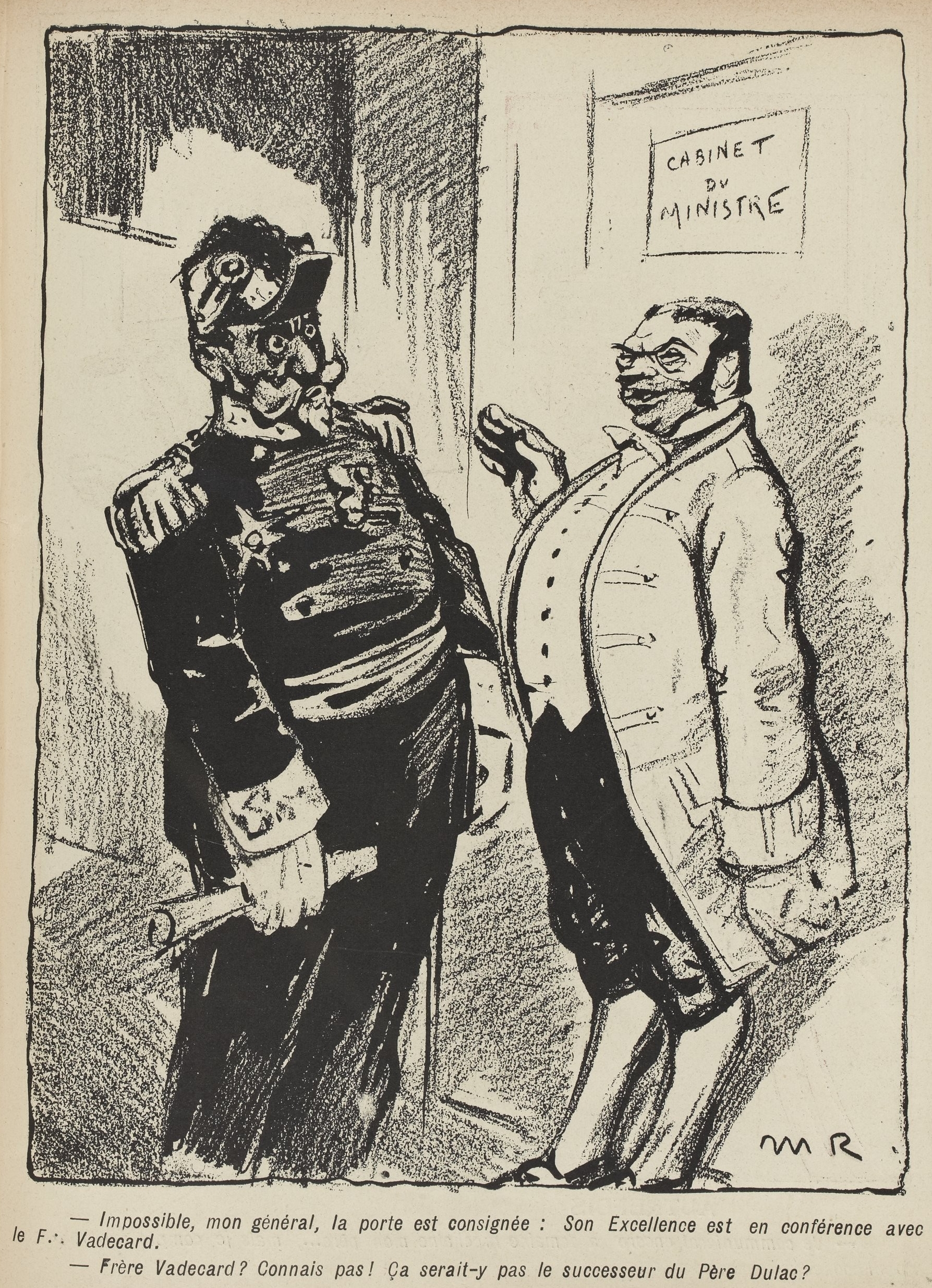
Caricature de L'Assiette au beurre décrivant l'influence maçonnique au ministère de la Guerre : le ressort comique vient du fait que le général éconduit prend ce frère du Grand Orient pour un membre du clergé catholique.

Le capitaine Mollin — qui bénéficie d'une quasi-exclusivité des relations avec le Grand Orient — est responsable du système des fiches au sein du cabinet militaire. D'un caractère « ombrageux » et touchant parfois au complexe de persécution, il entretient des relations difficiles avec son supérieur, le général Percin. Ce dernier le laisse pourtant responsable du service de fichage, de nature assez sensible. Quand Mollin est en congé, il est remplacé par deux autres francs-maçons du cabinet, le lieutenant de vaisseau Violette et le capitaine Lemerle.
Les autres officiers du cabinet, informés du système de fichage par le Grand Orient, se divisent sur l'opportunité de telles méthodes. Ainsi, le capitaine Charles Humbert, soutenu par le commandant Targe, est opposé au système d'avancement par les fiches, et surtout à la délation entre officiers. Appuyé par le chef du cabinet civil, Jean Cazelles, il montre au ministre les dangers de ces pratiques et des dégâts qui pourraient être provoqués par leur révélation. Devant le peu de succès de leur démarche, Targe et Humbert vont jusqu'à contacter en 1902 le nouveau président du Conseil de l'ordre du Grand Orient, Auguste Delpech, pour le convaincre de renoncer au fichage. Ces démarches leur valent l'hostilité de Mollin, Lemerle, Violette et du commandant Jacquot, et ces derniers s’emploient à les discréditer auprès du ministre, parfois par la calomnie.
En juillet 1902, un incident lié à la franc-maçonnerie va leur permettre de vider leur querelle : le commandant du lycée militaire de la Flèche, le lieutenant-colonel Terme, étant en butte à des intrigues, le capitaine Humbert — chargé de la direction de l'Infanterie — diligente une enquête, confiée au général Castex. Ayant lu le rapport du général, il conclut :

« Sous les prétextes les plus lâches, dans un esprit d'envie et de jalousie, le commandant X et le lieutenant Y ont mené une campagne épouvantable contre leur chef, le colonel Terme. Ils ont détruit à La Flèche tout esprit de discipline, ont pratiqué la dénonciation anonyme dans tout ce qu'elle a de plus honteux et, se sentant soutenus par certains hommes politiques appartenant aux loges dont ils font partie, ils ont tout bravé depuis plus de six mois. De tels officiers font le plus grand tort à la cause républicaine dans l'armée, pour laquelle nous luttons ici avec la dernière énergie et il est fâcheux que des postes de choix soient conservés par des hommes dont la position à donner serait la retraite et la non activité. Les officiers réactionnaires et cléricaux doivent, quand ils manquent à leur devoir, être frappés avec la dernière énergie, mais les brebis galeuses, et il y en a beaucoup qui se sont glissées dans nos rangs depuis un certain temps, doivent aussi être frappées avec une même énergie. Je demande en conséquence et cela dans l'intérêt de l'armée et de la justice, de mettre le commandant X en retraite d'office et d'approuver les autres mesures proposées par la direction de l'infanterie. »

Cette note déclenche de vives protestations de la part desdits hommes politiques francs-maçons (non identifiés) et des ennemis d'Humbert. L'arbitrage d'André est sans appel : le chef du cabinet civil, Cazelles, doit quitter son poste et Humbert est expulsé du cabinet militaire. Camille Pelletan, ministre de la Marine ayant proposé d’accueillir Humbert dans son propre cabinet, André refuse catégoriquement. Si cette manœuvre permet au ministre de faire taire les voix discordantes au sein de son cabinet, elle le dessert grandement auprès des parlementaires républicains hostiles à ses méthodes.

Composition (non exhaustive) du cabinet militaire du général André
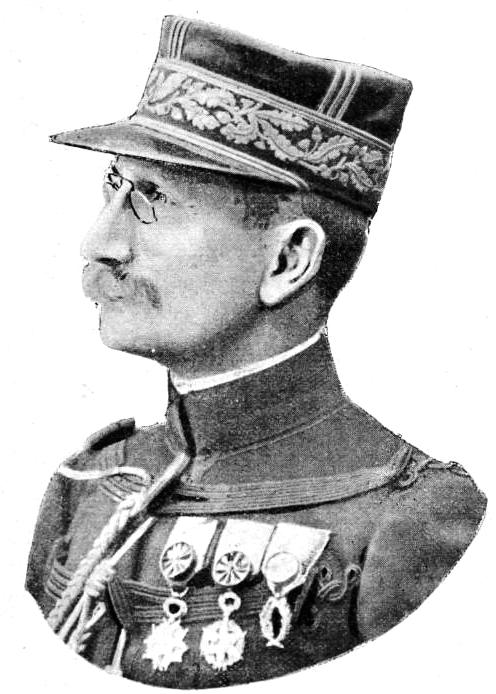
Le général Alexandre Percin (mai 1900 - mars 1904), chef de cabinet.
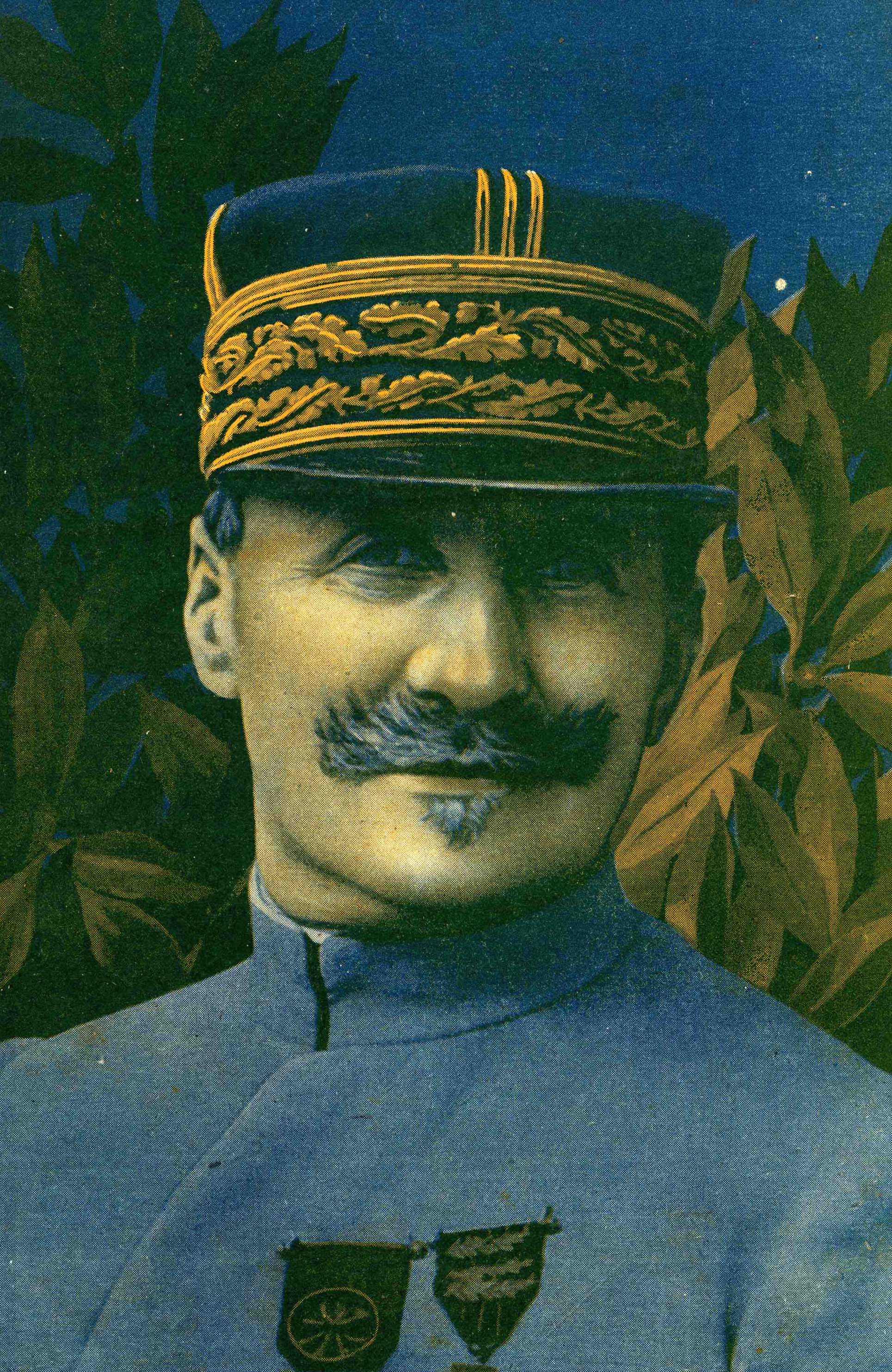
Le commandant Charles Jacquot.
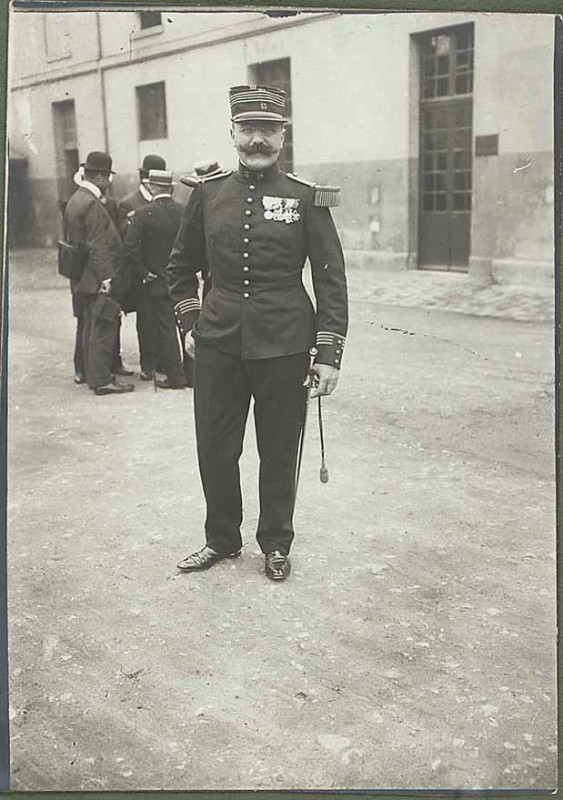
Le commandant Antoine-Louis Targe, chargé de l'enquête sur l'affaire Dreyfus.
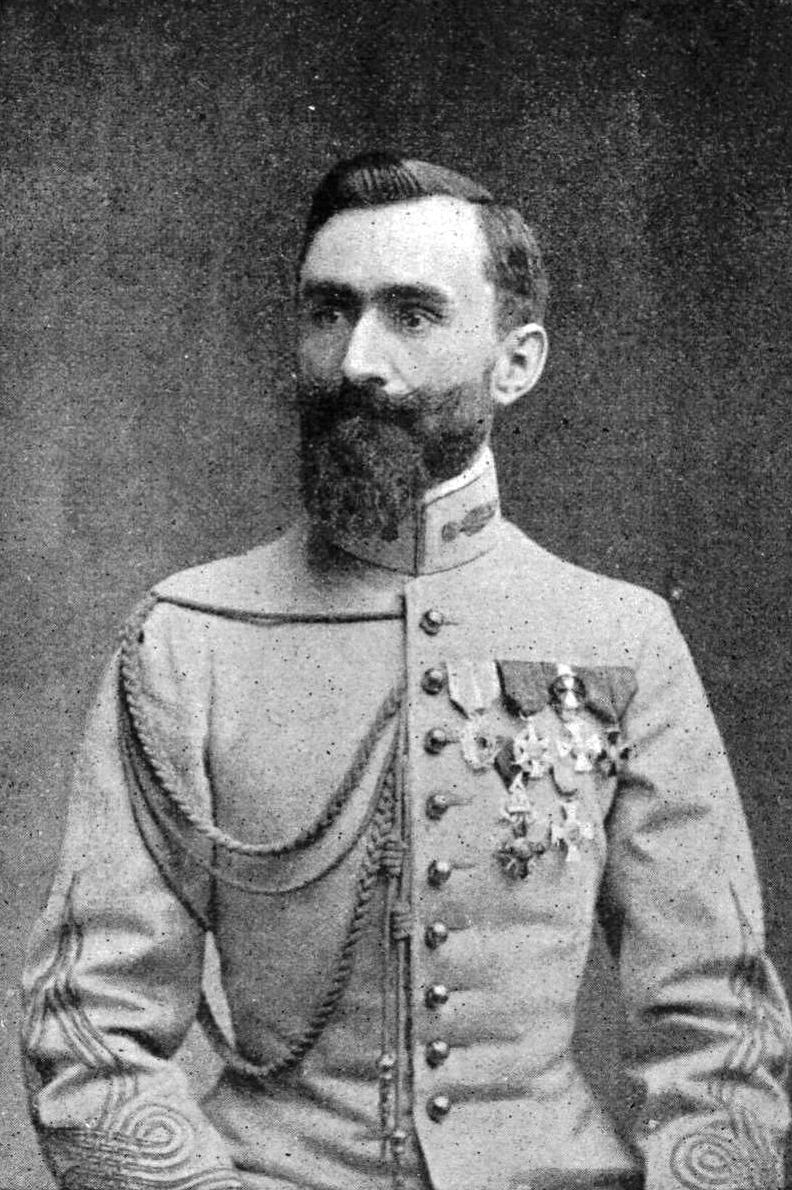
Le capitaine Henri Mollin (mai 1900 - décembre 1904), responsable du service des fiches.
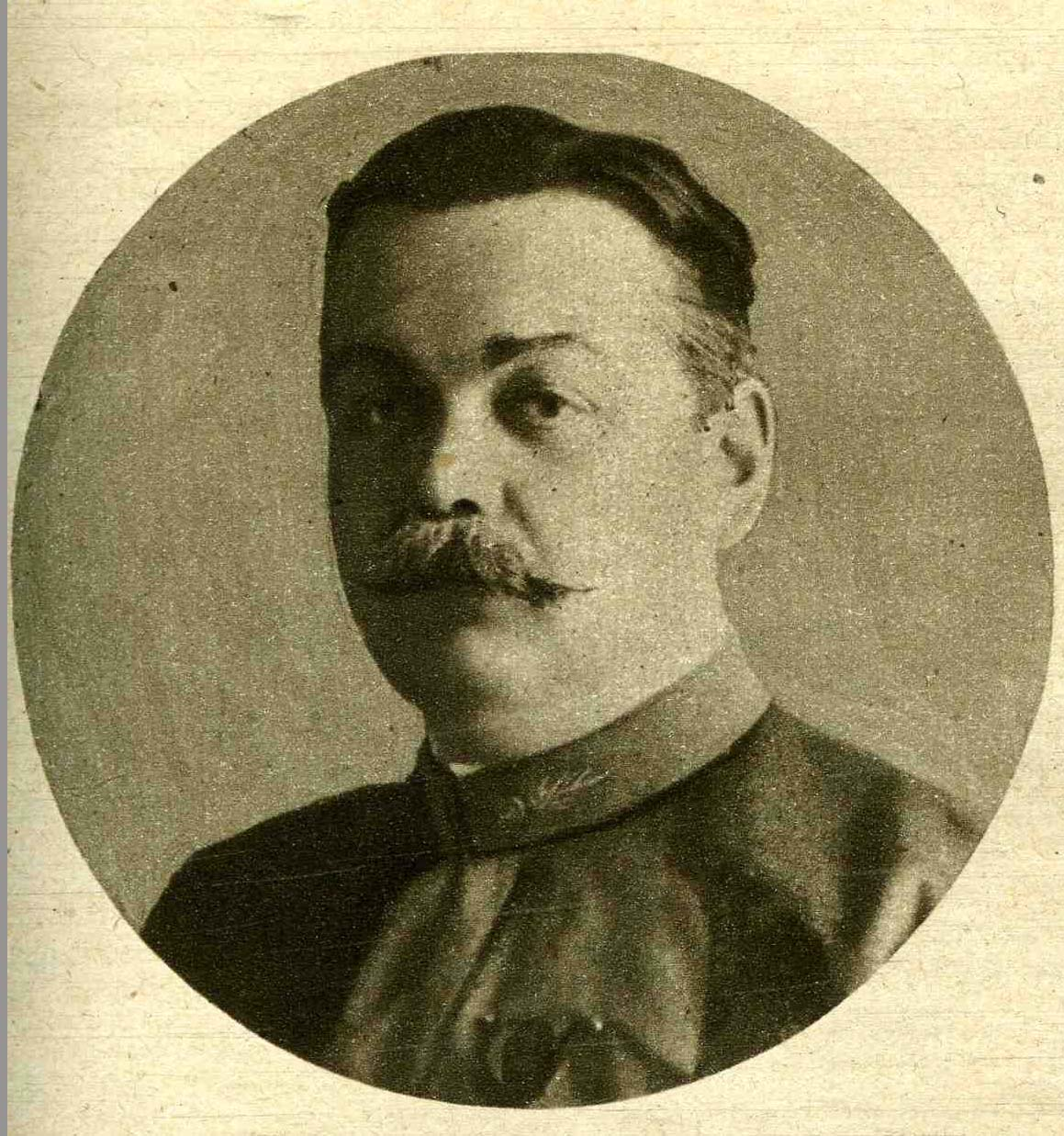
Le capitaine Charles Humbert (1900 - juillet 1902), officier d'ordonnance.
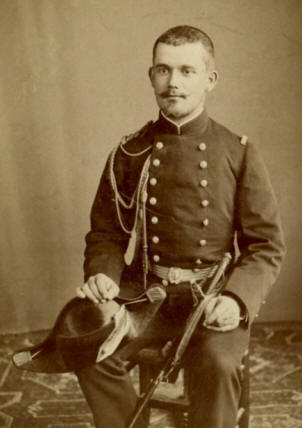
Le lieutenant de vaisseau Louis-Hippolyte Violette, remplaçant occasionnel du capitaine Mollin pour le fichage.

### Fonctionnement du fichage

#### Fiches du Grand Orient

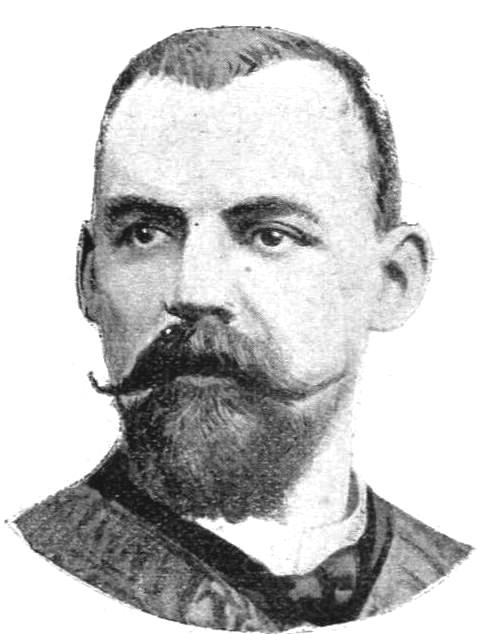
Narcisse-Amédée Vadecard, secrétaire-général du Grand Orient de France et responsable du fichage par les loges.

Sur décision du bureau du Conseil de l'Ordre du Grand Orient de France, les vénérables maîtres de chaque loge doivent répondre aux demandes de renseignements adressées par le secrétaire-général de l'obédience. Ces demandes proviennent de listes établies par Mollin (ou le cas échéant, par Violette et Lemerle) et transmises à Vadecard et son adjoint Jean-Baptiste Bidegain. Ces instructions ne sont pas communiquées dans une circulaire officielle, et ce, afin de contribuer à maintenir le secret sur cette entreprise. En plus des vénérables, d'autres franc-maçons détenant des responsabilités politiques et jugés sûrs sont contactés directement. Dans leur grande majorité, les vénérables exécutent avec diligence les enquêtes réclamées par Vadecard. Néanmoins, quelques loges isolées font part de leur opposition, s'appuyant sur l'article 19 de la Constitution du Grand Orient, qui stipule : « [Les frères] s'interdisent tous débats sur les actes de l'autorité civile et toute intervention maçonnique dans les luttes des partis politiques » ; il semble que les vénérables de Périgueux, Rochefort et Saint-Jean-de-Luz refusent leur concours. Des francs-maçons d'autres obédiences participent également au fichage ; ainsi, l'un des deux principaux rédacteurs de fiches dans le Nord est Bernard Wellhoff, vénérable de la loge La Fidélité de la Grande Loge de France et futur Grand-maître de l'obédience.

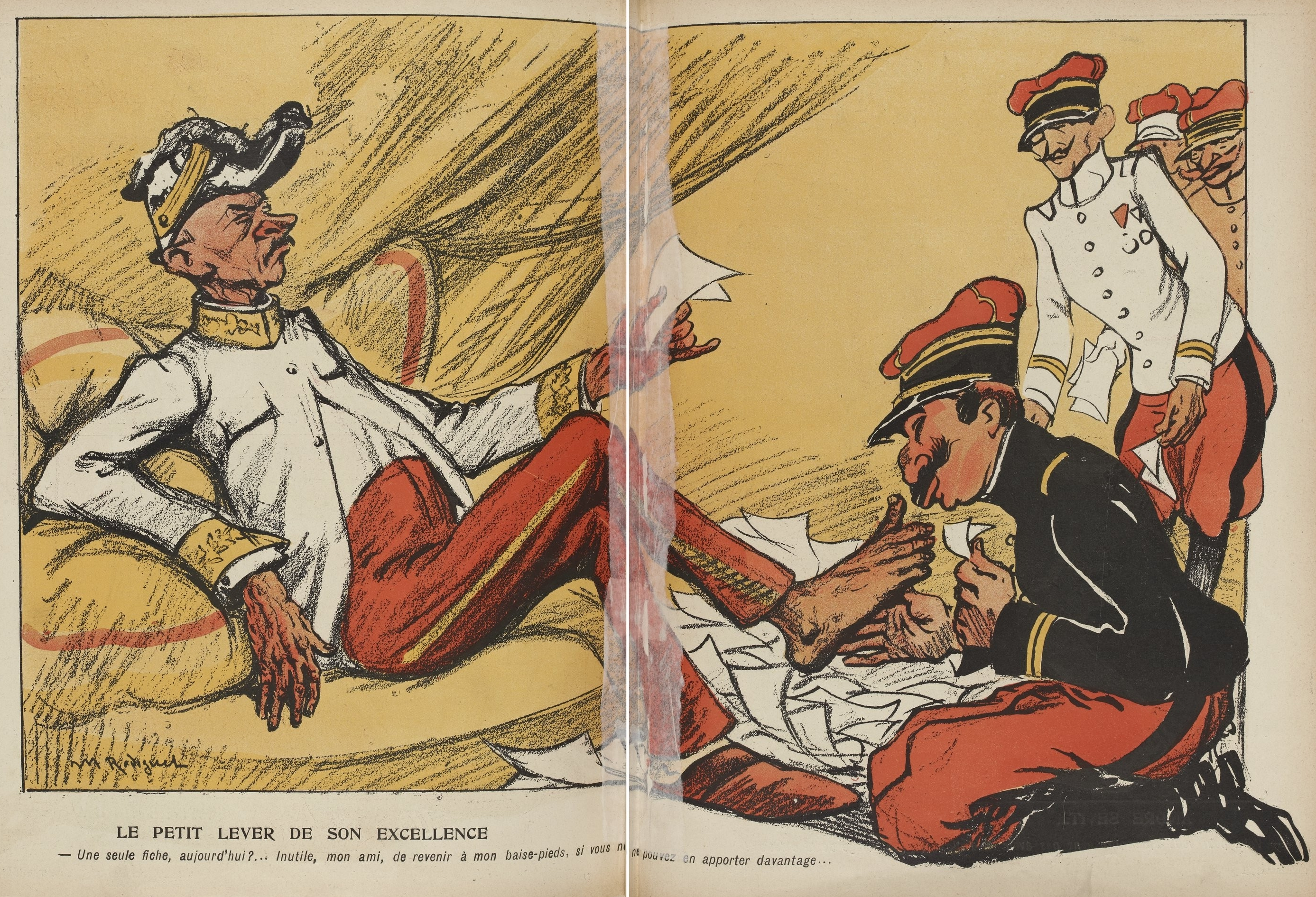
Le petit lever de Son Excellence, caricature du général André par L'Assiette au beurre.

Les fiches transmises aux ministères recensent les opinions politiques et les compétences présumées de milliers d'officiers. Les convictions religieuses et philosophiques de leur famille sont aussi évoquées. Si certaines fiches mentionnent une indifférence politique supposée ou une difficulté à se prononcer, un grand nombre porte des indications à charge comme « Va à la messe », « Fait élever ses enfants chez les frères », « Réactionnaire et catholique convaincu », « S'est rendu ridicule il y a quatre ans en tombant à genoux au passage d'une procession », « Quand on porte un nom pareil [à particule], on ne peut pas être républicain », « Ami intime de l'évêque », « A accepté il y a trois ans de représenter un lieutenant titré dans une affaire de duel avec le rédacteur d'un journal républicain », « A recueilli à sa table un capucin lors de la fermeture du couvent de Castres » ou à décharge comme « Dévoué au gouvernement ».
Au ministère de la Guerre, ces fiches servent à classer les officiers dans deux dossiers : les officiers catholiques et nationalistes — généralement à écarter des promotions — sont rangés dans le dossier Carthage (l'appellation rappelant le mot de Caton l'Ancien, Delenda Carthago), les officiers républicains et libre-penseurs — dont le cabinet d'André cherche à accélérer la carrière — trouvent leur place dans le dossier Corinthe (référence à Non licet omnibus adire Corinthum : « Il n'est pas donné à tout le monde d'aller à Corinthe »). Ces dossiers sont créés à l'arrivée du général André au ministère et ne contiennent au départ que les officiers que le ministre a connu au cours de sa carrière ou dont il a entendu parler — soit guère plus que 800 fiches. L'historien Serge Berstein comptabilise 18 818 fiches rédigées grâce au Grand Orient entre le 1er septembre 1901 et le 30 octobre 1903, nombre inférieur au total des fiches établies pendant le fonctionnement du système, qui débute fin 1900 et s'arrête lors de la révélation du scandale, fin 1904. À l'époque du fichage, le nombre d'officiers français en activité est d'environ 27 000.

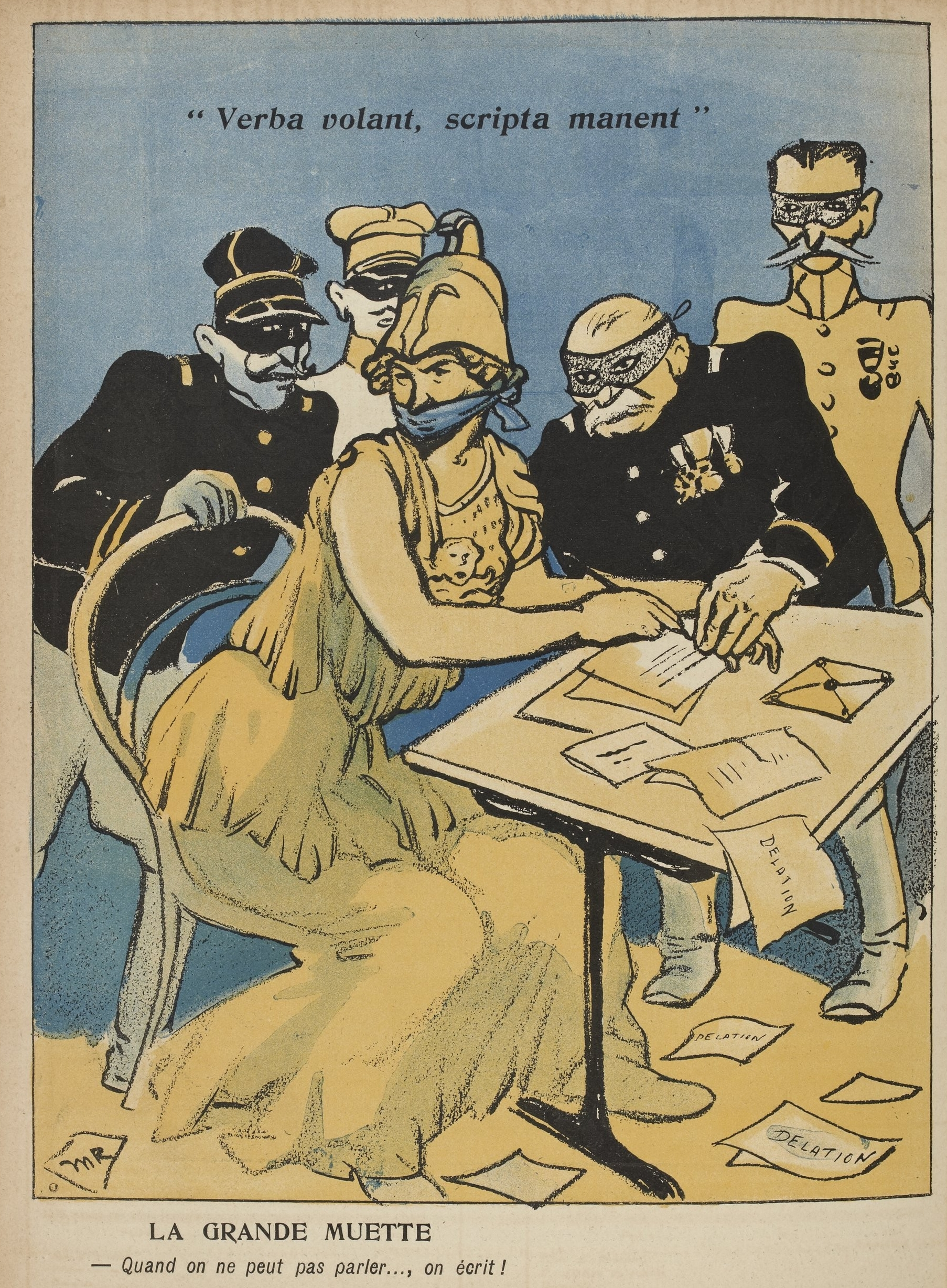
La Grande Muette, caricature de L'Assiette au beurre faisant référence à la délation entre officiers encouragée par le cabinet André.

Guy Thuillier rapporte les écrits du général Dubois, chef de la maison militaire du président de la République Émile Loubet, quand il relate l'impact du système des fiches sur l'avancement : 

« Jamais l'action parlementaire ou maçonnique ne s'est exercée aussi largement et sournoisement ; jamais la délation n'a été plus en honneur au cabinet de la rue Saint-Dominique ; sur l'observation ou la dénonciation d'un Frère, sur la recommandation d'un Vénérable, un officier est exclu du tableau d'avancement ou ajouté à ce tableau. Les intrigues sont poussées à un tel point que même des vieux francs-maçons des régions de l'Est, me disait-on ces jours derniers, sont écœurés de voir des jeunes officiers entrer dans les loges uniquement pour satisfaire leur ambition. […] [Q]uel levain de haine et de discorde aura laissé dans l'armée et dans la marine ce funeste trio : Combes, André, Pelletan ! »

Pour Guy Thuillier, l'erreur technique majeure du fichage réalisé par le Grand Orient est d'avoir tenté de rassembler des informations sur tous les officiers, du lieutenant jusqu'au général de division ; la conséquence de ce fichage foisonnant, le plus souvent sans recoupe, est la collecte d'informations sur la vie privée ou de renseignements de qualité douteuse : « Est un parfait satyre, les petites filles de douze à treize sont bonnes pour lui », « Comme les anges n'a pas de sexe », « Son inscription au tableau a payé les services rendus par sa femme au général D… ».

#### Fiches des préfets
Les préfets sont, en théorie, la source principale d'informations du gouvernement concernant les officiers ; dans les faits, les renseignements du Grand Orient ont eu plus de poids dans les décisions du ministère de la Guerre. Le fichage systématique par la franc-maçonnerie précède d'ailleurs celui qui est mis en place par l'administration préfectorale à la suite de la circulaire du 20 juin 1902. 

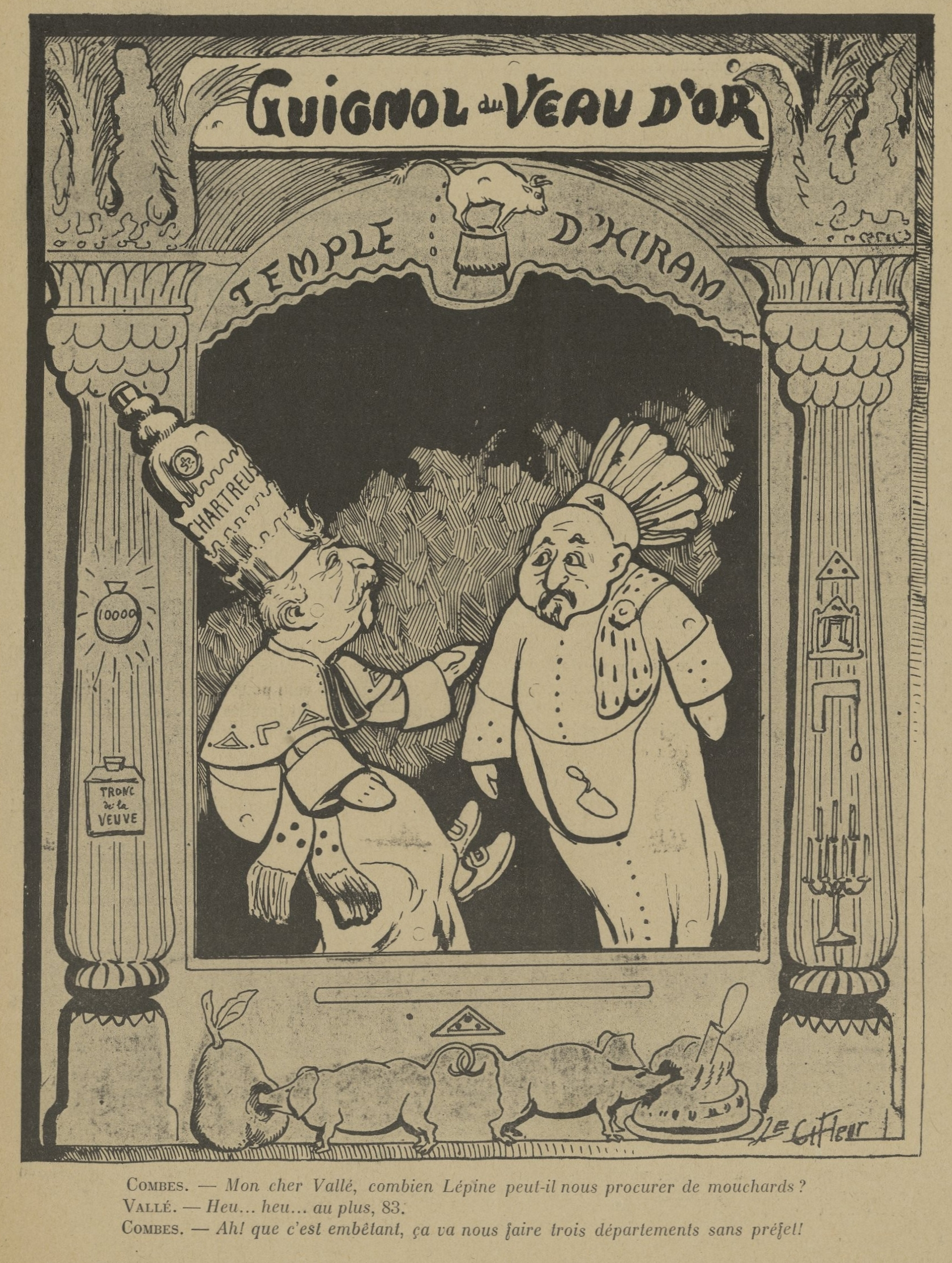
Caricature du journal anti-combiste Le Veau d'or sur le système de fichage préfectoral.

Pour l'avancement, la mutation ou les décorations militaires, le ministre de la Guerre transmet aux préfets — directement ou par l'intermédiaire des services du ministre de l'Intérieur — les noms des officiers en lice ; l'enquête porte « sur l’attitude et les sentiments politiques de ces candidats » ainsi que sur les écoles fréquentées par leurs enfants. Les préfets transmettent également les opinions de la famille des officiers, leur respect de l'autorité civile ainsi que leur degré de collaboration dans les missions de maintien de l'ordre. Ces enquêtes sont conclues par un avis personnel du préfet qui se prononce sur les suites qui doivent être données aux propositions. Toutefois, la demande d'ajournement ne peut être effectuée « qu’avec prudence et seulement pour des raisons très sérieuses », d'après la circulaire de Combes. Les enquêtes sont menées par la police, les commissaires spéciaux chargés du contre-espionnage et la police municipale, qui sont les informateurs principaux de l’administration préfectorale.
Le zèle mis par les préfets à répondre aux demandes gouvernementales varie fortement en fonction des départements ; la surveillance administrative des militaires semble exagérée à certains, tandis que d'autres, convaincus que l'armée est factieuse, répondent avec empressement. En 1902, Mollin écrit à Vadecard : « comme quelques préfets sont plutôt mélinistes que radicaux, ils seront naturellement enclins à signaler [les officiers] comme très corrects, même s’ils ne le sont pas du tout ». De plus la qualité des informations laisse parfois à désirer : beaucoup de mentions sont imprécises, les officiers récemment mutés sont inconnus des services de police, et les préfets ne côtoient eux-mêmes que les officiers supérieurs. Xavier Boniface remarque également que le ton des fiches préfectorales est plus modéré et moins militant que celui des fiches du Grand Orient.

#### Réseaux parallèles

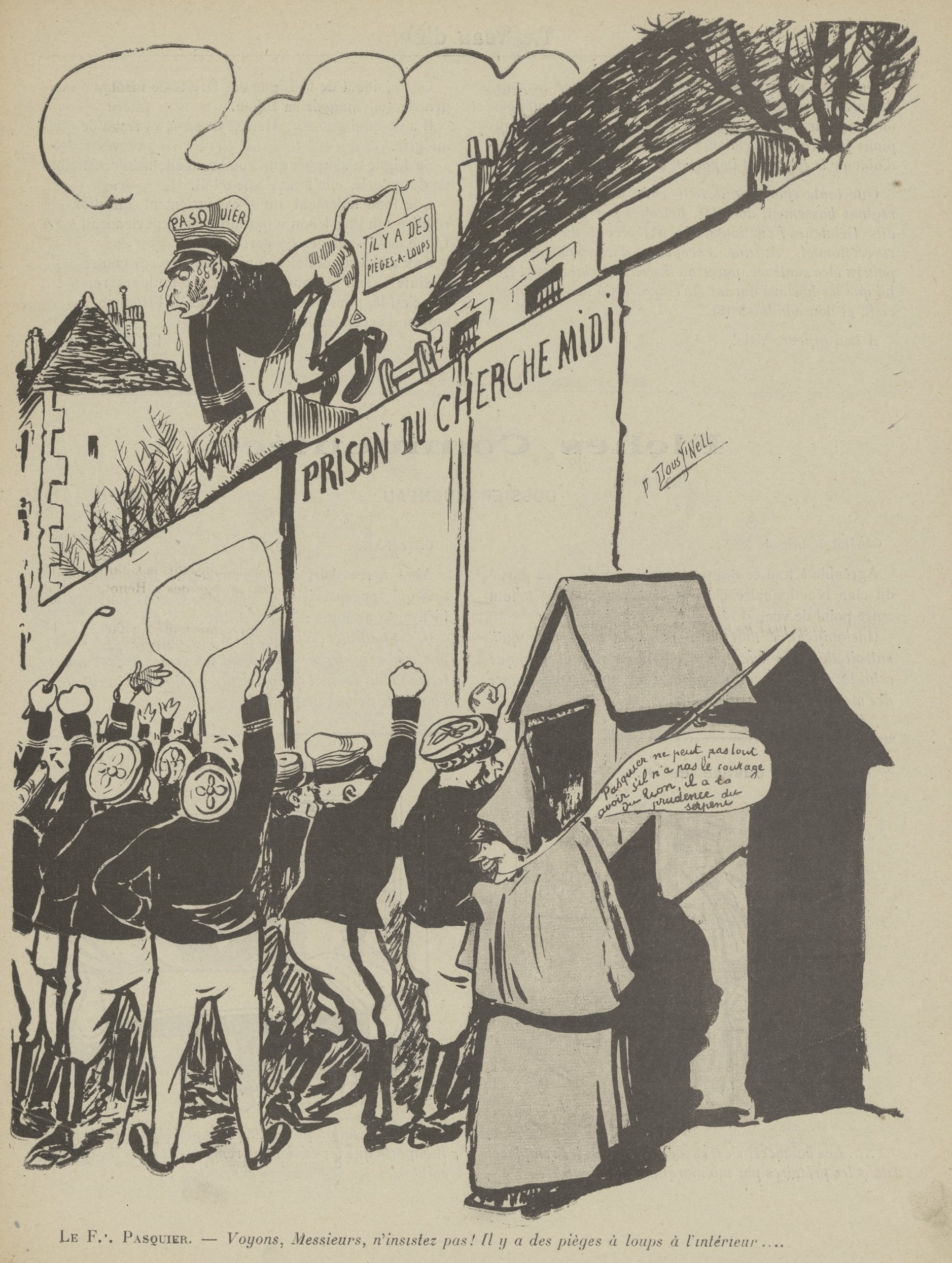
Caricature du Veau d'or mettant en scène le commandant Pasquier assiégé dans sa prison par des officiers mécontents d'avoir été fichés par son réseau.

En sus du fichage réalisé par les loges du Grand Orient et les préfets, deux autres réseaux informent le cabinet du général André des opinions politiques des officiers. Le premier est celui de la Solidarité des Armées de terre et de mer, une société créée en 1902 et rassemblant les officiers francs-maçons « sans aucune distinction de rites ». En théorie contrôlée par le secrétariat-général du Grand Orient, elle est en fait sous la coupe de son président, le commandant Nicolas Pasquier, commandant des prisons militaires de Paris — il a été nommé à ce poste par André en 1901 — et à ce titre directeur de la prison du Cherche-Midi. Sous son impulsion, cette société devient une véritable agence de renseignements, les officiers francs-maçons procédant à une surveillance vigilante des convictions politiques de leurs camarades. Ces renseignements sont compilés en fiches par le commandant Pasquier, parfois à la demande du Grand Orient, parfois de sa propre initiative. Elles sont ensuite communiquées au ministère par l'intermédiaire du Grand Orient. Le commandant se spécialise notamment dans la surveillance du personnel des écoles militaires. 180 fiches rédigées personnellement par Pasquier seront publiées lors de l'éclatement du scandale. D'après Jean-Baptiste Bidegain — dont Guy Thuillier souligne qu'on peut difficilement lui faire confiance —, le réseau de Pasquier aurait produit en tout 3 000 fiches.
Le second réseau est celui dont dispose en propre le cabinet militaire du général André. Bernard André, le neveu du ministre de la Guerre, est notamment chargé de dépouiller les dénonciations anonymes, fort nombreuses, qui sont envoyées au ministère par des officiers et des civils. D'autre part, plusieurs officiers d'ordonnance disposent d'informateurs. À partir de 1901, le capitaine Lemerle — déjà doublure du capitaine Mollin pour les rapports avec le Grand Orient — entreprend de structurer un « réseau de délation » d'officiers inféodés au cabinet : « la police morale de l'armée par ses soins eut bientôt des agents militaires dans presque tous les corps de troupe ; elle en eut tant que souvent ces agents s'épiaient et se dénonçaient entre eux ». D'après l'historien Guy Thuillier, cette pratique de la délation entre officiers cause des dommages notables à l'esprit de corps et sera l'un des éléments qui scandalisera le plus l'opinion publique, une fois l'affaire révélée.

### Le cas particulier de la Marine

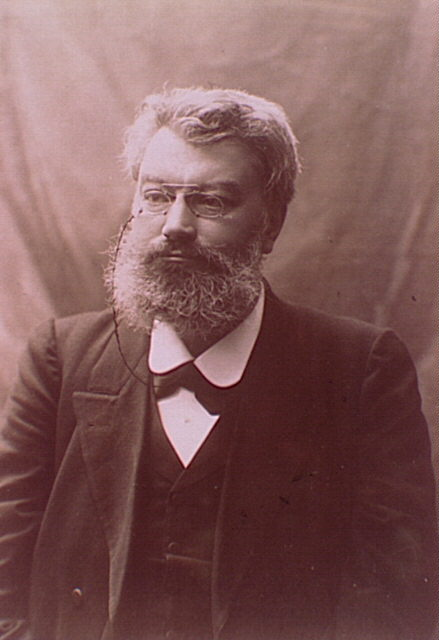
Camille Pelletan, ministre de la Marine de 1902 à 1905.

Si la Marine nationale n'est pas directement impliquée dans l'affaire des fiches, ses dirigeants s'efforcent également de procéder à une « républicanisation » du corps des officiers. En effet, celle qu'on appelle traditionnellement « la Royale », référence ambivalente à la rue Royale — où siège l'état-major de la Marine, dans l'Hôtel de la Marine — et à ses sympathies royalistes, est surveillée de près par les républicains et critiquée pour son particularisme. Son corps d'officiers, qui cultive son autonomie par rapport au personnel politique en place, semble encore à la fin du XIXe siècle présenter un danger pour le régime.

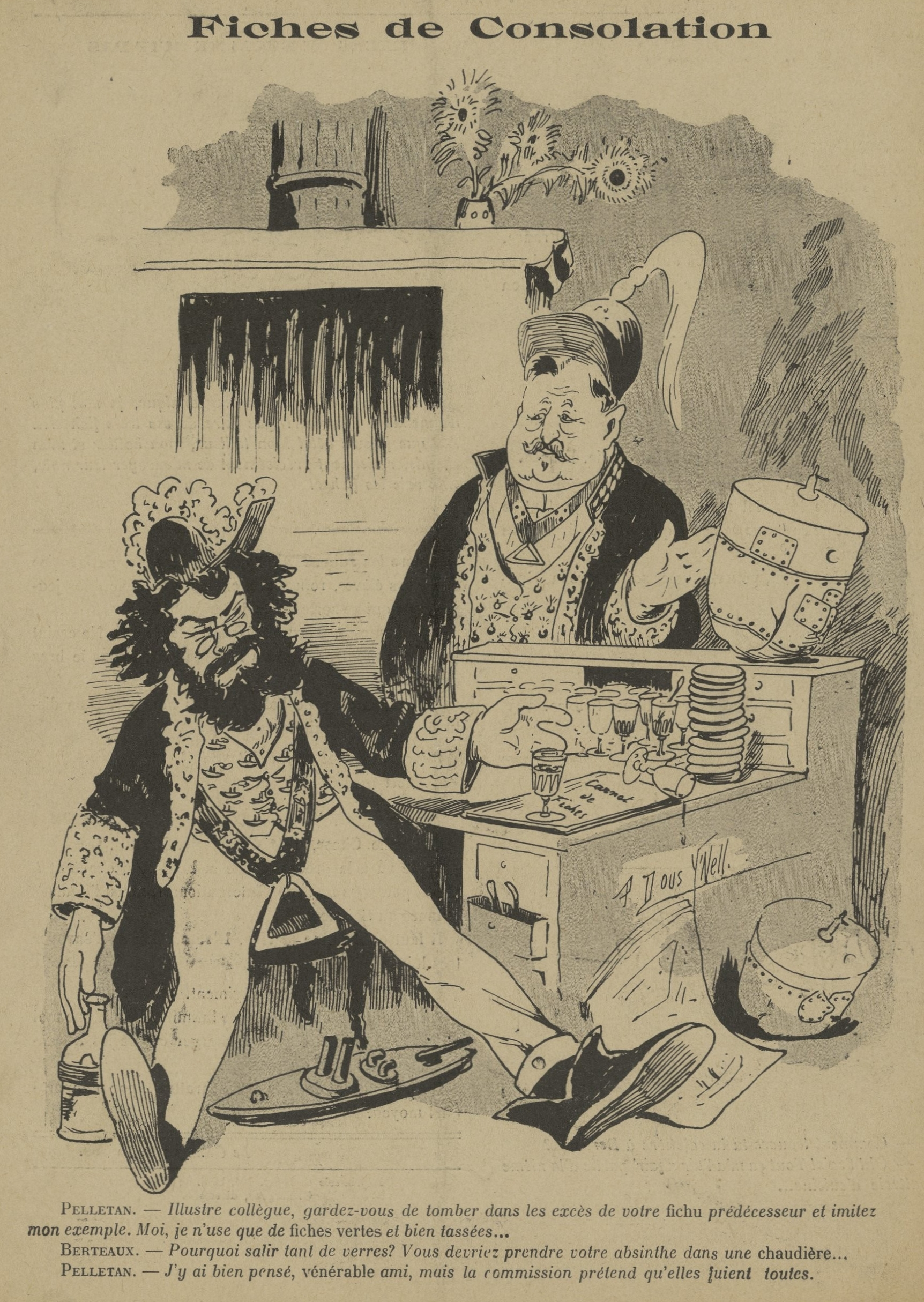
Fiches de consolation, caricature de Camille Pelletan et Maurice Berteaux (successeur du général André) par Le Veau d'or. Pelletan y est dépeint préférant les fiches vertes (l'absinthe) aux fiches politiques. Une autre affaire politique, celle des chaudières, est aussi mentionnée.

De fait, les ministres de la Marine successifs — Édouard Lockroy (1896, 1898-1899), Jean-Marie de Lanessan (1899-1902) et Camille Pelletan (1902-1905) — s'emploient à assimiler la Marine à la République. Cette entreprise atteint son intensité maximale sous Pelletan, qui côtoie le général André au sein du cabinet Combes. En effet, Pelletan « n'envisage la politique navale que sous un prisme idéologique » : il entend favoriser les carrières des officiers mariniers et des officiers spécialisés dans la mécanique, car ils sont connus pour leur républicanisme ; de même, son engouement pour la Jeune École est motivé tout autant par sa vision stratégique que par le désir de promouvoir de jeunes officiers acquis à sa cause. Les nouveaux cuirassés qui quittent les chantiers navals se voient baptiser en hommage à la Révolution : Liberté, Danton, Démocratie ou encore Patrie. La période de la République radicale est également marquée par une laïcisation militante de la Marine : en 1901, les prières quotidiennes, l'instruction religieuse et les messes règlementaires sont supprimées ; en 1903, c'est au tour de la bénédiction des bateaux de disparaître ; en 1904, la tradition du maigre le Vendredi saint est levée ; enfin, le corps des aumôniers de la flotte est dissous en 1907. Les réformes de Pelletan rencontrent souvent l'hostilité du commandement de la Marine, mais également des responsables politiques républicains qui lui reprochent ses excès : ainsi, Paul Doumer, qui le qualifie de véritable « péril national ».
La Marine, même sous Pelletan, ne va cependant pas jusqu'à pratiquer un fichage extensif des officiers. Le ministre, consulté sur le sujet, répondit qu'il « ne craignait pas qu'un amiral […], si monarchiste qu'il fût, amenât une escadre à Paris ». Des loges maçonniques sont néanmoins consultées ponctuellement sur des avancements.

## Éclatement du scandale

### Les intrigues d'Humbert et Percin
Le capitaine Humbert, débarqué du cabinet d'André en juillet 1902, est à l'origine des premières fuites concernant le système des fiches. Sommé de quitter l'armée à la suite de l'incident Terme, il est nommé percepteur, dans un premier temps à Vincennes, puis à Caen, le ministre de la Guerre ayant insisté pour obtenir son éloignement de Paris. Le renvoi d'Humbert ayant été commenté par la presse, André et son équipe sont fort embarrassés et craignent qu'il ne révèle publiquement les pratiques du cabinet en matière de fichage. Cette crainte est fondée : désireux de se venger, Humbert rencontre Pierre Waldeck-Rousseau — retiré de la politique mais toujours détenteur d'un magistère moral important — pour l'informer que le cabinet d'André accorde trop de crédit à des informateurs partisans pour décider des avancements. Le général Percin — ancien protecteur d'Humbert — renchérit dès le 20 septembre 1902 en révélant à Waldeck-Rousseau la pratique du fichage par le Grand Orient et l'utilisation de ces fiches par le capitaine Mollin. Dissimulant sa propre responsabilité dans l'instauration et le fonctionnement du système des fiches, Percin offre spontanément sa démission à l'ancien président du Conseil. Waldeck-Rousseau la refuse, mais profondément indigné, il s'en plaint à Émile Combes le 30 septembre :

« Vu Combes. Je lui ai rapporté la conversation précédente. Mon avis est que le procédé mis en vigueur à la Guerre est inadmissible et déchaînera de légitimes colères quand il sera connu. Combes en convient. […] Tout cela doit cesser. »

— P. Waldeck-Rousseau, Note publiée dans Le Figaro du 3 novembre 1904
Le système des fiches commence à être connu plus largement dans le personnel dirigeant. Dès le 20 janvier 1903, le général Dubois fait état dans son journal que tout l'entourage du président de la République Émile Loubet sait ce qui se trame au ministère de la Guerre.
Le double jeu de Percin est manifeste : tout en gérant le fichage au ministère, il tente de mettre en difficulté le général André en causant des fuites. Plusieurs hypothèses sont envisageables : il est possible qu'il ait cherché à provoquer la chute d'André pour pouvoir le remplacer au sein du gouvernement — comme les rumeurs l'en accusaient d'ailleurs —, qu'il ait travaillé pour un autre successeur potentiel — Eugène Étienne semble le plus indiqué — ou encore qu'il ait cherché à se disculper du fichage en rejetant la responsabilité sur André et Mollin.

### Multiplication des fuites

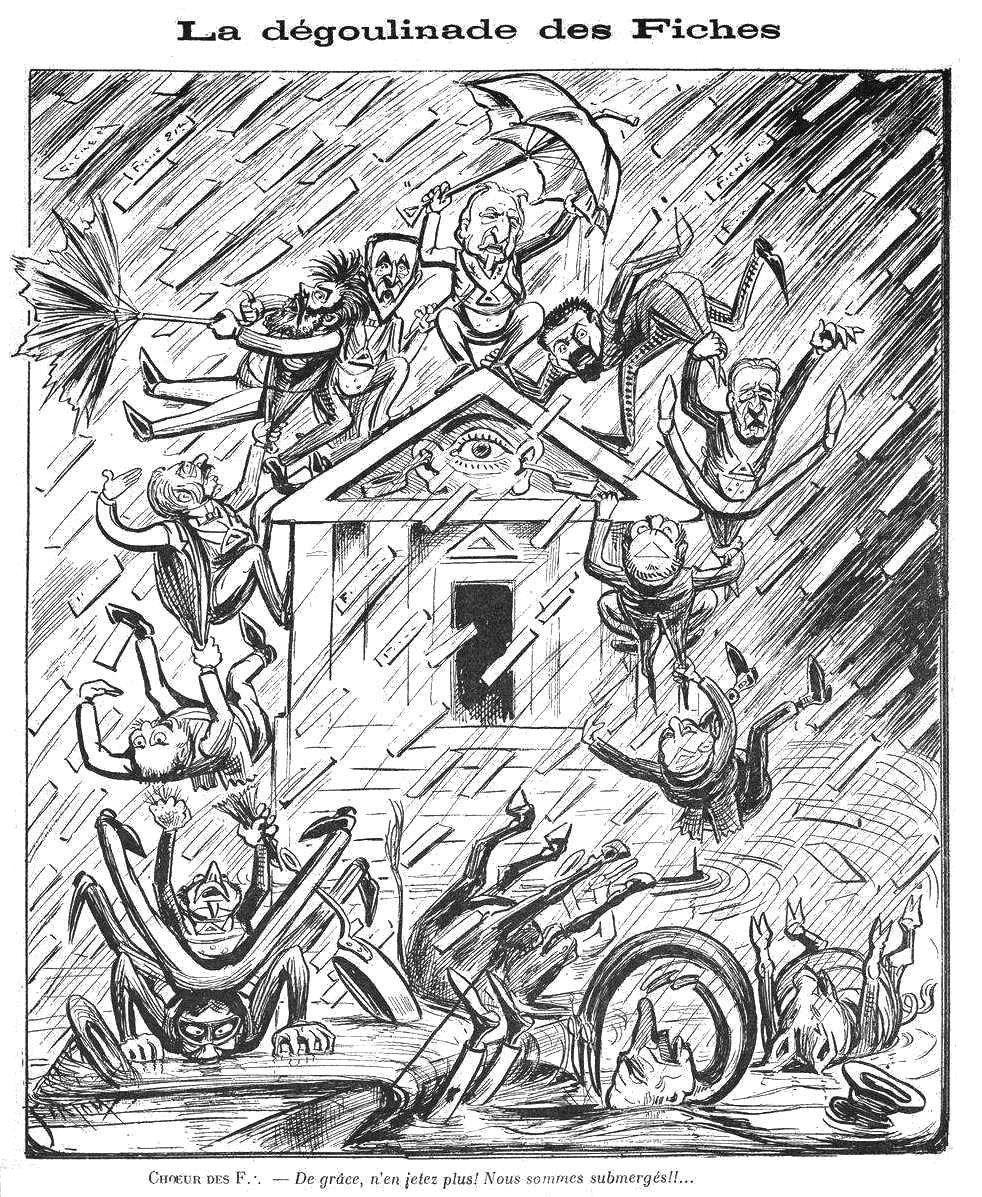
La dégoulinade des Fiches, caricature antimaçonnique de Fertom, parue dans Le Veau d'or.

La deuxième moitié de l'année 1904 va être marquée par une recrudescence des fuites à propos du fichage. En mai 1904, une loge maçonnique de Bordeaux écrit un rapport au sujet du déplacement d'un capitaine de la garnison locale — dont elle avait demandé l'éloignement —, document qui arrive entre les mains de Laurent Prache, membre de l'Union libérale républicaine. Le 17 juin 1904, il interpelle le gouvernement à propos de la franc-maçonnerie, ouvrant les hostilités à la Chambre des députés. Il accuse le Grand Orient d'être « une agence occulte de surveillance des fonctionnaires » et rappelle que dès 1894, l'obédience se dotait de services administratifs pour « créer des fiches [de] renseignements sur certaines personnalités ». Pour Prache, les fonctionnaires, quels qu'ils soient, « souffrent de cet espionnage continuel » ; il soutient que le caractère semi-politique du Grand Orient est en contravention avec la loi de 1881 sur la presse et la loi de 1901 sur les associations. Mais son attaque n'est pas appuyée sur des documents très probants et Louis Lafferre, grand-maître du Grand Orient, lui succède à la tribune pour répondre à ces accusations ; lors du vote, le 1er juillet 1904, la position de Prache n'est soutenue que par 202 voix, contre 339 pour le gouvernement Émile Combes.

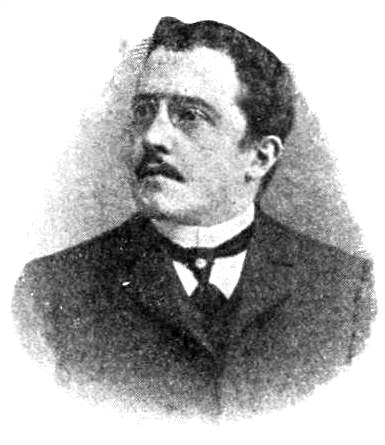
Jean-Baptiste Bidegain, adjoint du secrétaire-général du Grand Orient et responsable de la fuite la plus importante à propos de l'affaire des fiches.

En août 1904, Jean-Baptiste Bidegain, adjoint du secrétaire-général du Grand Orient Vadecard, vend à l'abbé Gabriel de Bessonies un lot de fiches qu'il a copiées au cours de son travail au secrétariat-général du Grand Orient, après lui avoir révélé leur existence début 1904. Bidegain est en effet « revenu à la foi catholique après un deuil et des déceptions personnelles », ce qui l'aurait poussé à changer de bord. L'abbé de Bessonies, chapelain à Notre-Dame-des-Victoires de Paris et militant antimaçon, est alors en contact avec les députés Prache et Jean Guyot de Villeneuve. Toutefois, il semble n'avoir joué qu'un rôle d'intermédiaire, le véritable instigateur de la mise en relation de Bidegain avec les nationalistes semblant être Mgr Odelin, un membre de l'entourage du cardinal Richard de La Vergne,. Une thèse minoritaire — défendue notamment par Pierre Chevallier — voudrait même que Bidegain, filleul de Mgr Odelin, ait été au secrétariat-général du Grand Orient un agent dormant de l'Archevêché.
En septembre 1904, la campagne contre le fichage reprend, cette fois dans une série d'articles du journal Le Matin, pourtant connu pour ses positions ministérielles. La « délation dans l'armée » est dénoncée, Percin et Maurice Sarrail — franc-maçon et ancien collaborateur du général André — sont sévèrement étrillés et le journaliste Stéphane Lauzanne y apostrophe vigoureusement le ministre de la Guerre :

« Il n'est pas possible que vous laissiez à côté de vous, au-dessous de vous, en dehors de vous, se perpétrer cette besogne de mouchardage et de délation, qui peut être celle de la police, mais ne saurait être celle de l'armée française. […] Il n'y a pas de républicanisme qui puisse excuser une faute contre l'honneur et il n'y a pas de maçonnerie qui puisse couvrir une agence de filature. La République n'a pas besoin pour vivre que des officiers voleurs la servent, et la franc-maçonnerie n'a pas besoin pour continuer à rendre des services à la République qu'on la transforme en bureau de délation. Il faut que tout cela ait un terme. »

Les révélations du journal provoquent une nouvelle demande d'interpellation du gouvernement par la droite — cette fois en la personne du lieutenant-colonel Rousset. Il semble que Charles Humbert soit à la manœuvre derrière la série d'articles du Matin. Quand Jean Jaurès l'en accuse, Humbert se défend en publiant une lettre dans L'Humanité et en profite pour dénoncer d'une part les pratiques de délation qu'il avait entreprises de combattre quand il était encore au cabinet d'André et d'autre part le traitement dont il a fait l'objet en juillet 1902.
La presse rapporte également en septembre 1904 les propos du général Peloux, à La Roche-sur-Yon. Il présente la délation des militaires réactionnaires comme un devoir à ses officiers : « Si quelqu'un d'entre vous témoignait quelque hostilité au gouvernement d'aujourd'hui, je vous adjure de mettre ceux-là en quarantaine et même je vous fais un devoir de me les dénoncer ». Cette déclaration suscite le dépôt d'une troisième interpellation au gouvernement.

### Révélation à la Chambre des députés

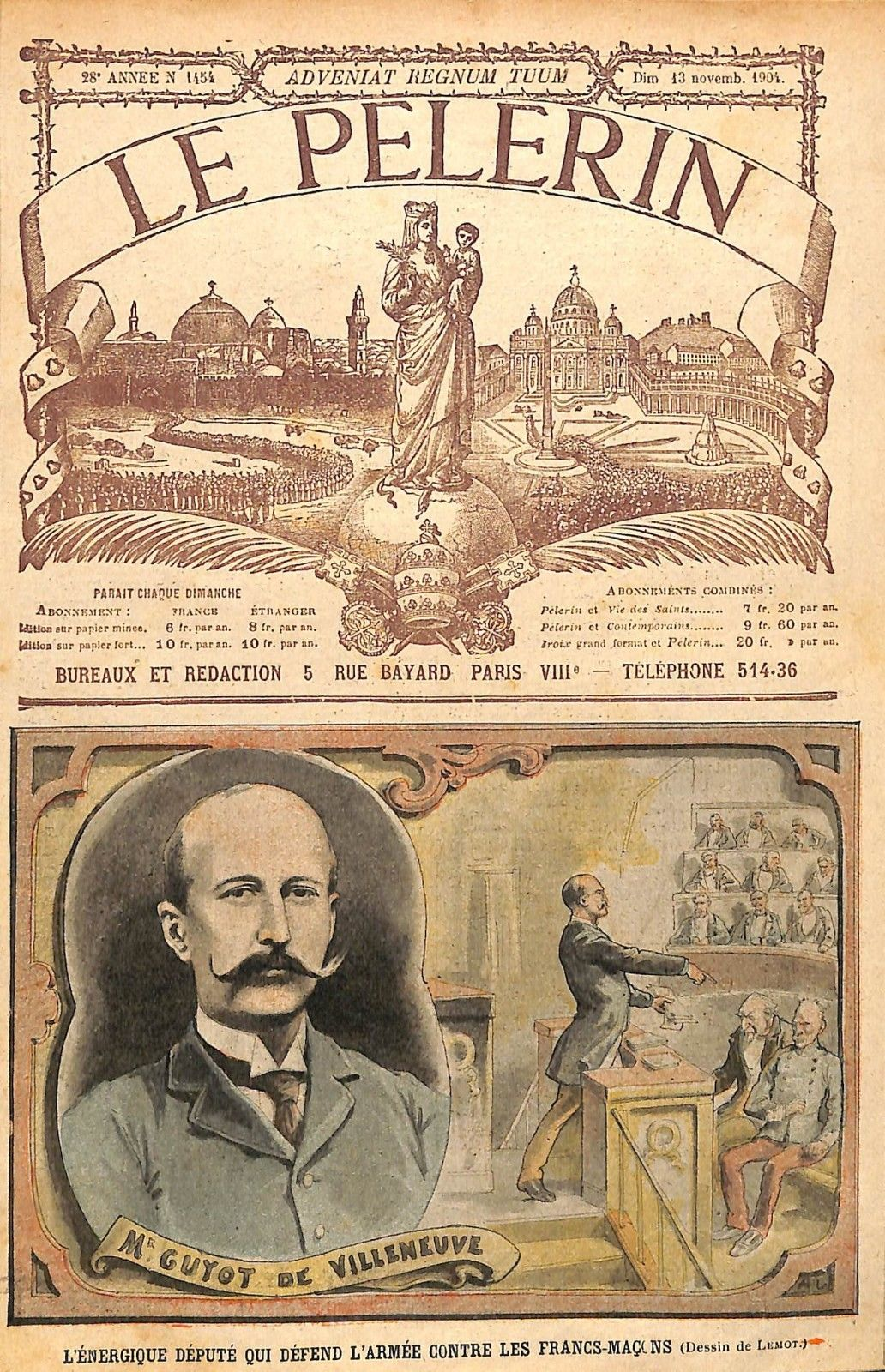
Jean Guyot de Villeneuve à la Chambre, tel que représenté dans Le Pèlerin.

À la mi-septembre 1904, le député nationaliste Jean Guyot de Villeneuve obtient d'Humbert des documents que ce dernier a subtilisés lors de son limogeage du cabinet du ministère de la Guerre. Certains documents relatifs aux fiches portent indéniablement la signature du général André. Le 30 septembre 1904, Guyot de Villeneuve rencontre l'abbé de Bessonies et photographie un certain nombre des fiches de Bidegain. Le 10 octobre, il revient consulter en détail le dossier, accompagné de son ami Gabriel Syveton, trésorier de la Ligue de la patrie française. Ils authentifient l'écriture du capitaine Mollin et décident d'un plan d'action. Le 15 octobre, le dossier des fiches est prudemment mis dans un coffre au Crédit lyonnais, tandis que Guyot de Villeneuve se décide à brusquer la révélation du scandale, peut-être conseillé en cela par Mgr Odelin. En effet, tous deux craignent que les débats parlementaires sur la Loi de séparation des Églises et de l'État ne s'ouvrent rapidement et sont déterminés à empêcher le cabinet Combes d'arriver à ses fins. Aussi, Guyot de Villeneuve dépose à l'improviste une demande d'interpellation, qui est fixée pour la séance du 28 octobre, la même que celle prévue pour l'interpellation de Rousset.
Le gouvernement, malgré les précautions qui sont prises, a très vite vent de la manœuvre car il soumet les milieux nationalistes à une surveillance inquiète de la police. Ainsi, le secrétaire de Syveton, informateur des forces de l'ordre, avertit le ministère de l'Intérieur des projets de Guyot de Villeneuve. La seule mesure d'importance qui est prise est le déménagement des dossiers du fichage du ministère de la Guerre vers le domicile du capitaine Mollin et de faire garder le lieu par la police. Un franc-maçon qui travaille à la Direction de la Sûreté générale prévient également le Grand Orient que « des documents très importants provenant du Grand Orient auraient été offerts à l'opposition », information provenant du valet de pied de Guyot de Villeneuve. La nouvelle de l'interpellation provoque l'inquiétude parmi les officiers francs-maçons qui viennent demander des explications à Vadecard. Toutefois, le gouvernement, sûr de sa majorité à la Chambre, ne semble pas comprendre l'ampleur de la menace, peut-être parce que la trahison d'Humbert et de Bidegain n'est pas encore connue. Ainsi, le général André claironne lors d'un banquet, à la mi-octobre : « On va tenter maintenant de jeter la division parmi ceux qui sont à la tête de la République : nous connaissons le danger, nous ne nous y laisserons pas prendre. La lutte aura lieu cette semaine, nous irons franchement, carrément au combat et si la victoire fait défaut, ce ne sera pas notre faute ! ».

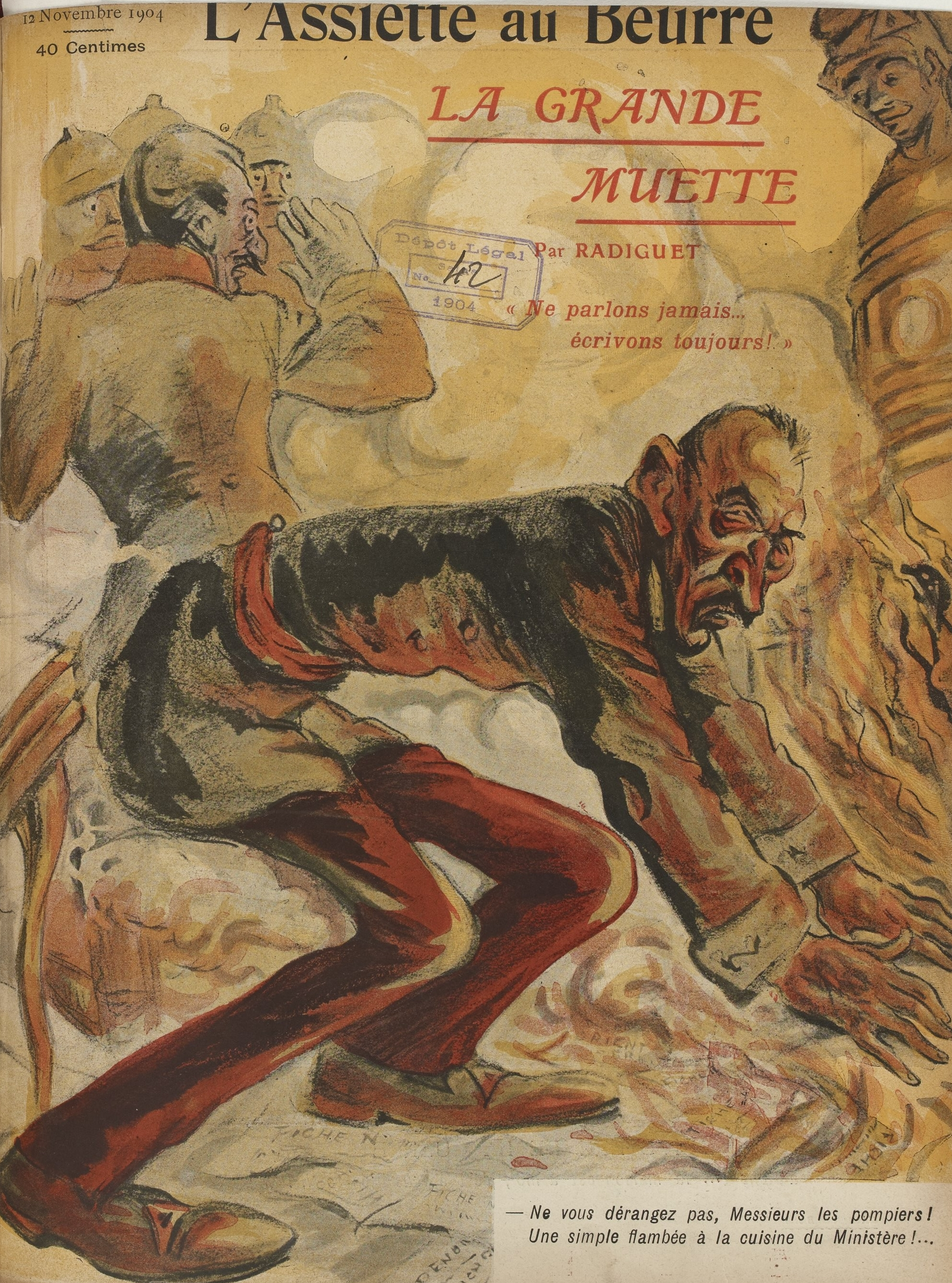
Le général André en train de faire disparaitre par le feu les preuves du système des fiches, caricature publiée dans L'Assiette au beurre.

Au matin des 27 et 28 octobre 1904, Le Figaro publie des dossiers détaillés sur le scandale des fiches, révélant notamment l'existence des dossiers Carthage et Corinthe, et mettant en cause le capitaine Mollin. Le 28 octobre, Le Matin titre également sur le scandale des fiches. Dans la journée du 28, Jean Guyot de Villeneuve interpelle le gouvernement à la Chambre et révèle les relations continuelles entre le Grand Orient et le cabinet du ministre de la Guerre. À la tribune, pendant près de trois heures, il lit méthodiquement des lettres et des fiches établissant que le général André se fonde sur les informations données par la franc-maçonnerie pour décider de l'avancement des officiers. Il termine son intervention en accusant le Grand Orient d'être en réalité l'entité qui dirige le personnel de l'armée française. Le ministre de la Guerre, « comme écrasé », nie les accusations et annonce l'ouverture d'une enquête pour estimer la véracité des faits reprochés à son cabinet ; si les faits sont révélés exacts, il annonce qu'il donnera sa démission. Le vote qui suit l’interpellation ne donne que 4 voix de majorité au gouvernement, montrant la consternation de certains députés de la majorité parlementaire.
Le 29 octobre, le général André fait détruire sur son ordre les fiches du ministère de la Guerre. Les seules fiches restantes sont donc celles dérobées par Bidegain et Humbert, et communiquées à Guyot de Villeneuve. Ce dernier, pour maintenir la pression sur le gouvernement, les communique au compte-goutte à la presse nationale — principalement Le Figaro, L'Écho de Paris, Le Gaulois et Le Matin — et provinciale pour qu'elles soient publiées. Toujours le lendemain de la révélation à la Chambre, le Conseil de l'ordre du Grand Orient publie un manifeste pour répondre aux accusations lancées contre l'obédience. Il dénonce le « traître » Bidegain, « soudoyé par l’argent congréganiste » et le signale à la vindicte de « tous les maçons du monde ». Loin de nier le fichage réalisé par ses soins, le Grand Orient affirme dans ce manifeste en être fier : « [N]ous tenons, au nom de la franc-maçonnerie tout entière, à déclarer hautement qu’en fournissant au ministère de la Guerre des renseignements sur les serviteurs fidèles à la République et sur ceux qui, par leur attitude toujours hostile, peuvent faire concevoir la plus légitime inquiétude, le Grand Orient de France a la prétention, non seulement d’avoir exercé un droit légitime, mais d’avoir encore accompli le plus strict de ses devoirs ».

### La séance du4 novembre 1904
Récit par Le Matin des incidents du 4 novembre à la Chambre :
« M. Gabriel Syveton, qui s'est approché du général André, le frappe par deux fois au visage, avec une violence telle que le ministre de la guerre chancelle à son banc et tombe presque sur le président du conseil. […] [Un] tumulte inouï et sans précédent éclate dans la Chambre. Les députés de la gauche descendent de leurs bancs et, se précipitant dans l'hémicycle, se jettent sur les membres de la droite. Ce n'est plus qu'une mêlée effroyable où l'on ne distingue que des poings levés et des têtes baissées.
M. Gérault-Richard prend M. Guyot de Villeneuve à la gorge, tandis que M. de Dion se collette à bras le corps avec M. Jules Coûtant. De toutes parts, les coups pleuvent, et les huissiers qui cherchent vainement à séparer les combattants sont les premiers frappés et bousculés. Des cris de « Lâche, lâche, bandit ! » éclatent du haut des travées de la gauche et de l'extrême gauche à l'adresse de M. Syveton qui, très pâle, a regagné les hauteurs de l'extrême droite, où ses amis [MM. Boni de Castellane, Binder, Cesbron et d'Elva] lui font un rempart de leurs corps. Cependant le général André a été emmené par quelques députés républicains, le visage en sang, avec la trace d'une large ecchymose sur la joue gauche. En même temps, M. Brisson se couvre et déclare la séance suspendue, ordonnant aux huissiers de faire évacuer toutes les tribunes du public.
Dans l'hémicycle, les scènes de violence se poursuivent. Au pied de la tribune, les corps à corps continuent, tandis qu'à leurs bancs, au centre, MM. Ribot, Aynard, Renault-Morlière contemplent la scène. À l'extrême droite, M. Syveton est littéralement entouré par des députés d'extrême gauche qui ont escaladé les gradins et qui le provoquent du geste et de la voix. […] Enfin, M. le président Brisson remonte au fauteuil et, le livre du règlement en mains, se contente de donner lecture de l'article 125 du règlement de la Chambre relatif à la censure avec exclusion temporaire.
Cette lecture ne calme pourtant pas l'effervescence de l'assemblée. M. Jules Jaluzot, voulant de sa place parler sur le règlement, une nouvelle scène de violence se produit. M. Meslier, député socialiste de la Seine, se précipite sur lui mais il est arrêté au passage par les huissiers, qui le maintiennent à bras le corps, cependant que M. le marquis de Dion et M. Jules Coûtant paraissent s'expliquer, sur un ton plus amical que précédemment, dans un coin. […]
M. le président : « Je vais mettre aux voix, par assis et levés, la censure avec exclusion temporaire. Que ceux qui sont d'avis de prononcer l'exclusion se lèvent. »

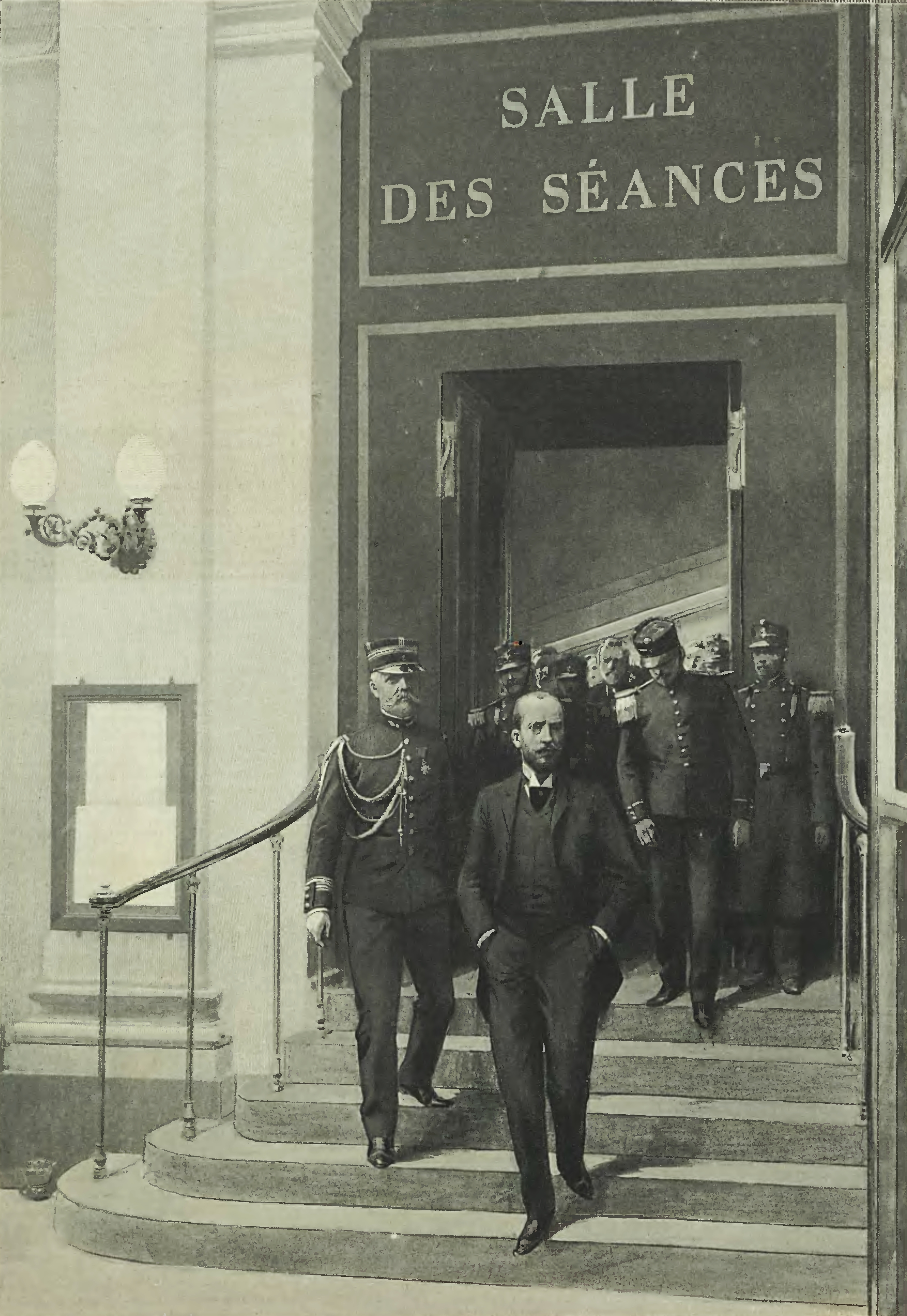
Expulsion de Gabriel Syveton de l'hémicycle de la Chambre des députés par le lieutenant-colonel Sarrail, commandant de la garde du Palais Bourbon.

La séance parlementaire du 4 novembre 1904 marque l'apogée de l'affaire des fiches. Guyot de Villeneuve revient à la charge, apportant la preuve matérielle de la responsabilité du général André : un document paraphé par lui faisant explicitement référence aux fiches du Grand Orient. Il accuse alors frontalement le ministre de la Guerre d'avoir menti à la Chambre lors de la séance du 28 octobre. Les révélations du député font également apparaître que Combes et Waldeck-Rousseau étaient au fait du système des fiches. Néanmoins, Guyot de Villeneuve ne parvient pas à faire chuter le gouvernement ; entre le 28 octobre et le 4 novembre, les radicaux et les socialistes ont battu le rappel des députés soutenant le ministère pour conserver au gouvernement une majorité, avec comme ligne de défense la reconnaissance du système de fichage et sa justification comme rempart contre la réaction au sein de l'armée. Un vote sur l'ordre du jour intervient et montre que le crédit du gouvernement s'érode ; la majorité n'est plus que de 2 voix. Parmi les voix de la majorité figurent celles de six députés-ministres dont le royaliste Léon-Armand de Baudry d'Asson avait justement tenté de faire interdire la participation au scrutin au début de la séance, lors de l'examen des résolutions en urgence.
Le général André se défend avec véhémence : « Je sais qu'un certain nombre de mes ennemis ont juré d'avoir ma peau. (Exclamations à droite.) Je résisterai à toutes ces attaques, messieurs, et je resterai à mon poste jusqu'au moment où un vote manifeste de la Chambre m'en aura exclu ». C'est alors que le député nationaliste Gabriel Syveton, — qui s'était déjà illustré dans l'hémicycle en 1903 par une vive altercation avec le ministre de la Justice Ernest Vallé —, s'avance vers le banc des ministres et, par deux fois, soufflette vigoureusement le ministre de la Guerre. Ce geste déclenche un tumulte généralisé où parlementaires de droite et de gauche en viennent aux mains tandis qu'Henri Brisson suspend précipitamment la séance.

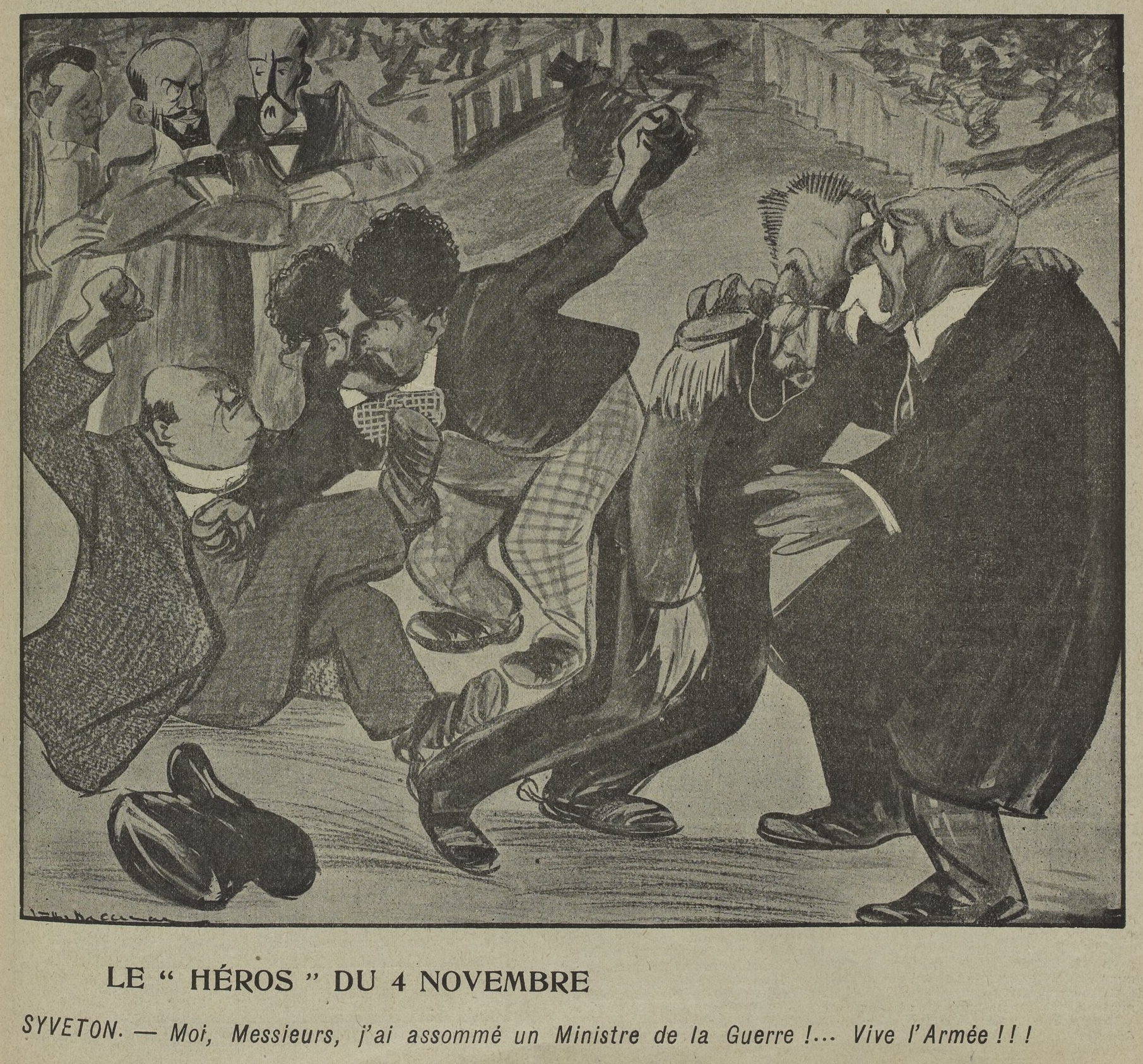
Le héros du 4 novembre, caricature par L'Assiette au beurre critiquant le geste de Syveton.

Abandonné par plusieurs dizaines de républicains modérés, convaincu de mensonge, le gouvernement Combes est sauvé in extremis par cet incident de séance. En effet, la gifle de Syveton rebat les cartes : la délégation des gauches — organe directeur de la coalition du Bloc des gauches — propose un ordre du jour qui ressoude temporairement la majorité républicaine, rassemblant 297 voix contre 221 pour l'opposition et une soixantaine d’abstentions, soit une majorité de 20 voix.
Ayant montré que le soutien du cabinet se jouait à 2 voix, la séance du 4 novembre ouvre une crise ministérielle dont les enjeux sont élevés : la possible loi de Séparation et le contrôle des élections législatives de 1906.

### Troubles en province
La révélation du système des fiches secoue la France traditionnelle et échauffe les esprits contre les « fichards » : des incidents importants et des querelles se produisent dans près de quarante départements. La suspicion est exacerbée dans les garnisons et les délateurs sont recherchés à partir des comptes-rendus des débats à la Chambre et des révélations dans les journaux. Flétrir les « casseroles » devient, dans le corps des officiers, une question d'honneur. Des officiers fichés provoquent en duel leurs dénonciateurs, comme à Nancy où un commandant affronte le vénérable de la loge locale. À La Roche-sur-Yon, en janvier 1905, le lieutenant-colonel Visdeloup de Bonamour attaque en justice Stéphane Guillemé, maire de la commune, vénérable de la loge et auteur de fiches sur son régiment. À Marseille, l'avocat franc-maçon Armand Bédarride est publiquement conspué, de même à Lyon où le professeur Joseph Crescent fait face à une réprobation importante. Mis en cause directement à la Chambre des députés par Guyot de Villeneuve, Joseph Talvas — maire de Lorient et vénérable de la loge Nature et philanthropie — se suicide le 5 novembre 1904.
À Poitiers, le préfet Gaston Joliet est « emporté par le scandale et jeté en pâture à la presse ». En effet, Guyot de Villeneuve a donné son nom à la tribune le 28 octobre ; le 1er novembre plusieurs notes de dénonciation, rédigées par Joliet sur des feuilles à en-tête préfectoral et envoyées au Grand Orient, sont publiées par L'Écho de Paris. La fiche sur le commandant de Cadoudal, du 125e régiment d'infanterie, déclenche la consternation dans le département, attaché à son armée ; elle porte les mentions suivantes : « Royaliste, clérical fanatique, ancien élève des jésuites ; continue à avoir des relations suivies avec eux. Intelligent, habile et d'une fourberie qui dépasse tout ce que l'on peut imaginer. Cet officier est le plus dangereux de la garnison de Poitiers. Il a la haine de tout ce qui est républicain et anticlérical et ne le cache pas. C'est un officier à envoyer en Afrique ou dans les colonies le plus tôt possible ; il est le type du chouan et très dangereux dans un pays qui a fait partie de l'ancienne Vendée ». Le 3 novembre, le colonel du 125e doit user de toute son autorité pour que les officiers du régiment ne molestent pas le préfet à son arrivée en gare de Poitiers. Casseroles percées et inscriptions irrévérencieuses fleurissent dans les rues de la ville. Le 5 décembre, à Paris, devant le Théâtre du Vaudeville, Joliet est reconnu et giflé par le journaliste politique André Gaucher. Au procès de Gaucher, le 5 janvier 1905, le commandant Costa de Beauregard reconnaît le commandant Pasquier — organisateur d'un réseau de délation — qu'il invective ; les agents de police sont obligés d’intervenir pour empêcher une rixe à la sortie de l'audience. Le 4 mars, Joliet — qui n'a pas remis les pieds à Poitiers — est finalement écarté par le gouvernement Rouvier et nommé gouverneur de Mayotte.

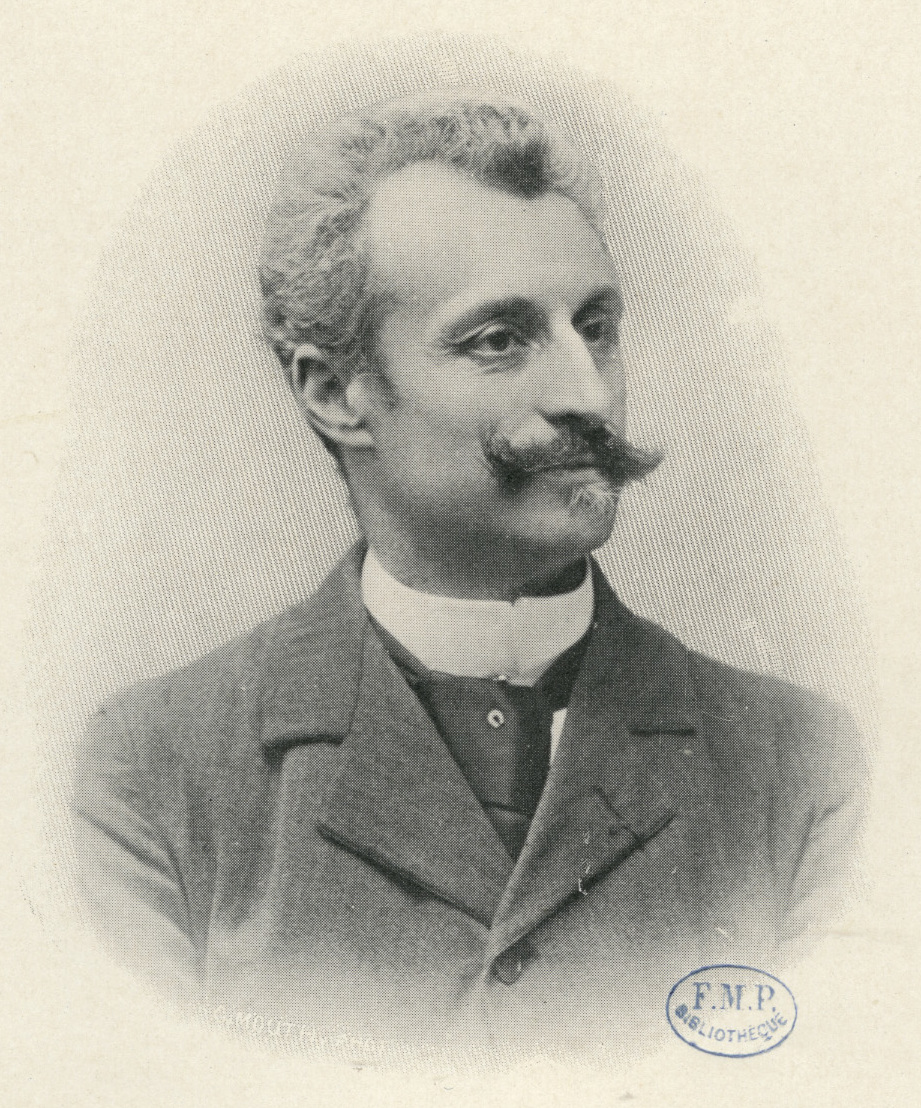
Charles Debierre en 1907. Il est élu Grand-maître du Grand Orient de France en 1920.

Le 23 décembre 1904, devant la faculté de médecine de Lille, le capitaine Avon gifle et frappe de sa canne le Dr Charles Debierre — vénérable de la loge La Lumière du Nord —, qu'il accuse d'avoir rédigé des fiches sur lui et son père, le général en retraite Avon. À la suite de cette agression en pleine rue, le capitaine Avon est mis aux arrêts et est condamné en appel, le 3 février 1905, à cent francs de dommages-intérêts et à la même somme d'amende avec sursis, la Cour d'appel de Douai ayant considéré comme circonstance atténuante « qu’il était de notoriété publique que Debierre […] avait envoyé des renseignements sur les officiers de la garnison de Lille ». Néanmoins, le journal radical Le Réveil du Nord ayant publié qu'Avon fils avait demandé à Debierre d'intervenir en la faveur de sa carrière ainsi qu'en celle de son père, les milieux conservateurs ne prennent pas parti pour les deux militaires, dont ils réprouvent la conduite. Quant aux nationalistes, ils cessent leur offensive dans le Nord dès les premières révélations sur la mort de Syveton, ces dernières les plongeant dans un certain désarroi.

## Crise ministérielle

### Premières oppositions (juin 1902-octobre 1904)

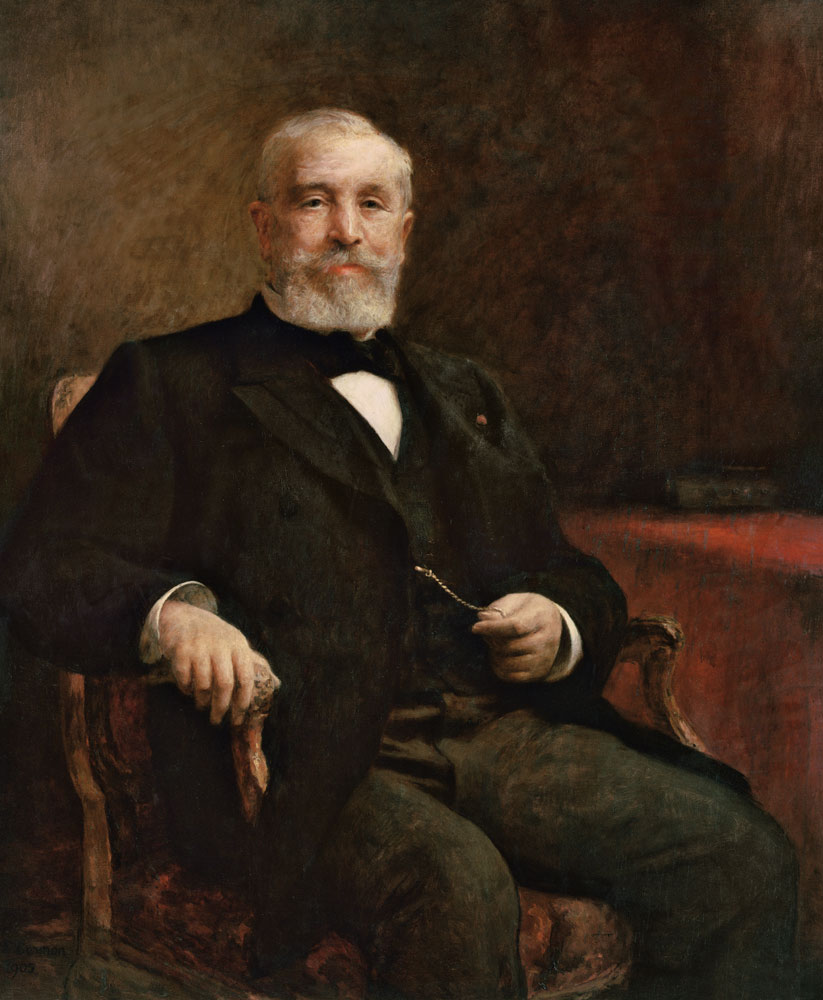
Émile Loubet, 7e président de la Troisième République.

Depuis 1902, le président de la République Émile Loubet voue au président du Conseil Émile Combes une inimitié tenace. Il désapprouve la politique « anticléricale et sectaire » du cabinet Combes, proteste contre le limogeage d'Humbert et discute régulièrement avec le secrétaire général de l’Élysée Abel Combarieu du népotisme institué par Combes : « N'importe qui demande, exige n'importe quoi, s'évaluant à tel tarif et trouvant toujours des influences parlementaires pour le lui faire obtenir ». Le 20 mars 1903, Paul Doumer — bien qu'il soit lui-même franc-maçon — rencontre Loubet pour lui faire part de ses inquiétudes sur l'influence dominatrice des loges maçonniques sur le gouvernement. Soutenu par quelques autres responsables politiques républicains — dont Théophile Delcassé —, Loubet n'en reste pas moins minoritaire et est impuissant pour modérer ou renvoyer Combes. Il songe pendant une période à démissionner, mais la perspective de son remplacement par un affidé de Combes le retient. En juillet 1904, l'opposition de Loubet à la loi de Séparation des Églises et de l'État devient également publique, contribuant à affaiblir le soutien de la majorité au gouvernement.

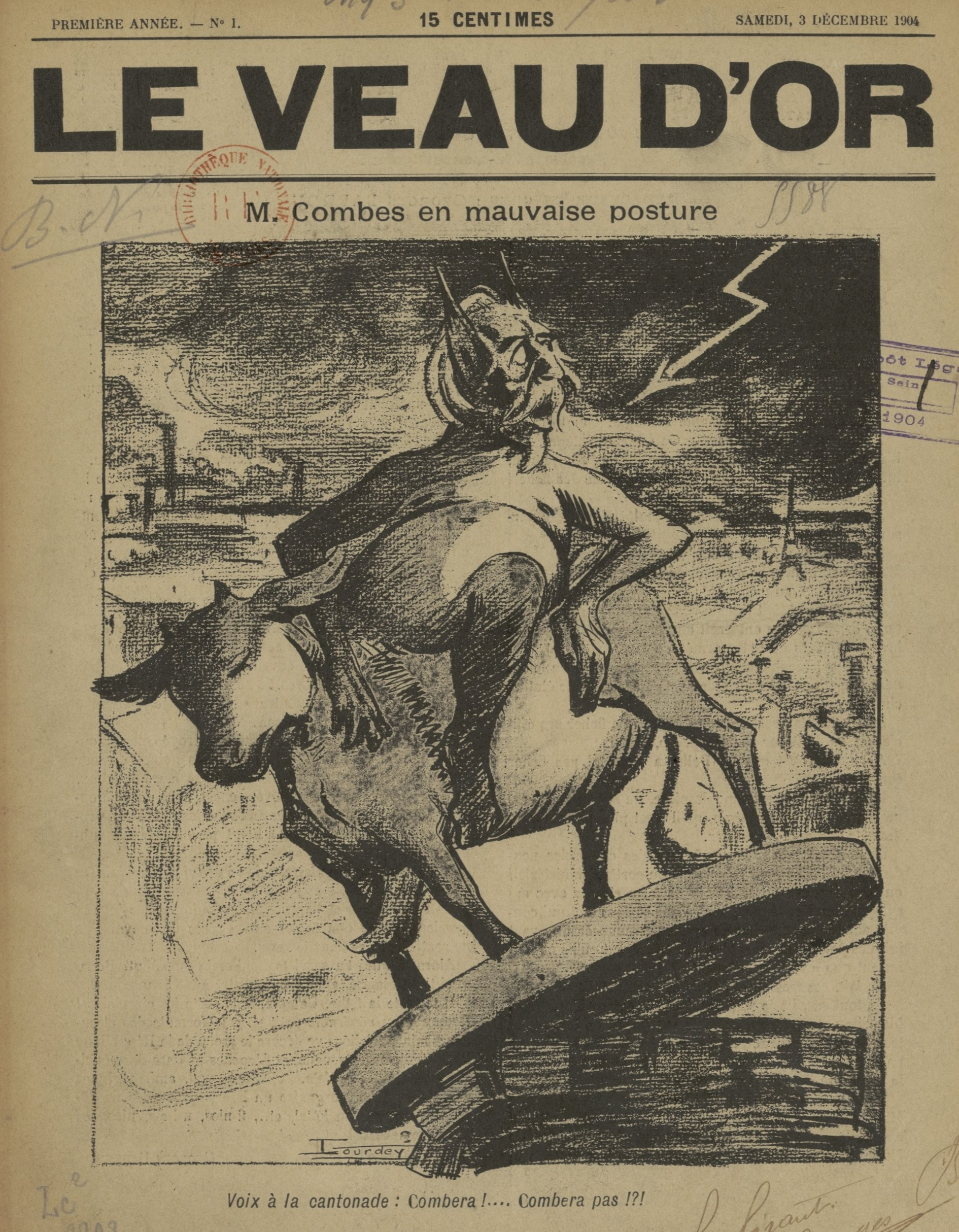
M. Combes en mauvaise posture, caricature du président du Conseil Émile Combes par le Veau d'or. Comme à son habitude, le journal le présente sous traits d'un diable cornu.

En septembre 1904, l'assise de Combes se dégrade un peu plus. En effet, pendant son discours d'Auxerre du 4 septembre, il prononce une phrase qui va déclencher une polémique : « Notre système politique consiste dans la subordination de tous les corps et de toutes les institutions, quelles qu'elles soient, à la suprématie de l'État républicain et laïque ». Une vive campagne de presse se déclenche : le 7 septembre, Le Temps l'accuse de faire l'apologie de l'« État-tyran » ; dans Le Matin, Georges Leygues se fait le porte-parole des parlementaires las de l'autoritarisme de Combes : « M. Combes n'a pas d'amis, il n'a que des serviteurs. Notre parlementarisme, qui était autrefois un système de libre discussion, est devenu sous son règne un régime disciplinaire où chacun doit penser à l'ordre et marcher à la consigne. Ce n'était pas la peine de chasser les moines pour rétablir en plein Parlement une nouvelle congrégation hors de laquelle il n'y a point de salut ! » ; enfin, la Revue des Deux Mondes publie le 15 octobre un pamphlet anonyme intitulé Le Ministère perpétuel, dont l'auteur est le député Charles Benoist, membre de la Fédération républicaine :

« [Le gouvernement] punit et […] récompense citoyens et arrondissements, selon qu'ils ont bien ou mal voté. Votent-ils bien ? Toute faveur. Mal ? Nulle justice. L'Ouest et le Nord-Ouest de la France, qui refusent de s'agréger au Bloc, sont en quarantaine. On laisse s'ensabler leurs ports, et ils n'auront de chemins de fer que ce qu'ils en avaient auparavant ou que ce qu'ils en paieront. Les subventions de l'État seront pour le Midi rouge qui bouge. De même pour les particuliers ; s'ils votent mal, ils seront épiés, dénoncés, poursuivis et atteints jusqu'à la quatrième génération. »

Aussi, lorsque le scandale des fiches éclate, la situation du cabinet Combes est déjà précaire.

### Dans la tourmente des fiches (octobre 1904-décembre 1904)
Entre le 18 octobre 1904 et le 15 janvier 1905, le gouvernement Combes tente de reformer sa majorité parlementaire, le Bloc des gauches, tandis que l'affaire des fiches connaît de nouveaux rebondissements au niveau national.

#### Démission d'André et affaire Mollin

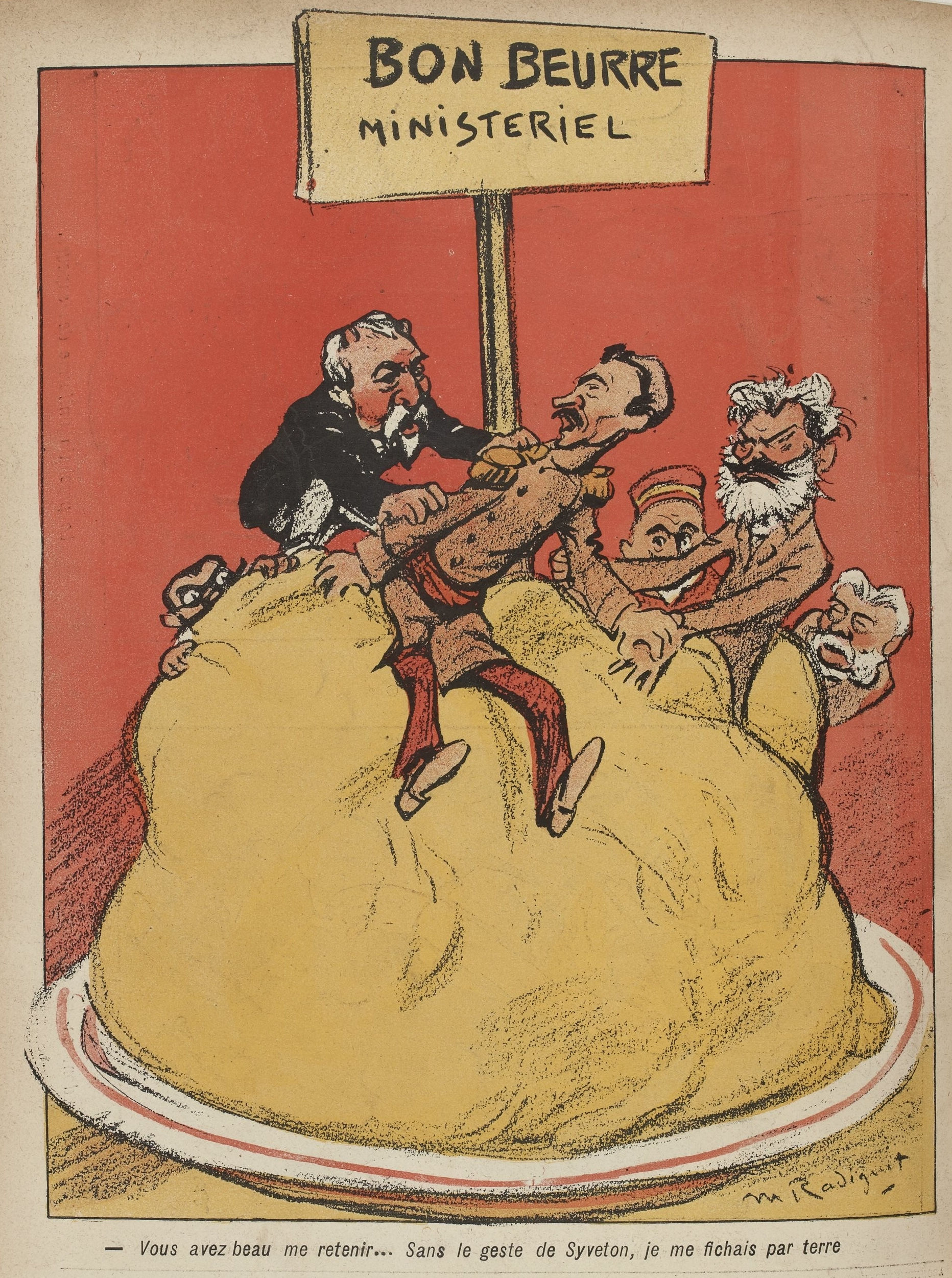
Bon beurre ministériel, caricature de L'Assiette au beurre soulignant la responsabilité de Syveton dans le maintien du général André au ministère.

Le 6 novembre 1904, deux jours après la séance houleuse où le général André est giflé, Combes confie à Loubet qu'il envisage de limoger le ministre de la Guerre, dont le crédit est définitivement atteint. Désireux de provoquer la chute du cabinet entier et non la seule démission du ministre, Loubet argumente qu'il est impossible de se séparer d'André au vu de l'injure qui lui est faite et que cela donnerait raison aux nationalistes. En parallèle, Loubet commence à planifier le prochain gouvernement, qu'il entend confier à Delcassé. André résiste quelques jours à Combes. Finalement, espérant sauver son gouvernement, Combes force André à démissionner le 15 novembre, sans compensation — il est, selon le mot de Georges Clemenceau, « étranglé à la turque » —, et le remplace par Maurice Berteaux, étoile montante du parti radical, franc-maçon, et en de bons termes avec le président Loubet.
Le 17 novembre 1904, Combes tente de rejeter la responsabilité des dérives du système des fiches sur le capitaine Henri Mollin, que le général André a forcé à poser sa démission le 27 octobre, et il déclare à la Chambre : « Parce qu'un officier d'ordonnance a imaginé un système de renseignements détestable, faut-il en faire rejaillir la responsabilité sur ceux qu'il a trompés involontairement ? ». Indigné par ce désaveu, le capitaine Mollin retire sa démission, — qui n'avait pas encore été publiée au Journal officiel — et envoie une lettre à Berteaux pour demander à comparaître devant un conseil d'enquête. C'est la panique au ministère de la Guerre : Berteaux, pour ne pas indisposer la gauche, se refuse à engager des poursuites contre Mollin, car il faudrait ensuite enquêter sur tous les officiers suspectés de délation, à commencer par le commandant Pasquier. En conséquence, il refuse de rapporter la démission de Mollin.
Le 5 janvier 1905, le général André, dans une lettre, tente à nouveau de faire de Mollin un bouc émissaire, expliquant : « J'ai eu le tort de m'en rapporter absolument à cet officier pour la correspondance à échanger [avec le Grand Orient] et de ne pas exiger de lui qu'il me soumit toutes ses lettres ». Il affirme également qu'il n'était pas informé que la délation se pratiquait entre officiers, pratique qu'il dit réprouver.

#### Défense des«fichards»
S'appuyant sur la gauche socialiste, Émile Combes se refuse à sacrifier les délateurs. Mais le ministre de l'Instruction publique Joseph Chaumié, sentant le vent tourner et souhaitant se placer dans un prochain gouvernement, lâche du lest en réprimandant Gaumant, un professeur du lycée de Gap qui a dénoncé des officiers en dissimulant son écriture ; ce dernier est exilé au lycée de Tournon-sur-Rhône. Le garde des Sceaux suit son exemple et demande sa démission à Charles Bernardin, juge de paix à Pont-à-Mousson et membre du Conseil de l'ordre du Grand Orient. C'en est trop pour le Grand Orient : Adrien Meslier, Fernand Rabier, Alfred Massé et Frédéric Desmons, des parlementaires tous membres du Conseil de l'ordre, interviennent auprès de Combes.
Le 17 novembre 1904, Combes réaffirme sa position en affirmant à la Chambre : « [Je ne veux] pas livrer à des vengeances les fonctionnaires républicains qui [ont] été dénoncés sur certains papiers dont on ne peut même pas garantir l'authenticité […]. Nous ne voulons pas perdre en une semaine le travail de propagande de cinq années ! ». D'autorité, il force Vallé à revenir sur les sanctions qu'il avait prononcées contre les magistrats délateurs, Bernardin et Bourgeuil — ancien procureur de la République à Orléans —, et intime à ses ministres de refuser toute concession à la droite.
Parallèlement à ces pressions sur le gouvernement, le Grand Orient reprend l'offensive : le 23 novembre, le Grand-maître Louis Lafferre donne un entretien au journal Le Matin où il affirme que l'obédience dans son ensemble n'était pas informée du fichage et appelle de ses vœux une épuration dirigée contre la droite : « Reste à savoir si la démocratie, quelque jour fatiguée d’être mal servie ou trahie, ne cherchera pas à voir clair dans ses affaires et ne prendra pas le balai des grands jours, sans se préoccuper de la voie hiérarchique ou de la vertu des parlementaires, mais seulement de l’épuration des fonctionnaires, qu’on lui promet depuis trente ans, et qu’on a la prétention de faire sans son concours ».

#### Les délégués de Combes

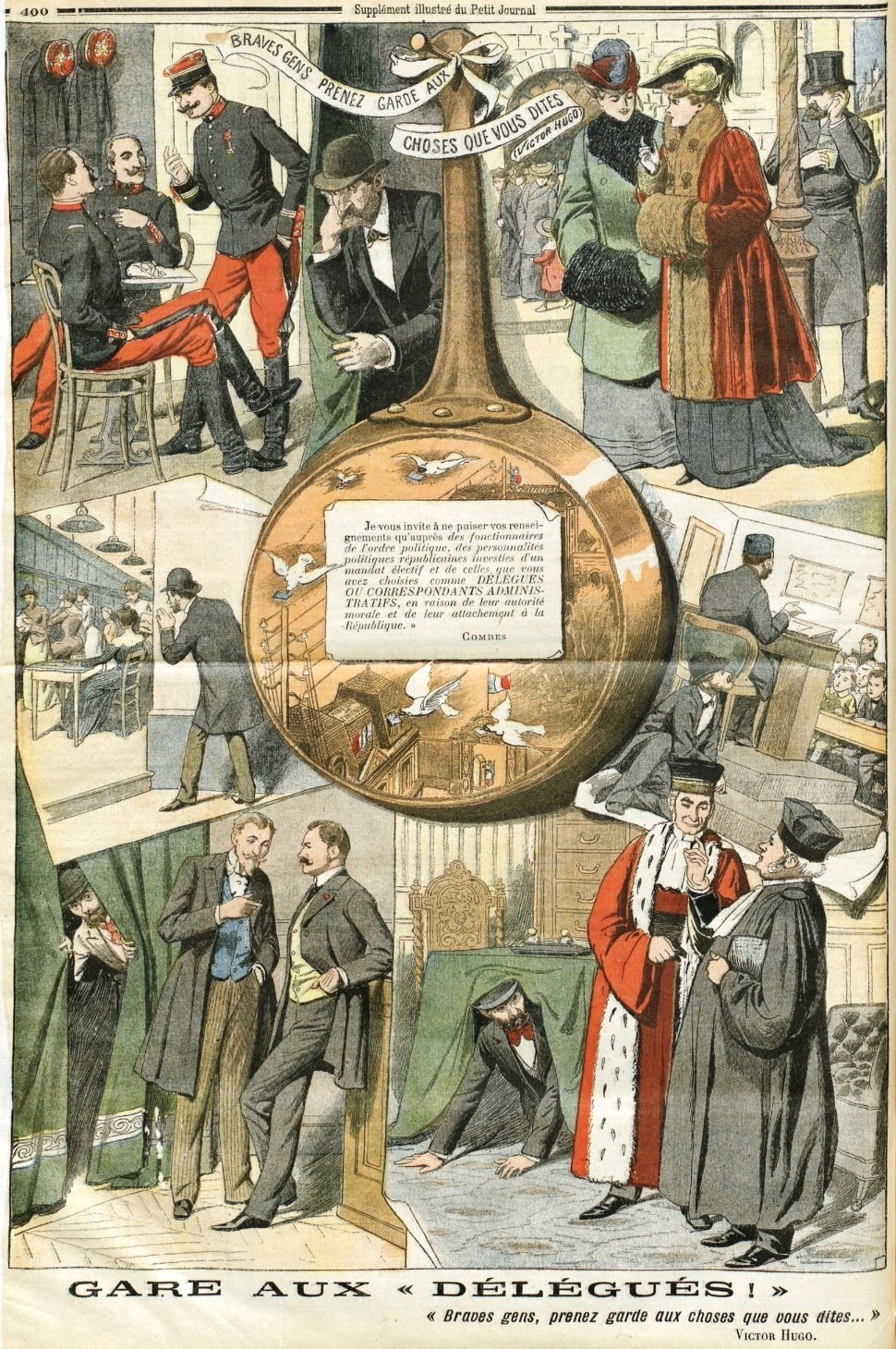
Gare aux délégués, dessin du Petit Journal s'inquiétant de la généralisation de la délation.

Pour défendre son cabinet, Combes tente de reprendre la main en affirmant le 17 novembre que le gouvernement est en droit de se renseigner auprès de délégués dans le pays. Interpellé par le nationaliste Gauthier de Clagny — qui ironise « Quels délégués ? Délégués par qui et pour quelle besogne ? […] Si ce sont des personnes qui doivent faire des enquêtes dans toutes les communes, en bon français cela s'appelle des mouchards » —, le président du Conseil rétorque : « C'est le notable de la commune qui est investi de la confiance des républicains et qui, à ce titre, les représente auprès du gouvernement quand le maire est réactionnaire ». Le 18 novembre, il officialise le système par une circulaire adressée aux préfets :

« Un des devoirs essentiel de votre charge, est d'exercer […] une action politique sur tous les services publics et de renseigner fidèlement le gouvernement sur les fonctionnaires de tous ordres et les candidats aux fonctions publiques. […] Il ne m'appartient pas de limiter le champ de vos informations, mais il m'est permis de vous inviter à ne puiser vos renseignements qu'auprès des fonctionnaires de l'ordre politique, des personnalités politiques républicaines investies d'un mandat électif et de celles que vous avez choisies comme délégués ou correspondants administratifs en raison de leur autorité morale et de leur attachement à la République. »

Le 22 novembre, il précise à ses ministres que « pour que l'action politique des préfets puisse aboutir à des résultats utiles, il est indispensable que ces hauts fonctionnaires soient appelés à émettre, au point de vue politique, leur avis sur toutes les propositions intéressant le personnel des diverses administrations, notamment en ce qui concerne les questions de nomination et d'avancement ». Georges Grosjean, suivi de plusieurs autres parlementaires, dépose immédiatement une demande d'interpellation au sujet de « l'organisation officielle de la délation révélée par la circulaire ministérielle du 18 novembre », qui est fixée au 8 décembre.
Le 1er décembre, Louis Lafferre, que Combes a choisi pour rassurer les troupes du Bloc, prononce un discours à la tribune pour justifier la surveillance politique de l'armée. La thèse de Lafferre est que le gouvernement a le droit de se renseigner sur les fonctionnaires réactionnaires ; il accuse la droite d'entretenir une atmosphère de guerre civile dans le pays. Interrompu à de multiples reprises, il finit par lâcher : « Nous connaissons maintenant par les journaux réactionnaires l'état présumé de l'armée qui compte 90% d'ennemis de la République si ces renseignements sont exacts. Je demande au ministre de la Guerre s'il convient de laisser garder ce pays par une armée de coup d'État ! », déclenchant un tumulte prolongé dans l'hémicycle.
Le 9 décembre, au lendemain d'un vote au Sénat sur lequel le gouvernement a obtenu seulement deux voix de majorité, les préfets de Combes sont rappelés de leurs départements pour « réchauff[er] par des promesses le zèle des députés hésitants ou s'effor[cer] de les intimider ». Jean Jaurès met son autorité morale au service de Combes, convaincu lui aussi de la nécessité d'un contrôle politique de l'armée et craignant que sa chute ne disloque définitivement le Bloc des gauches. Attaqué par Alexandre Ribot — Vous avez […] rabaissé tout ce qu'il y avait de grand, de généreux dans ce pays, voilà votre crime ! — et Alexandre Millerand — Jamais un ministre de l'Empire, sous le sommeil léthargique de nos libertés, n'aurait osé s'abaisser à ces pratiques abjectes ! —, le président du Conseil parvient à rassembler 296 voix (contre 285) en affirmant que la République est menacée par la manœuvre de la droite, s'offrant un répit bienvenu.

#### Mort de Gabriel Syveton et fiche deMmeLoubet

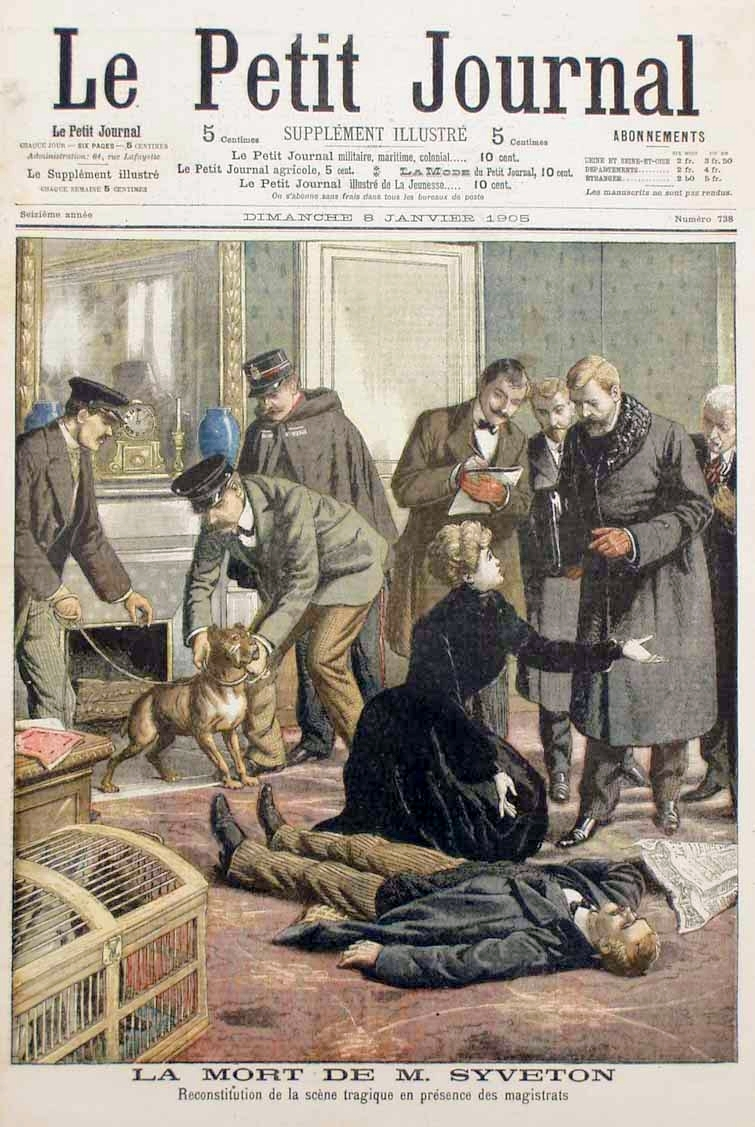
La mort de M. Syveton, première page du supplément illustré du Petit Journal. Le dessin représente la reconstitution du drame à laquelle procèdent les enquêteurs.

À la suite de l'incident du 4 novembre, Gabriel Syveton est poursuivi pour ses violences sur le ministre de la Guerre ; ses amis, désireux de faire de son procès une tribune contre le gouvernement, votent avec la majorité des députés en faveur de la levée de son immunité parlementaire,.
Le 8 décembre 1904, la veille de son procès devant la Cour d'assises de la Seine, le député nationaliste est retrouvé mort — asphyxié —, la tête dans sa cheminée et recouverte d'un journal, et le tuyau d'un radiateur à gaz dans la bouche. Les nationalistes, François Coppée et André Baron en tête, dénoncent un assassinat. Toutefois, l'enquête conclut au suicide, et Jules Lemaître reconnaît devant le juge d'instruction que Syveton avait dérobé 98 000 francs à la Ligue de la patrie française dont il était le trésorier, argent restitué par sa veuve. Il semble que Syveton se soit suicidé après qu'on l'a menacé de révéler son détournement et la possible liaison qu'il entretenait avec sa belle-fille, thèse des enquêteurs à laquelle se rallient les nationalistes Léon Daudet, Louis Dausset, Boni de Castellane et Maurice Barrès, qui accusent le gouvernement d'être derrière les pressions morales exercées sur Syveton.
Le 21 décembre, autre rebondissement : Le Temps révèle que l'entourage du président de la République a été fiché par le commandant Pasquier. Dans la fiche concernant le commandant Bouillane de Lacoste, officier d'ordonnance de Loubet, il est écrit : « Les cléricaux sont tout-puissants à Montélimar. Bourgeois, industriels, fonctionnaires, magistrats, officiers, sont cléricaux. Or, ce monde clérical a toujours soutenu M. Loubet, en raison de sa tolérance. C'est donc dans ce monde, par relations, par les relations de famille de Mme Loubet, très cléricale, que le Président a pris deux officiers d'ordonnance ». La publication de cette fiche met le gouvernement dans l'embarras. Le 23 décembre, Lannes de Montebello en donne la lecture à la Chambre et s'exclame : « La Chambre ne se rendra pas solidaire de la délation. Elle a le devoir d'arrêter l'espionnage à la porte du chef de l'État ! » ; le ministre Berteaux, fort gêné, explique que Pasquier a juré n'avoir jamais écrit cette fiche, explication repoussée par Paul Deschanel, qui ajoute : « On prétend qu'il faut couvrir les officiers républicains. Que vient faire la République en cela ? Je doute que les hommes qui se livrent à de telles pratiques aient dans les veines une goutte de sang républicain ».

### Chute du cabinet Combes

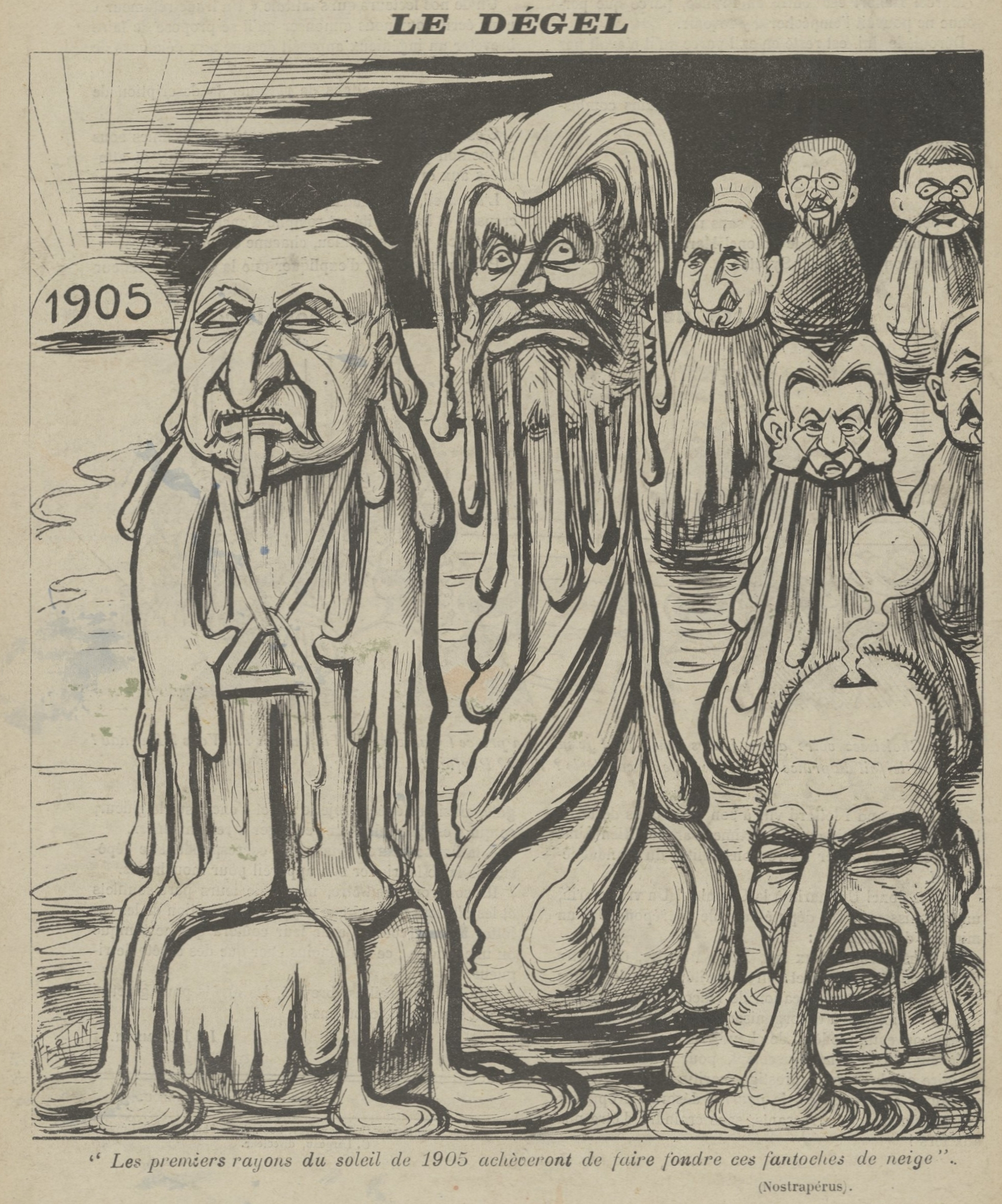
Le dégel, caricature du Veau d'or prévoyant que les premiers jours de 1905 seront fatals à Combes et son cabinet.

Guyot de Villeneuve est à l'origine de la manœuvre finale qui va abattre le gouvernement. Puisque Combes refuse formellement de punir les délateurs, le député nationaliste déplace le débat sur le terrain de l'ordre national de la Légion d'honneur : le 9 décembre, il s'insurge contre les officiers qui ont dénoncé leurs camarades, dont certains « portent le signe de l'honneur : leur laissera-t-on le droit de le porter ? ». Des plaintes individuelles avaient déjà été adressées au Grand chancelier de la Légion d'honneur, le général Florentin, mais Combes s'était efforcé de couvrir les premiers légionnaires incriminés, dont Paul Ligneul, maire du Mans.
Une pétition circule à Paris, coordonnée par le général Février, ancien Grand chancelier de l'Ordre. Le 28 décembre 1904, la requête est adressée au général Florentin : « [L]es soussignés vous demandent, monsieur le Grand-Chancelier, de vouloir bien porter la question devant le Conseil de l'Ordre et rendre publique la ou les solutions qui interviendront pour tous les légionnaires incriminés ou qui pourraient l'être encore. La France et le monde entier ont besoin de savoir qu'il n'y a dans la Légion d'honneur ni diffamateurs, ni calomniateurs, ni menteurs, et que, si, par malheur, il y en a eu, il n'y en a plus désormais. » ; une plainte est déposée pour faute contre l'honneur. Les 3 000 signataires, tous titulaires de la Légion d'honneur, comptent dans leurs rangs beaucoup de « bons républicains », des personnalités influentes tel Émile Boutmy, mais également de très nombreux militaires. De fait, c'est un document dangereux pour le gouvernement Combes.

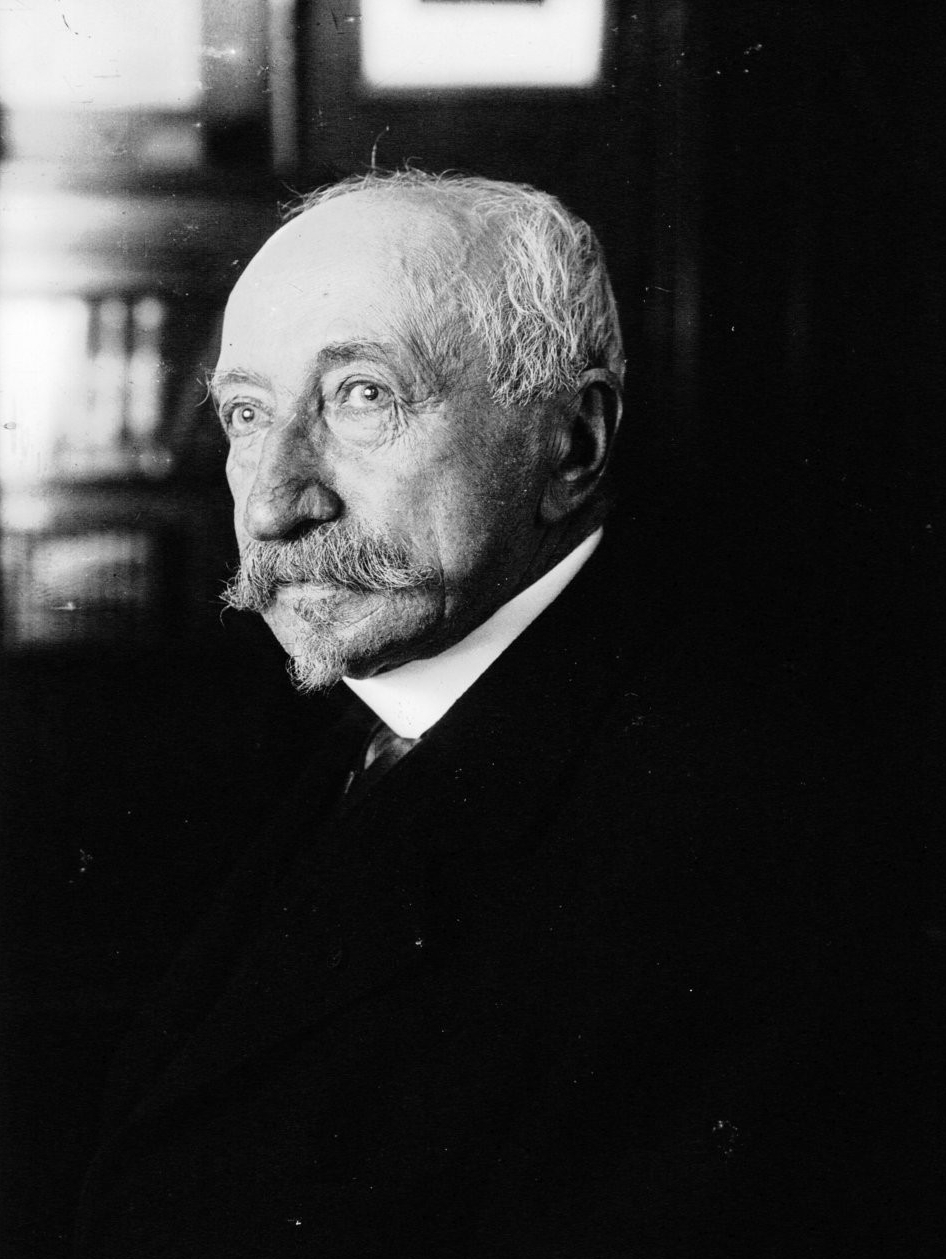
Le général Georges-Auguste Florentin, Grand chancelier de la Légion d'honneur de 1901 à 1918.

En parallèle, le gouvernement manœuvre en coulisses pour circonvenir le général Florentin. Le 16 décembre, Combes envoie le Garde des Sceaux Ernest Vallé auprès du Grand chancelier pour s'assurer du classement sans suite des plaintes. Toutefois Florentin résiste, rétorquant « qu'il ne lui appartenait pas, à lui grand-chancelier, d'écarter de son propre mouvement les plaintes formulées par des membres de l'ordre, quand elles visaient des fautes graves contre l'honneur ; que la délation était un de ces faits ; qu'il avait, en conséquence, saisi régulièrement le conseil de l'ordre des plaintes qui lui étaient parvenues, et que les procédures seraient continuées ». Il précise que les plaintes concernant les militaires ne seraient instruites qu'après la décision d'un conseil militaire de discipline — selon le règlement —, celles concernant les fonctionnaires ne seraient examinées qu'après l'avis du ministre — conformément à la jurisprudence —, mais que toutes les autres seraient déférées au Conseil de l'Ordre. Le lendemain, Combes convoque Florentin et le menace de révocation, mais le général ne se laisse pas intimider et obtient le soutien de Loubet. Aiguillonné par les hiérarques du Grand Orient, Combes se refuse à laisser condamner le moindre délateur. Aussi, il entre en conflit avec le président de la République. Le 5 janvier 1905, la révélation des pressions gouvernementales sur Florentin par Le Temps — la fuite provient de l'entourage de Loubet — met Combes dans l'embarras.
Le 9 janvier, le Conseil de l'ordre de la Légion d'honneur convoque Begnicourt, commandant en retraite, pour qu'il réponde des fiches dont il est l'auteur. Le 12 janvier, le Conseil décide à l'unanimité de rayer Begnicourt des cadres de la Légion, décision connue à Paris dès le lendemain. Le gouvernement est « acculé à une situation inextricable, lui qui s'était engagé à ne prendre aucune mesure contre quelque délateur que ce fût ».

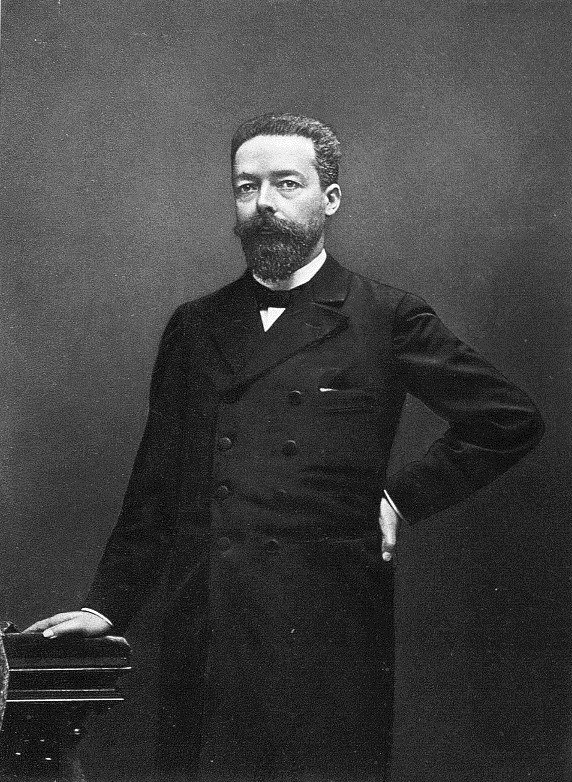
Paul Doumer, photographié par Eugène Pirou en 1905.

Le mandat du président de la Chambre Henri Brisson arrivant à son terme, Paul Doumer pose sa candidature le 10 janvier 1905. Ce dernier précise immédiatement que cette démarche est dirigée à l'encontre du cabinet Combes et « les pratiques corruptrices dont il use » et non pas contre Brisson. Le scrutin se tient le 12 janvier ; le vote se faisant à bulletin secret, les pressions dont la présidence du Conseil fait habituellement usage sont inefficaces et des républicains modérés en profitent pour précipiter la chute de Combes : Doumer est élu contre Brisson avec 25 voix de majorité. La réaction est vive à gauche : on qualifie Doumer de « traître » et il est exclu du Grand Orient.
L'élection de Doumer prouve que Combes a perdu le contrôle de la Chambre. Ce dernier tente son va-tout le 13 janvier, prophétisant une crise durable si on le force à quitter le pouvoir : « Ce n'est pas une crise de ministère, mais une crise de majorité qui s'ouvrirait demain. J'ai en face de moi une coalition formée de haines impatientes et de haines. Les haines attirent les ambitions ». Le 14 janvier, alors que le républicain progressiste Camille Krantz lui demande s'il va laisser condamner Begnicourt, Combes se défausse sur le président de la République : « C'est à lui seul qu'il appartient de faire connaître ses intentions ». L'agitation de la Chambre est à son comble ; Alexandre Ribot tonne : « II y a un ministère responsable, j'imagine ! Vous venez de découvrir le Président de la République ! », Combes et Vallé s'empêtrent dans leurs explications.
Le 15 janvier, au lendemain de cette séance houleuse, Émile Combes annonce à Loubet la démission de son gouvernement, démission qu'il remet officiellement au conseil des ministres du 18 janvier, Loubet ayant dû s'absenter du fait du décès de sa mère.

### Formation du cabinet Rouvier

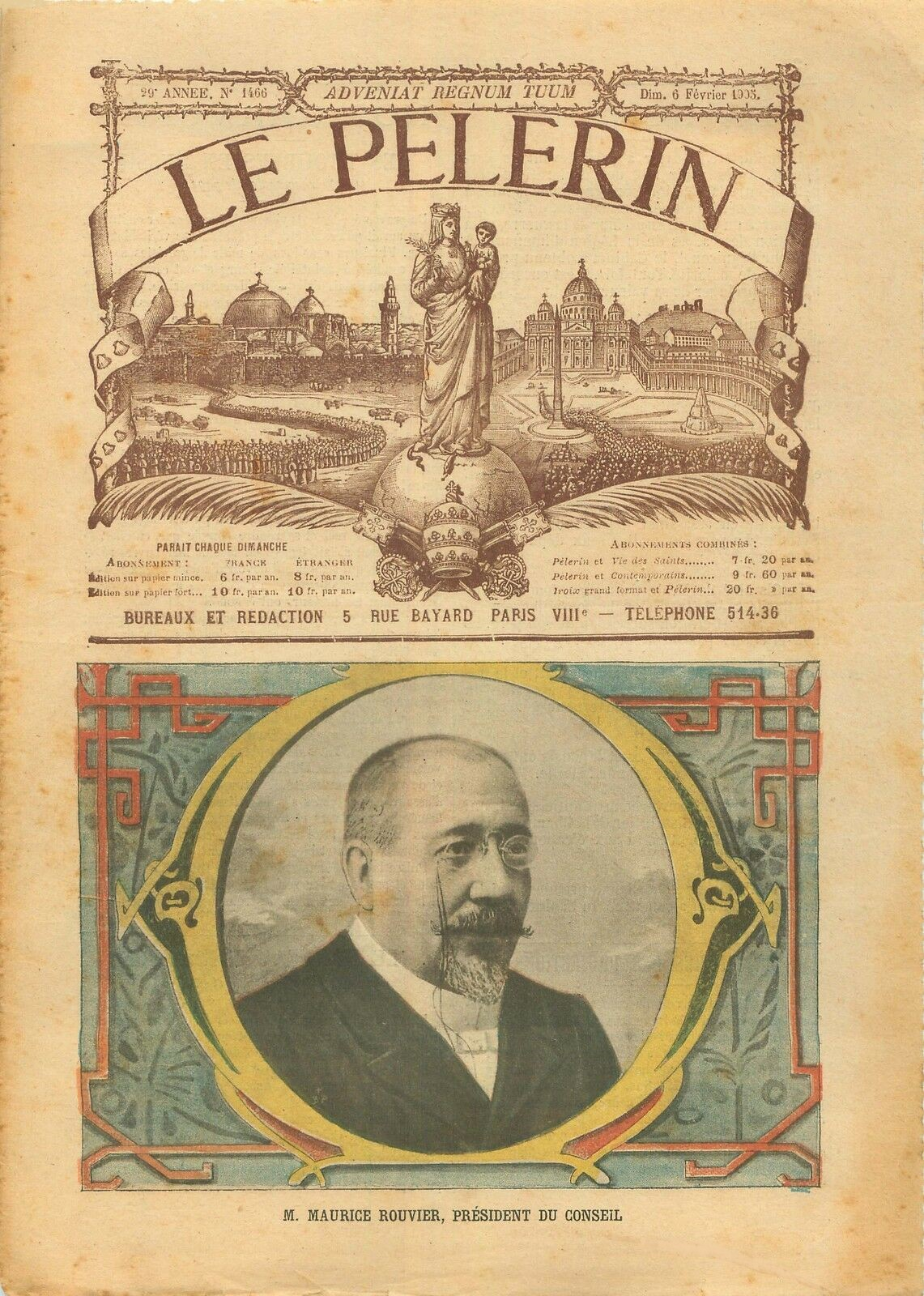
Portrait de Maurice Rouvier, publié en première page du Pèlerin, le 6 février 1905.

Le Président Loubet, pour choisir un successeur à Combes, va subir des pressions importantes de la coalition du Bloc des gauches. Cette dernière veut en effet « un ministère Combes sans Combes », sans aucun radical dissident ou ancien ministre de Waldeck-Rousseau. Néanmoins beaucoup de républicains se veulent plus pragmatiques et souhaitent sortir du scandale. Ainsi, l'ex-vice-président du Sénat Joseph Magnin déclare au président du Sénat Armand Fallières : « Dites au Président que la première chose à faire est de liquider l'affaire des fiches ; nous en avons assez, nous républicains, d'être traités de mouchards ou d'amis de mouchards ; le programme du nouveau cabinet importe peu ; à ce moment de la législature, il est secondaire, nous voterons sur les projets de loi comme nous voudrons ; mais qu'on liquide ces sales affaires le plus tôt possible ; l'homme qui est le plus capable de le faire, c'est Rouvier ». Malgré ses préférences marquées pour Delcassé, Loubet cède et nomme Maurice Rouvier à la présidence du Conseil le 21 janvier 1905.

#### La politique d'apaisement de Rouvier
Rouvier forme un gouvernement d'où sont exclus les parlementaires qui se sont, ne serait-ce qu'une fois, prononcés contre Combes. Néanmoins il ne persévère pas dans la défense inconditionnelle des délateurs. Sous son impulsion, et bien qu'Henry Bérenger ait menacé dans le journal combiste L'Action de représailles de la part des radicaux — « S'il le faut, nous ferons à notre tour une nouvelle affaire d'Auteuil, et il se trouvera dans nos rangs plus d'un Christiani ! » —, le ministre de la Justice signe le 27 janvier un décret rayant des cadres de la Légion d'Honneur le commandant Begnicourt. Le même jour, le Conseil des ministres met en disponibilité le général Peigné — commandant du 9e corps d'armée, siégeant au Conseil supérieur de la guerre et membre de la Grande Loge de France —, qui a été éclaboussé par le scandale des fiches. Toutefois, pour donner des gages à la gauche, les généraux de Nonancourt et d'Amboix de Larbont — qui ont fait publiquement état de leur indignation lors de la révélation du fichage — sont eux aussi limogés.
Le 27 janvier, lors de sa déclaration ministérielle, Rouvier promet la fin des ingérences de la franc-maçonnerie dans les instances gouvernementales, mais condamne « les mises en demeure violentes que formulent les adversaires de la République […] sans se soucier de savoir si, pour assurer leur triomphe, ils ne risquent pas de compromettre la défense nationale et d'atteindre la France elle-même » ; les sanctions symboliques contre Begnicourt et Peigné sont présentées comme suffisantes, et Rouvier refuse de frapper « les fonctionnaires républicains qui, de bonne foi, ont pu se tromper ». Il obtient une majorité de 373 voix contre 99, ses soutiens se partageant également entre d'une part radicaux-socialistes, radicaux et républicains membres du Bloc et d'autre part conservateurs, républicains progressistes et radicaux dissidents, originaires de l'opposition à Combes.
Rouvier obtient également de Guyot de Villeneuve qu'il cesse la publication des fiches ; le député nationaliste obtempère en échange de promesses d’abandon des discriminations politiques dans l'armée et de réparations pour les officiers entravés dans leur avancement. Pour ce faire, Guyot de Villeneuve dépose une proposition de loi afin d'instituer une commission militaire dans le but d'obtenir des rattrapages de carrière pour les officiers visés par la délation, mais le ministre de la Guerre refuse, promettant seulement d’examiner des cas individuels.
Le 11 juillet 1905, le président du Conseil poursuit sa politique d'apaisement en présentant au Sénat un projet de loi d’amnistie concernant les délits et contraventions en matières d'élections, de grèves, d'infractions au droit de réunion, de délits de presse, de condamnations en Haute Cour (ce qui concerne le procès pour complot de 1899) et enfin — c'est là le principal — de faits de délation. La discussion à la Chambre est houleuse et certains parlementaires font remarquer que cet amalgame est problématique du point de vue juridique car d'une part, les actes de délation encourent des sanctions disciplinaires et non juridiques et, d'autre part, la faute contre l'honneur ne peut être blanchie par une loi. Néanmoins, la loi est votée le 30 octobre 1905.

#### Révélations de Mollin

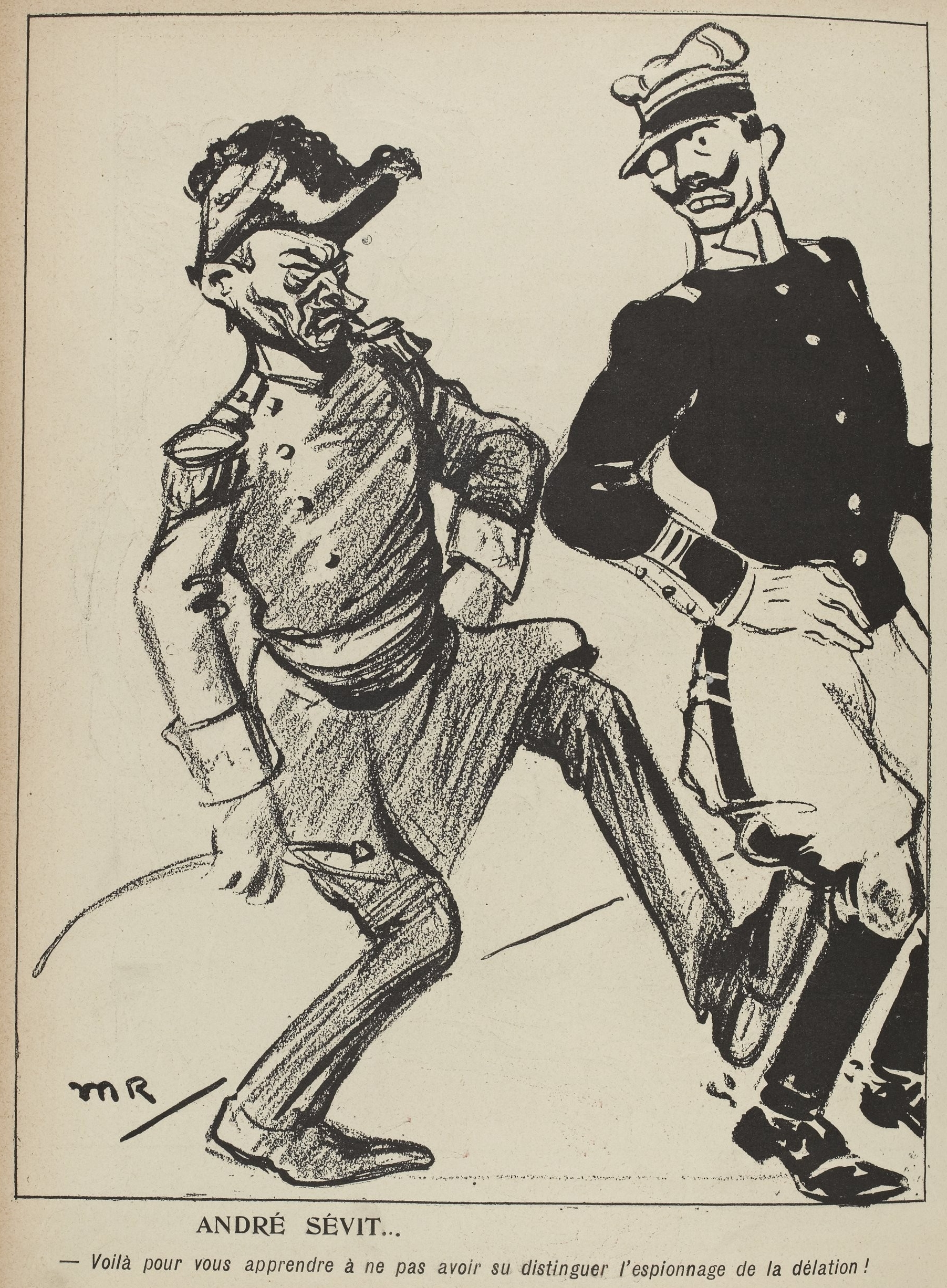
André sévit, caricature de L'Assiette au beurre qui moque les tentatives du gouvernement pour faire du capitaine Mollin un bouc émissaire.

Malgré les efforts d'apaisement du gouvernement Rouvier, l'affaire des fiches va connaître quelques rebondissements au cours de l'année 1905.
Le premier d'entre eux est la publication par le capitaine Mollin d'une série d'articles dans Le Journal, en février 1905, pour répondre à la lettre d'André du 5 janvier. Ces articles sont rassemblés par Mollin — aidé dans sa tâche par le journaliste Jacques Dhur — en un ouvrage nommé La Vérité sur l'affaire des fiches, publié en mars. Mollin y fait un certain nombre de révélations — avec suffisamment de précautions pour éviter d'être attaqué en justice —, et ces dernières vont relancer le scandale. Il commence par accuser à mots couverts Charles Humbert d'avoir dérobé des documents du cabinet d'André et de les avoir remis à Guyot de Villeneuve (ce qui est exact). Il accuse le général André d'avoir consulté « le résumé de plus de trois mille fiches provenant tant du Grand-Orient de France [que] des préfectures », alors que ce dernier avait affirmé ne pas avoir eu sous les yeux plus de quarante fiches ; Mollin rappelle l'entrevue qu'André a eu avec Desmons sur l'instauration du système des fiches ; enfin, il met en cause Lemerle qui l'a secondé au service de fichage et qui, lui, n'a pas été sanctionné. Il attaque ensuite le général Percin, qu'il accuse d'être le véritable responsable du système des fiches, d'avoir intrigué contre le ministre et finalement d'avoir, en partant du cabinet en mars 1904, copié les fiches politiques des 300 officiers de la division dont il allait prendre le commandement.
Enfin, Mollin révèle que Jean-Baptiste Bidegain a caviardé certains documents en les recopiant, notamment en retirant les mentions favorables présentes sur les fiches de certains officiers présentés comme conservateurs. Ainsi, Henri Le Gros, alors lieutenant-colonel au 3e régiment d'infanterie, est « réactionnaire et catholique convaincu » sur la fiche de Bidegain, alors qu'il est présenté comme « réactionnaire et catholique convaincu, mais très bienveillant pour ses hommes qui l'estiment beaucoup » dans la fiche équivalente du Grand Orient. Il semble donc qu'un certain nombre de fiches publiées dans la presse soient donc « truquées et tronquées », selon les mots de Mollin. Du fait de la destruction des dossiers du cabinet par le général André, il est néanmoins impossible d'estimer précisément la proportion de fiches expurgées de cette manière.

#### L'affaire Percin

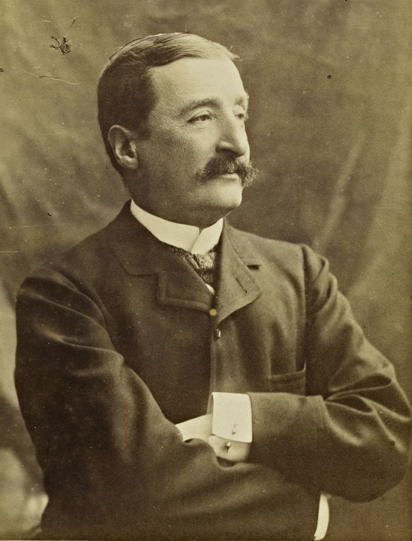
Louis Le Provost de Launay, sénateur des Côtes-du-Nord de 1896 à 1912.

Jusque-là, les nationalistes avaient épargné Percin dans leurs attaques. L'historien François Vindé avance l'hypothèse « que les fiches dérobées au ministère de la Guerre avaient été livrées par Humbert et ses amis contre la promesse d'épargner Percin ». Que cet arrangement ait existé ou pas, la mise en cause de Percin par Mollin agite les milieux nationalistes qui demandent avec insistance sa mise en disponibilité. Même les députés du Bloc des gauches « sont unanimes pour reconnaître combien est répréhensible la conduite du général Percin ». Aussi, le sénateur bonapartiste Louis Le Provost de Launay interpelle-t-il le gouvernement le 30 mars 1905 en les termes suivants :

« On a frappé Begnicourt. On a brisé la carrière du capitaine Mollin. Le général André, lui, a reçu la médaille militaire. Le général Percin a gagné deux grades au cabinet du ministre et il commande aujourd'hui une division. Si la devise républicaine Égalité a un sens, vous ne devrez pas admettre que les petits soient sacrifiés et que les gros, les plus coupables, échappent à tout châtiment. Si vous ne demandez pas de comptes au général Percin, vous avez le devoir de réintégrer dans l'armée le capitaine Mollin, lâchement exécuté par ceux à qui il devait obéir. »

Le piège tendu par Le Provost de Launay est habile, mais le gouvernement se refuse à prendre des sanctions contre Percin. Le ministre de la Guerre Maurice Berteaux répond que, dans l'intérêt de l'armée, le scandale doit cesser, tandis que Rouvier affirme avec force : « Nous n'enverrons aucun officier devant un conseil d'enquête. Le cabinet ne se servira que des organes réguliers mis à sa disposition par la loi. Que voulez-vous de plus ? Vous voulez une agitation ininterrompue jusqu'aux élections. Vous voulez diviser l'armée ; nous ne nous prêterons pas à vos tentatives ». Il semble que le cabinet redoutait Percin et les informations qu'il gardait par devers lui ; le général Peigné, qui avait eu un comportement bien moins répréhensible, n'en avait pas moins été mis en disponibilité.

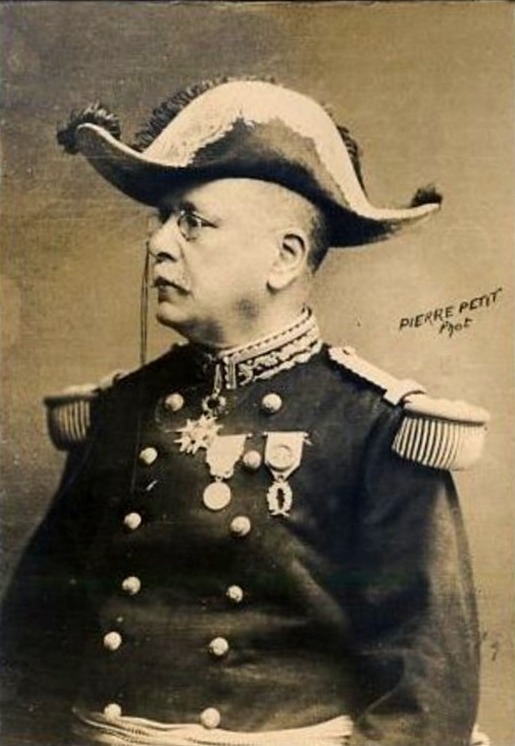
Le général Paul Peigné, mis en disponibilité à la suite de l'éclatement du scandale des fiches. Il accède au poste de Grand-maître de la Grande Loge de France en 1910.

Malgré le refus gouvernemental, l'affaire Percin va continuer à faire parler d'elle. En avril 1905, le général Hagron refuse de serrer la main de Percin et dédaigne la provocation en duel que ce dernier lui adresse. Pour étouffer l'incident, Berteaux inflige une peine disciplinaire à Percin et Hagron — « dont l'attitude est hautement approuvée » dans l'armée. En novembre 1905, le général Brugère omet de rendre son salut à Percin, qui se plaint au ministre Eugène Étienne. Brugère est condamné pour manquement à la discipline à 15 jours d'arrêt de rigueur.

#### Derniers remous
En août 1905, sur les instances répétées de la gauche, Berteaux réintègre le général Peigné dans l'armée, lui confiant la présidence du Comité technique de l'artillerie. L'évènement déclenche la colère des nationalistes ; Guyot de Villeneuve annonce qu'il va reprendre la publication des fiches dans la presse et dépose une demande d'interpellation du gouvernement. Cependant, il se ravise, attirant sur lui les critiques de l'extrême-droite qui l'accuse d'être un « froussard » et de craindre pour sa vie. La montée des tensions avec l'Allemagne fait ensuite progressivement tomber l'affaire des fiches dans l'oubli.

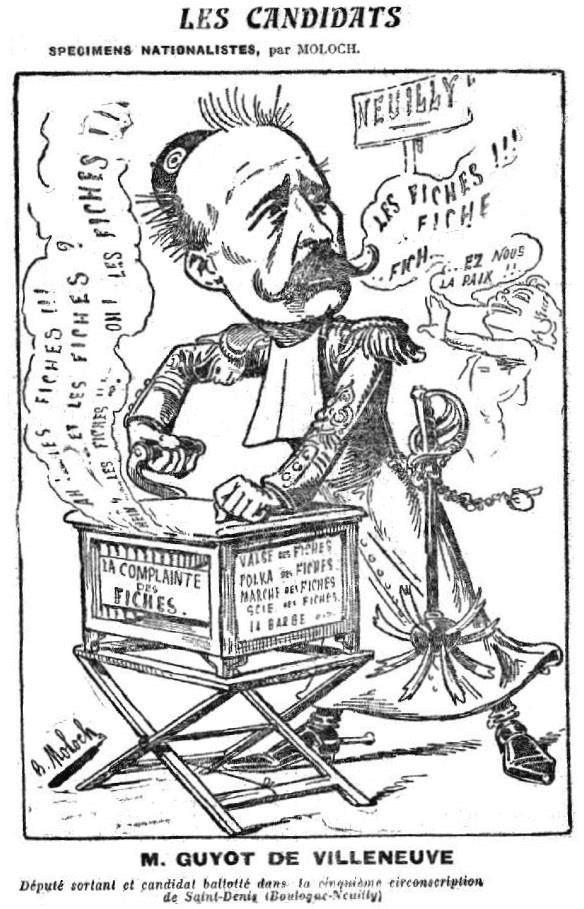
Guyot de Villeneuve candidat aux élections de 1906, caricaturé par Hector Moloch qui tourne en dérision sa complainte des fiches.

En février 1906, constatant que rien n'a changé et que le système des fiches se poursuit, Guyot de Villeneuve met sa menace à exécution dans les pages du journal L'Éclair. Pendant plusieurs semaines, il poursuit la publication de son dossier, ce qui cause à nouveau des troubles en province. Ainsi, à Rennes, Mars Abadie, vénérable de la loge La Parfaite union et officier de réserve, est provoqué en duel par le lieutenant-colonel du Châtelet et attaqué en justice par le commandant de Robien. Le Grand Orient, afin de protéger les rédacteurs de fiches, lance une manœuvre occulte : il « constitu[e] un certain nombre de fausses fiches où, à côté des renseignements véridiques, il f[a]it figurer des indications fantaisistes et diffamatoires sur les mœurs et le caractère de l’officier fiché, auquel ce document [est] ensuite adressé, accompagné de ces quelques mots : « Cette fiche sera publiée prochainement » ». Craignant d'être sali par la publication de ces fiches et persuadés qu'elles sont en possession du député nationaliste, des officiers font pression sur Guyot de Villeneuve pour qu'il cesse ses publications dans L’Éclair ; soucieux de la réputation du corps des officiers, ce dernier accepte de mettre fin à sa campagne de presse,,. In fine, la deuxième vague de publication de fiches est un échec ; le député est accusé de « rabâcher des vieilles histoires » et ne parvient pas à peser sur les élections législatives de 1906, dominées par la question de la séparation de l'Église et de l'État. L'opposition perd une soixantaine de sièges, dont trente pour les nationalistes ; Guyot de Villeneuve échoue à se faire réélire à Neuilly. De fait, la fin de l'affaire des fiches coïncide avec la fin de l'affaire Dreyfus, ce dernier étant réhabilité le 12 juillet 1906.
En septembre 1906, Mollin reçoit du gouvernement le poste de trésorier-payeur général du Haut-Sénégal et du Moyen-Niger, ses protecteurs francs-maçons Lafferre, Desmons, Delpech et son ex-beau-père Anatole France ayant fait jouer leur influence. « Les nègres du Sénégal vont être initiés au supplice des fiches », ironise La Patrie. Quant au général Percin, il poursuit sa carrière sans être inquiété ; en 1908, il est nommé inspecteur général de l'artillerie.

## Suites du scandale

### Conséquences sur la franc-maçonnerie

#### Regain de l'antimaçonnisme

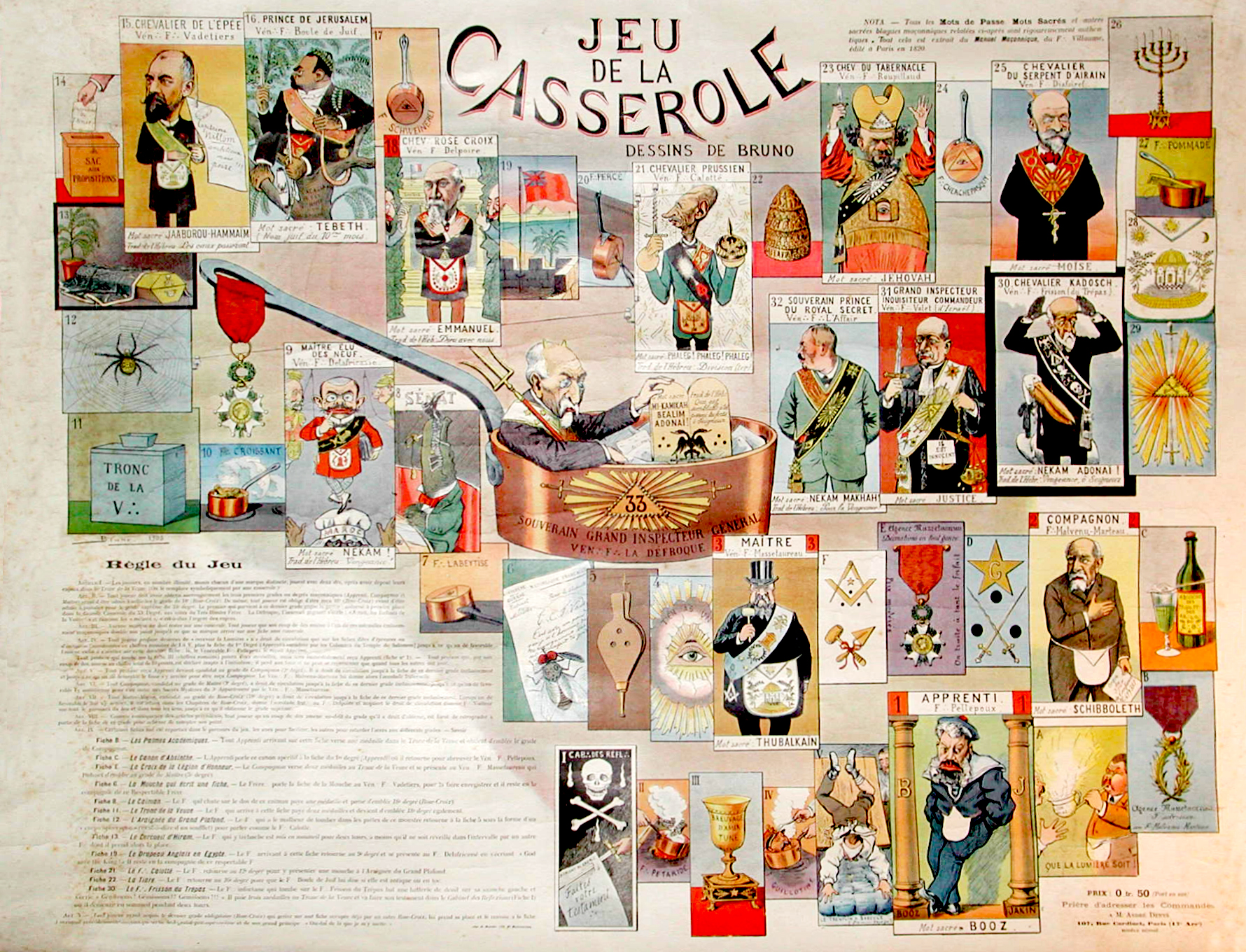
Jeu de la casserole, parodie antimaçonnique du jeu de l'oie où figurent notamment les francs-maçons Delpech, Pelletan, Delcassé, Vadecard, Lafferre, Bienvenu-Martin, Réveillaud et Combes.

Le scandale des fiches, dans l'éclatement duquel le militant antimaçonnique Gabriel de Bessonies — rédacteur de la revue La Franc-maçonnerie démasquée — joue un rôle de premier plan en mettant en relation Bidegain et Guyot de Villeneuve, contribue à relancer durablement le concept de complot maçonnique. L'extrême droite, qui s'en fait un étendard depuis l'affaire Dreyfus — sous la forme du complot judéo-maçonnique —, voire depuis la Révolution française, se trouve confortée dans ses positions.
La révélation du rôle occulte joué par le Grand Orient dans le fichage des officiers détermine la réactivation ou la création de plusieurs associations antimaçonniques, au rang desquelles la Ligue française antimaçonnique d'Émile Driant et Paul Copin-Albancelli, sa section féminine, la Ligue Jeanne d'Arc, ou encore l'Association antimaçonnique de France, dont La Franc-maçonnerie démasquée devient l'organe de presse. En 1912, Mgr Jouin commence la publication de la Revue internationale des sociétés secrètes, dédiée à la dénonciation des complots et des sociétés secrètes, et en particulier la franc-maçonnerie. Après l'échec de la fondation d'une fédération antimaçonnique en 1913, à cause des rivalités personnelles et politiques entre les dirigeants des différents mouvements, le courant antimaçonnique décline progressivement, avant de connaître un renouveau durant les années 1930.
En 1905, la romancière nationaliste Gyp publie le livre Journal d'un casserolé où elle met en scène un officier entravé dans sa carrière par la franc-maçonnerie.

#### Réactions au Grand Orient de France
Au début de l'affaire, les loges du Grand Orient connaissent une « période de flottement » ; de rares loges se déclarent sensibles aux arguments de Guyot de Villeneuve et un certain nombre réclament la tenue d'un convent extraordinaire début 1905. Cette demande ayant été rejetée par le Conseil de l'ordre, l'obédience resserre progressivement les rangs derrière le Grand-maître Louis Lafferre. Au convent de septembre 1905, il prend la parole pour défendre la nécessité de la surveillance maçonnique : « Il serait étrange qu’une grande société comme la nôtre, qui encadre tous les comités politiques, qui comprend l’élite de la nation, qui, par sa conscience, par sa probité, a le droit de connaître et de savoir, se fût désintéressée, par je ne sais quelle timidité ou quelle pudeur mal comprise, de l’attitude politique de ceux que la République charge de la servir et qui sont le plus souvent, trop encore, après trente-cinq ans de République, des serviteurs infidèles ». Plusieurs voix s'élèvent alors pour critiquer la gestion de l'affaire par le Grand Orient, dont celle de Weber : « Je considère que l’action du Conseil de l’Ordre a été irrégulière au point de vue des principes maçonniques qui nous dirigent, au point de vue de notre Constitution. Je demande quel article de la Constitution a permis au président du Conseil de l’Ordre, en dehors de toute autorisation de l’Assemblée générale, en dehors de tout avis donné par la Fédération, d’organiser un système comme celui qui a été organisé au Grand Orient ». Finalement, l'ordre du jour soutenant Lafferre l'emporte à l'unanimité moins trois voix, entérinant le soutien au fichage et à la gestion de l'affaire par la direction du Grand Orient.
Parallèlement à cet appel à l'unité, le Grand Orient procède dès début 1905 au soutien financier des francs-maçons dont la situation sociale ou financière a été atteinte par les retombées de l'affaire. Les rédacteurs de fiches subissent des mesures de rétorsion et des listes de franc-maçons sont publiées dans certaines villes, comme à Rennes, ce qui entraîne des boycotts de commerces tenus par des membres de loges.

### Crise morale du dreyfusisme

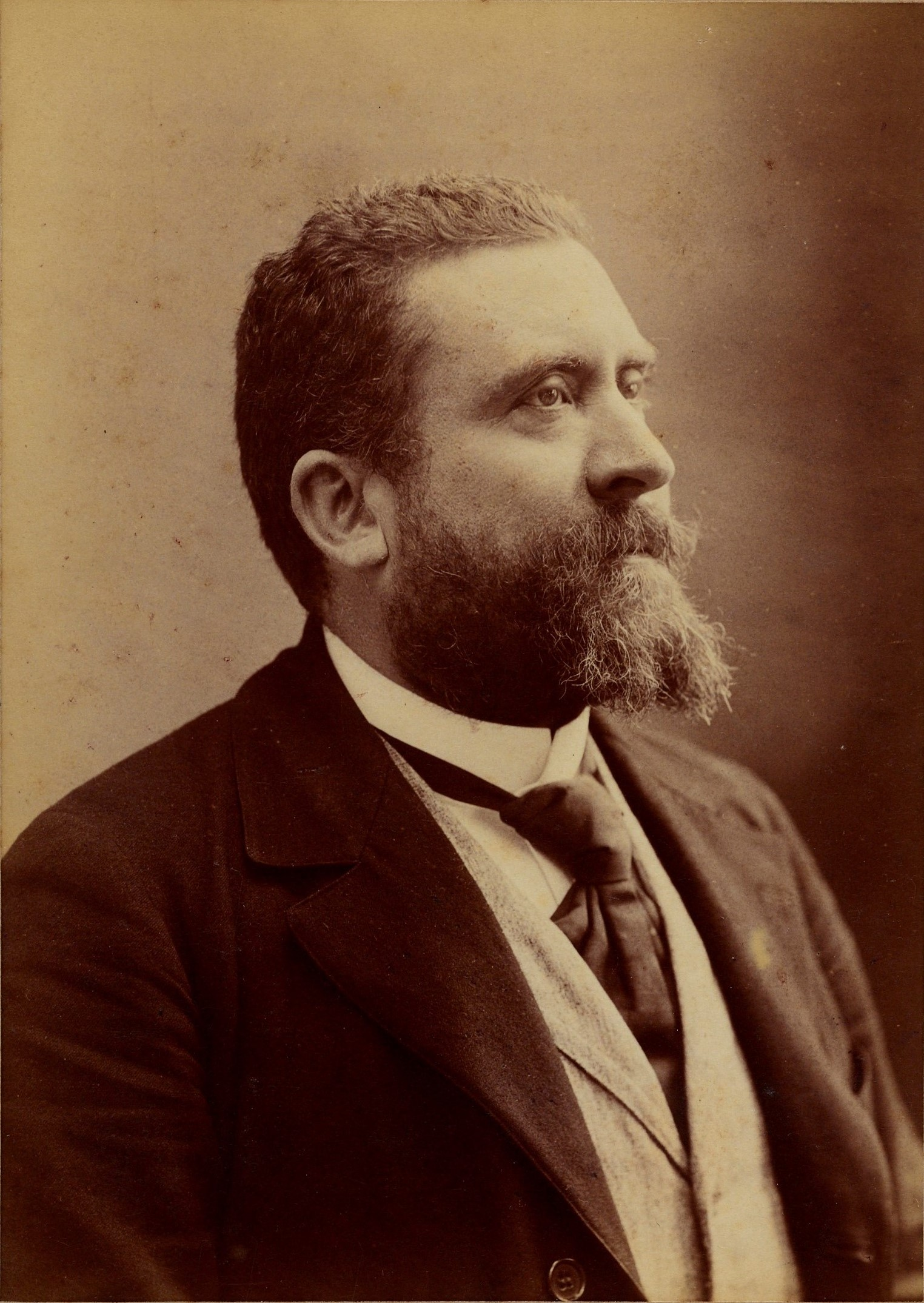
Le député socialiste Jean Jaurès, photographié par Nadar.

L'affaire des fiches n'est pas une simple opposition politique bipartisane ; certes, la manœuvre est orchestrée par les nationalistes et le scandale est exploité par la droite pour faire chuter le cabinet Combes, mais elle marque également une rupture au sein de la gauche dreyfusiste. La forte composante morale associée au scandale déclenche en effet la révolte d'anciens dreyfusards . À la Chambre des députés, Henri Brisson quitte le groupe radical-socialiste et déclare : « Dans un pays libre et sous le régime parlementaire, on ne s'inscrit pas en faux contre les droits de la conscience d'autrui parce que le parti adverse s'en fait une arme » ; le radical-socialiste Louis-Lucien Klotz met en garde la gauche : « La délation ne saurait faire aimer la République » ; les députés républicains Georges Leygues et Léon Mirman s'insurgent contre les moyens employés par le général André.
Le député Jean Jaurès, qui s'était illustré dans l'affaire Dreyfus, soutient en revanche le cabinet Combes. Le 28 octobre, répondant à Guyot de Villeneuve, il met en doute l'authenticité des documents présentés — rappelant la falsification du bordereau dans l'Affaire —, et prend à témoin le Bloc des gauches : « ce que veut M. Guyot de Villeneuve, c'est laisser se reconstituer sans contrôle, sans garantie pour la République une caste militaire factieuse et irresponsable », référence au comportement du haut-commandement militaire durant l'Affaire. Lors de la même séance, il recommande à la gauche de placer la politique au-dessus de la morale : « les républicains diront si, à cette heure obscure et redoutable que traversent les destinées de ce monde, il convient de renverser un gouvernement qui a su maintenir la paix, et de se livrer à tous les césariens, entrepreneurs de guerre et d'aventure […]. Je dis aux républicains qui veulent se risquer dans cette aventure qu'ils en seront les dupes ». Ainsi, par deux fois, le 28 octobre et le 4 novembre, les interventions de Jaurès — d'une grande habileté politique — permettent l'adoption d'ordres du jour qui condamnent le fichage et maintiennent le gouvernement.

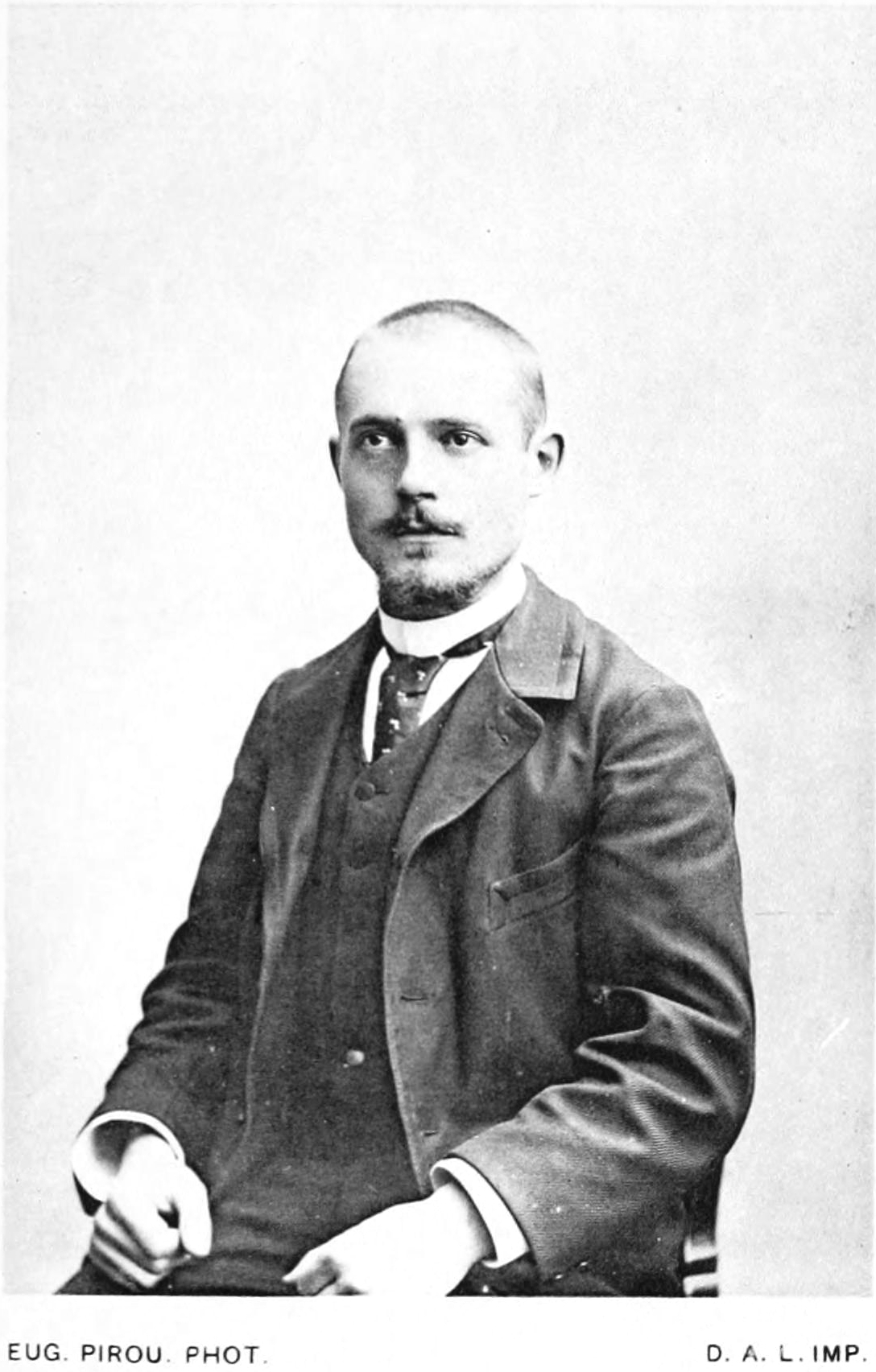
Charles Péguy, photographié par Eugène Pirou.

L'affaire des fiches provoque également des remous importants au sein de la Ligue française pour la défense des droits de l'Homme et du citoyen, organe symbolisant le dreyfusisme : Célestin Bouglé, Charles Rist (tous deux membres du Comité central de la Ligue), Louis Comte et de nombreux autres ligueurs demandent au Comité central de condamner vigoureusement le procédé de la délation utilisé par le gouvernement. Pour Bouglé et Rist, la Ligue ne peut pas assister à une telle violation des principes qu'elle défend — liberté de conscience, liberté d'opinion — sans procéder à une condamnation publique. Bouglé ajoute qu'en prenant position contre les délateurs, la « Ligue aurait montré une fois de plus qu'elle n'est esclave d'aucun parti et qu'elle entend défendre les « droits de l'homme » partout où elle les sentira blessés, et aussi bien sous la peau des catholiques que sous celle des juifs ou des francs-maçons ». Le 21 novembre 1904, le Comité central examine la requête des protestataires et leur oppose une fin de non-recevoir le 5 décembre, se ralliant à la position défendue par le président de la Ligue, Francis de Pressensé. Du fait du refus de la Ligue, un nombre important de membres du Comité central démissionnent, comme Joseph Reinach, un de ses fondateurs — il est félicité par Marcel Proust pour ce « grand acte » — ou encore l'ancien ministre Pierre-Paul Guieysse.
Le 24 janvier 1905, le socialiste Charles Péguy publie un Cahier de la Quinzaine intitulé La délation aux Droits de l'homme. Il y publie les échanges de lettres entre Bouglé, Rist et Pressensé, et attaque la position de ce dernier. À travers Pressensé, c'est Jaurès qui est visé, les deux socialistes — unis originellement par l'affaire Dreyfus — s'étant graduellement éloignés depuis 1900. Pour Péguy, « [t]out ce qu'on a dit de l'affaire Dreyfus, qu'elle était toute morale et qu'elle n'était nullement politique, on doit le dire également de l'affaire de la délation, […] « il n'y a pas d'affaire de la délation » disait M. Combes, comme « il n'y a pas d'affaire Dreyfus » disait M. Méline ». La critique de Péguy est de deux ordres : premièrement, il s'insurge contre la discipline de parti, défendue par Jaurès, et refuse le faux dilemme entre réaction et défense républicaine : « Nous savons parfaitement que pour l'immense horde des politiciens nationalistes et réactionnaires l'affaire des fiches et de la délation n'est qu'une affaire politique, une immense machination politique de plus ; mais ce qu'il y a justement d’admirable, c'est que cela est parfaitement vrai, et que pourtant cela ne fait rien du tout » ; deuxièmement, il défend le fait que « chacune des minutes est censément la seule où, pour plaire aux politiciens, il faut que nous nous taisions et que nous fassions taire la morale devant la politique ; seulement ces minutes sont successives, elles ne cessent pas, et pratiquement, socialement, historiquement, elles font le temps ; les politiciens passent tous les aujourd'hui à nous déclarer que tous les demains nous serons libres de faire de la morale […] ; nous refusons de nous incliner devant ce perpétuel chantage ; nous devons sauver toutes les minutes, sans exception, l'une après l'autre, si nous voulons sauver, comme nous le devons, tout le temps de toute la vie. ». Plus généralement, Péguy reproche à Jaurès de détourner le socialisme de ses vrais combats et de le corrompre dans le soutien inconditionnel à Combes ; il récuse la soumission de la morale au politique et, d'après le politologue Patrick Charlot, « dresse un tableau prémonitoire de ce que seront les sociétés totalitaires du XXe siècle : état policier et tout-puissant, système scolaire oppressant, délation généralisée ». Jaurès et Péguy, malgré leurs convergences — notamment la foi dans le progrès intellectuel comme vecteur de révolution et d'affranchissement —, ne se réconcilieront jamais.

### Poursuite du système des fiches

#### Les renseignements préfectoraux

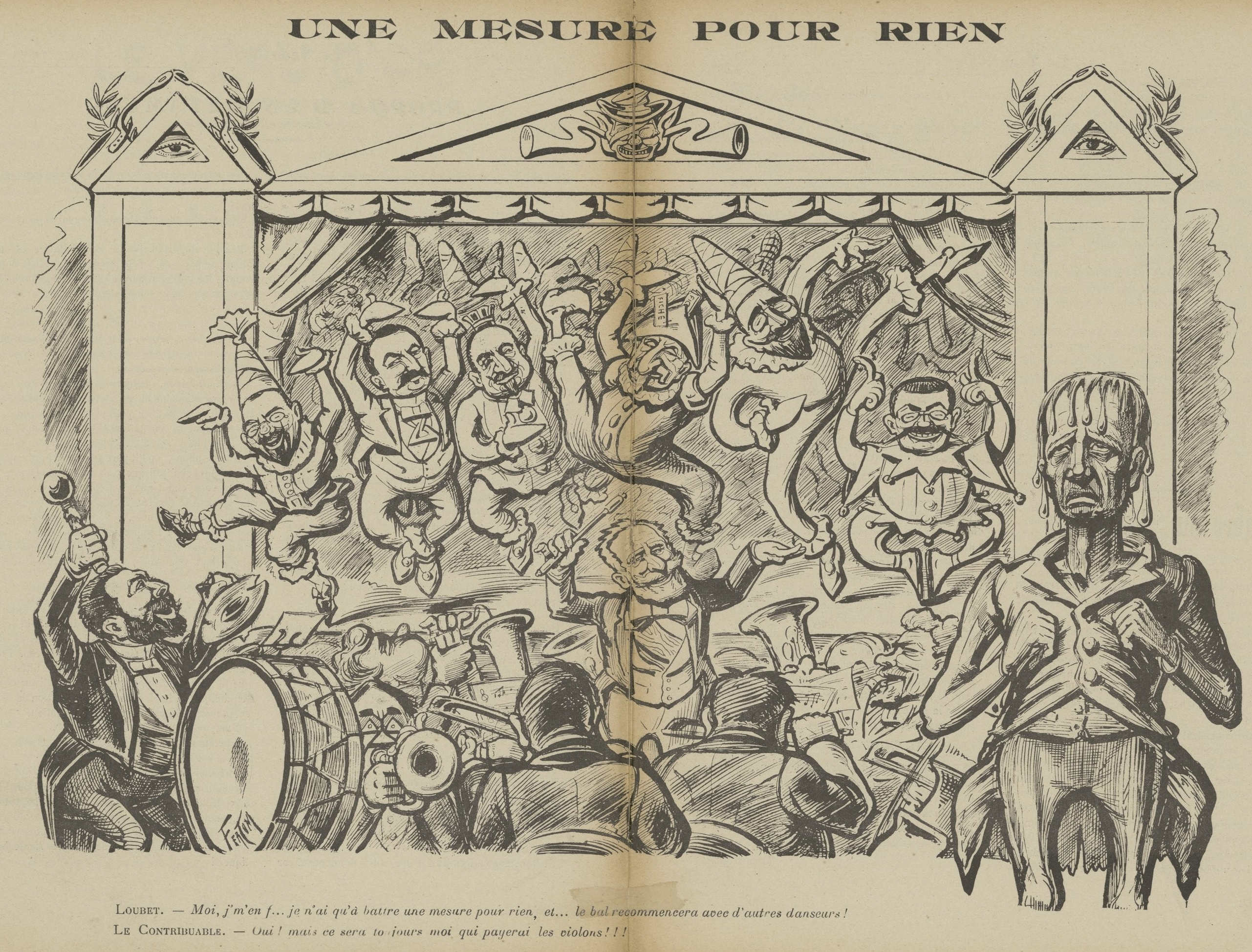
Une mesure pour rien, caricature du Veau d'or critiquant le président Émile Loubet pour la formation du gouvernement Rouvier, accusé de permettre la poursuite du système des fiches et le maintien de l'influence maçonnique.

Malgré le scandale provoqué dans le pays, le système des fiches se poursuit encore pendant quelques années ; si le recours direct au Grand Orient est proscrit dès la révélation de Guyot de Villeneuve, le fichage s'appuie à la place sur les préfets. Émile Combes leur demande des informations sur les opinions politiques d'officiers à deux reprises, les 9 et 18 novembre 1904 — alors que l'affaire des fiches bat son plein —, habitude poursuivie par le cabinet Rouvier. Après que Berteaux et Rouvier avouent publiquement en mars 1905 le rôle des préfets dans la collecte de renseignements, le Sénat admet au cours d'un vote — sur proposition de Combes et Antonin Dubost, et à 232 voix contre 31 — que le ministre de la Guerre doit fonder l'avancement des officiers « à la fois [sur] leurs qualités professionnelles et [sur] leur dévouement à la République », ce qui, d'après Guy Thuillier, « laissait la porte ouverte à bien des abus ».

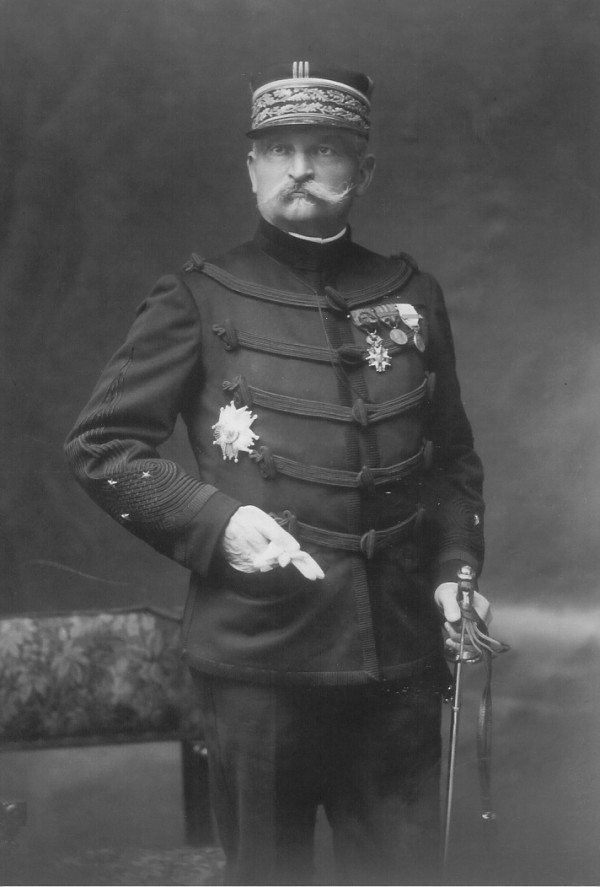
Le général Mercier-Milon, directeur de l'Infanterie en 1905.

Ces dispositions sont codifiées le 13 janvier 1905 dans une circulaire du ministère de la Guerre. Supprimant « le caractère confidentiel des notes données », elle précise que les officiers doivent prendre connaissance des appréciations les concernant et affirme que les renseignements des préfets « ne sont pas destinés à être placés dans [leurs] dossiers », ce qui est une mesure de protection contre l'arbitraire des informations fournies. Il est par ailleurs réaffirmé que les fiches du Grand Orient ne sont plus utilisées, car elles ont été détruites. La loi du 22 avril 1905 élargit ces garanties à toute la fonction publique : désormais, ses membres peuvent prendre connaissance de leur dossier en cas de sanction disciplinaire ou de retard à l'avancement.
Cette législation visant à mettre un frein au fichage échoue : en effet, la circulaire du 13 janvier n'est pas appliquée dans les faits. De plus, ce système n'empêche ni les pressions parlementaires de s'exercer, ni la pratique des recommandations politiques. Le général Armand Mercier-Milon, nommé à la direction de l'Infanterie en juin 1905, démissionne avec fracas en décembre 1905 en s'insurgeant contre « « l'intrusion toujours plus grande des parlementaires dans les questions de personnes, questions toujours tranchées contrairement aux règles ». L'accès au grade de général nécessite notamment des parrains dans la classe politique républicaine — c'est le cas de Joseph Joffre, soutenu dans sa carrière par Eugène Étienne, Albert Sarraut et Arthur Huc.
Ainsi, le système des fiches se poursuit au moins jusqu'en 1913, les ministres de la Guerre successifs (Maurice Berteaux, Eugène Étienne, le général Picquart et le général Brun) refusant d'y mettre un terme, pensant en tirer profit. Il semble même que la délation au sein du corps des officiers continue d'être encouragée par le ministère. Néanmoins, il faut mentionner à la décharge de ces pratiques la difficulté de noter professionnellement les officiers en temps de paix, ainsi que la nécessité de contrôler l'accès à certains postes sensibles — dont le généralat qui fait d'un militaire une personnalité publique.

#### Liquidation finale du système

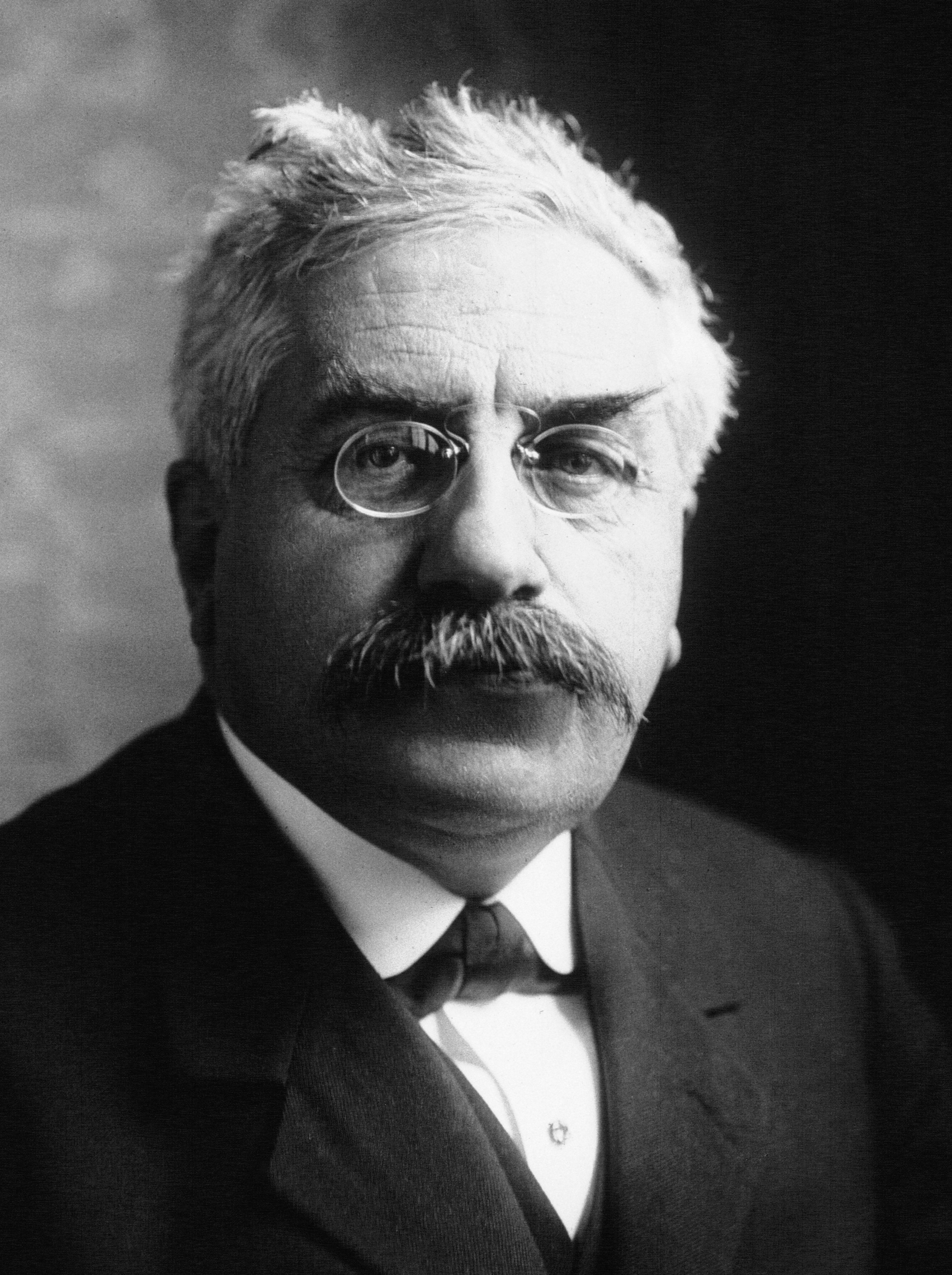
Alexandre Millerand, ministre de la Guerre de 1912 à 1913.

En février 1911, Charles Humbert, devenu sénateur de la Meuse, envoie une lettre au général Charles Ebener, chef de cabinet du ministre de la Guerre Jean Brun. Dans cette dernière, il accuse le cabinet d'avoir reconstitué une « agence de renseignements politiques » et révèle que les notes politiques établies par les préfets ne sont jamais communiquées aux intéressés. Pour lui, « [n]ul n'a le droit de s'enquérir des croyances intimes des officiers, ni de la façon dont ils se comportent dans la vie privée, de leurs conceptions philosophiques ou religieuses. Qu'ils fréquentent l'église ou le temple, une loge maçonnique ou une synagogue, ou qu'ils vivent sans éprouver le besoin de fréquenter aucun de ces endroits, on n'a pas à le savoir pour les noter ». Le 27 novembre 1911, c'est au tour de Joseph Reinach de dénoncer le système des fiches à la Chambre ; il remarque « ce mode d'investigation ne peut être qu'inefficace, si les préfets savent que leurs renseignements, les renseignements de leurs commissaires de police, seront communiqués, et il devient odieux quand ces renseignements sont tenus secrets » et sous-entend lui aussi que les notes secrètes ne sont pas communiquées aux officiers.
Acculé par l'intervention de Reinach, le ministre de la Guerre Adolphe Messimy reconnaît le lendemain qu'il est problématique « qu'on laisse planer un certain mystère sur ces notes politiques, et qu'elles pèsent sur les officiers sans qu'ils les connaissent ». Le 12 décembre 1911, il fait parvenir une circulaire aux préfets où il écrit :

« Vous voudrez bien désormais m'adresser, semestriellement, aux dates des 1er avril et 1er octobre, par l'intermédiaire de M. le Président du Conseil, ministre de l'Intérieur, un rapport circonstancié sur les officiers en garnison dans votre département qui, par des actes publics ou une attitude générale notoirement connue, auraient manqué à la correction politique et au loyalisme que le Gouvernement de la République est en droit d'exiger d'eux. Très exceptionnellement, je me réserve de vous appeler en dehors de ces dates, à me fournir, dans des cas déterminés et urgents, des renseignements sur l'attitude de quelques officiers, notamment de ceux qui seraient proposés pour des emplois spéciaux. »

La circulaire Messimy semble insuffisante aux yeux des parlementaires opposés au fichage. Parmi eux figure Alexandre Millerand, qui s'était déjà indigné en 1904 — comme Paul Doumer, il avait été exclu de la franc-maçonnerie à cette occasion — et devient ministre de la Guerre dans le premier gouvernement Poincaré. Le 25 janvier 1912, il rapporte la circulaire de son prédécesseur et déclare : « [L]'intérêt essentiel qui s'attache à écarter de l'armée toute préoccupation étrangère à sa haute mission et à fortifier l'autorité légitime qui doit, dans le cercle de ses attributions, appartenir au commandement militaire, paraît exclusif de la présentation par les préfets de rapports politiques semestriels ». Millerand ordonne la destruction des formules de bulletins de renseignement, et demande, au début de janvier 1913, que tous les dossiers politiques du cabinet militaire du ministre soient jetés au feu. Néanmoins, la démission que Millerand doit donner le 12 janvier rend incertaine la réalisation de son dessein, son successeur Eugène Étienne étant peut-être revenu au statu quo antérieur. On sait ainsi que des officiers seront encore fichés en 1913, tel le commandant Dupeuher du 19e régiment de chasseurs, décrit le 13 mars comme un « catholique pratiquant […] profess[ant] des opinions réactionnaires ».

### Conséquences du système des fiches sur l'armée

#### Politisation du corps des officiers
La révélation du scandale des fiches provoque des remous durables au sein de l'armée française. Les officiers — à l'exception notable des nombreux « clients » que le général André a promus au cours des quatre ans de son ministère — sont durablement choqués par ces avancements partisans, voire scandaleux, et une méfiance importante s'installe à l'égard des délateurs. Le commandement militaire devient largement hostile aux radicaux, responsables du système des fiches, entérinant la contre-performance de ces derniers en matière de contrôle de l'armée. Pour autant, dans l'armée française du début du XXe siècle, la plupart des officiers acceptent le régime ou s’en accommodent, évolution notable par rapport aux années 1870 et 1880.
Le républicanisme, s'il devient majoritaire parmi les officiers, ne doit pas masquer le fait que l'affaire des fiches, par le scandale qu'elle fait rejaillir sur la République, marque la résurgence d'un fort courant conservateur, clérical, antisémite et nationaliste, proche de l'Action française. La désunion provoquée par le système de fichage affaiblit donc l'armée dans une période où les gouvernements exigent d'elle sa participation à l'application de lois de laïcité qui divisent le pays : en 1903, la seconde expulsion des congrégations, et en 1906, la querelle des Inventaires qui suit la loi de Séparation.

#### Effets sur l'avancement

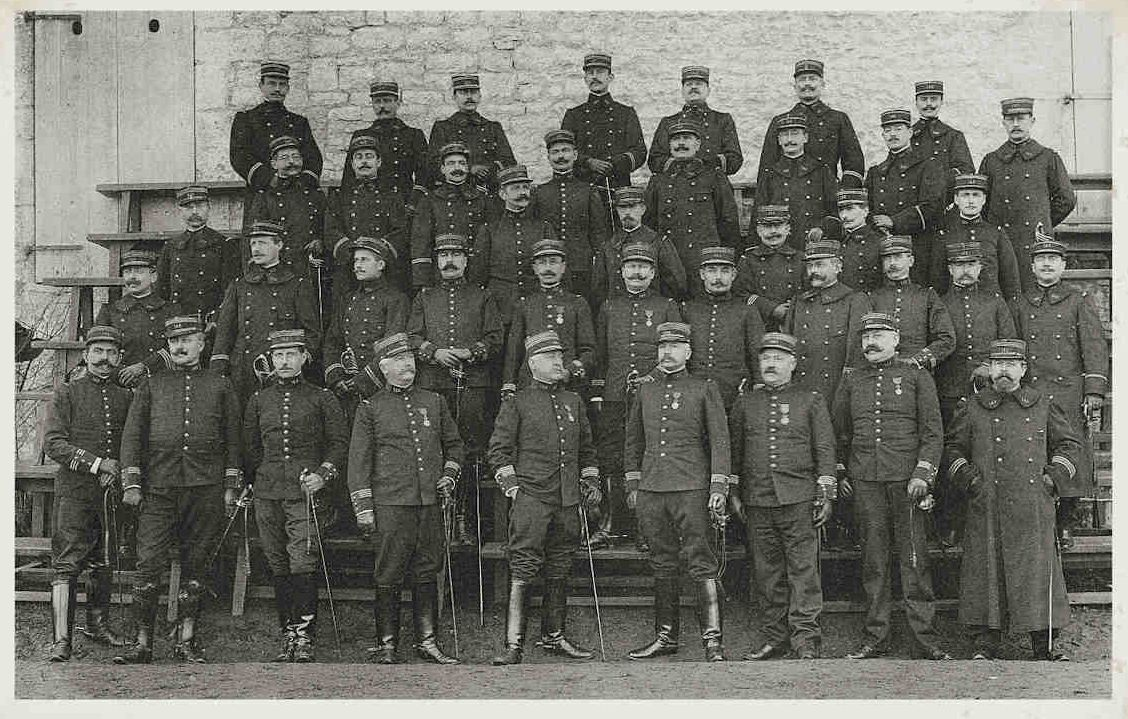
Les officiers du 148e régiment d'infanterie en 1912 ; au premier rang, au centre, le colonel Henri de Cadoudal.

Du fait du système des fiches, des officiers républicains obtiennent un avancement spectaculaire, comme Maurice Sarrail — franc-maçon et ancien officier d'ordonnance du général André — qui est propulsé jusqu'à la direction de l'Infanterie du ministère de la Guerre. Néanmoins, par manque d'officiers fermement acquis au régime, le ministère doit aussi pourvoir des postes à responsabilité avec des personnalités connues pour leurs convictions catholiques ou réactionnaires marquées — comme les futurs généraux Charles Lanrezac, Louis Franchet d'Espèrey et Émile Fayolle —, choix qu'il effectue en fonction des compétences militaires. De fait, les officiers qui voient leurs carrières brisées cumulent souvent notations professionnelles médiocres et fiches défavorables.
Sur les 38 officiers fichés par la loge rennaise La Parfaite Union, Daniel Kerjan en recense six qui ont pâti des informations communiquées au ministère : un commandant s'est vu refuser la Légion d'honneur et n'est jamais passé lieutenant-colonel, un colonel a attendu ses étoiles un certain nombre d'années, deux officiers ont été mis en retraite, un autre a été bloqué en avancement, et le dernier, directeur de l'arsenal de Rennes, a été muté d'office à Montauban six semaines après la rédaction de sa fiche, le poussant à demander sa retraite par anticipation.
Il semble que Philippe Pétain — à peine colonel à la veille de la Première Guerre mondiale, et maréchal quatre ans plus tard — doit une partie de la lenteur de sa carrière à sa fiche qui dénonce ses idées nationalistes et cléricales, mais cette raison n'explique pas seule son avancement ralenti. D'autres officiers catholiques qui se sont illustrés dans la Grande Guerre voient leur avancement entravé, comme le général Édouard de Castelnau — surnommé le « capucin botté » par les anticléricaux — ou le futur maréchal Ferdinand Foch — dont le frère est jésuite. Le général Louis de Maud'huy est proposé au tableau de lieutenant-colonel en 1902, 1903 et 1904, mais est écarté à trois reprises par le général André. Le général Antoine de Mitry se voit refuser le grade de lieutenant-colonel de 1901 à 1904, bien qu'il soit à chaque fois mis en avant par sa hiérarchie. L'action d'André ayant été continuée par ses successeurs, le général de Cadoudal — dénoncé par le préfet Joliet —, nommé lieutenant-colonel le 16 mars 1901, est seulement colonel au moment où la Première Guerre mondiale commence. Ainsi, la poursuite du système des fiches se manifeste par treize années de discriminations politiques : un certain nombre d'officiers voient leurs carrières ralenties, et parfois même interrompues par ces pratiques ; d'autres quittent l'armée ou deviennent les clients d'hommes politiques. Pour l'historien Guy Thuillier, le corps des officiers en sort « quelque peu affaibli » et ces pratiques ont « une incidence sur le niveau du haut commandement ».

#### Limogeages de la Première Guerre mondiale

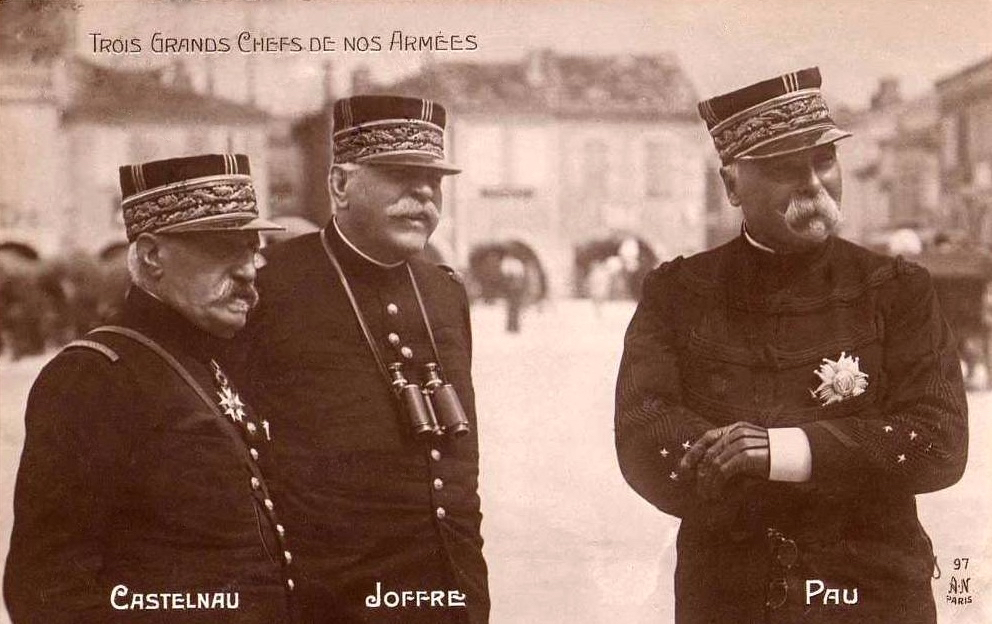
Carte postale intitulée Trois grands chefs de nos armées : les généraux de Castelnau, Joffre et Pau pendant la Première Guerre mondiale.

Le système des fiches est responsable de promotions indues de généraux, limogés à l'été 1914 par le général Joseph Joffre — lui-même franc-maçon —, dans les premiers mois de la Première Guerre mondiale. Toutefois, du fait de la poursuite de l'« andréisme », il est difficile de distinguer la part de responsabilité des fiches du Grand Orient dans ces promotions imméritées et la part imputable à la continuation du fichage par les successeurs d'André. Peu d’officiers qui avaient eu le grade de général sous le ministère André sont encore en 1re section au début du conflit mondial ; dans la 2e section, environ 80 généraux de division (sur 125) et environ 100 généraux de brigade (sur 270) ont été promus par André. Parmi les défaillances de généraux « politiques » sanctionnées par Joffre dans les premiers mois de la guerre, on compte notamment les généraux francs-maçons Bizard et de Lartigue, limogés après la bataille de la Marne, ainsi qu'une quinzaine de divisionnaires promus par André, démis de leurs fonctions.
Si des historiens de la franc-maçonnerie — au nombre desquels Daniel Ligou et Daniel Kerjan — remettent en question le phénomène et son impact sur les premières défaites de la Grande Guerre, des spécialistes de l'histoire militaire française comme Xavier Boniface, Pierre Rocolle et Hervé Coutau-Bégarie n'émettent en revanche pas de doutes à ce sujet. Pierre Rocolle, qui passe au crible les généraux de la Première Guerre mondiale — dans son ouvrage L'Hécatombe des généraux — à partir des archives du ministère des Armées et des archives maçonniques, considère notamment que l'épuration due au général André et ses successeurs a été fort dommageable et explique un certain nombre de défaillances de l'armée française en 1914, comme celles dues aux généraux Percin et Sarrail ; pour autant, il souligne que les généraux qui ont déçu ne sont pas tous liés à la franc-maçonnerie, comme il l'illustre avec l'exemple du général Pau.